# Église Saint-Gervais-et-Saint-Protais de Bessancourt
Pour les articles homonymes, voir Église Saint-Gervais-Saint-Protais et Église Saint-Gervais.
L'église Saint-Gervais-et-Saint-Protais est une église catholique paroissiale située à Bessancourt, en France. Bien que le village ait été érigé en paroisse en 1189, l'analyse de l'architecture de l'église ne permet pas de faire remonter la construction des parties les plus anciennes, le chœur et le transept, beaucoup avant le milieu du XIIIe siècle. Les travaux commencent donc après la fondation de l'abbaye de Maubuisson, dotée de Bessancourt et de Frépillon dès l'origine grâce à la générosité de Blanche de Castille. De style gothique rayonnant, le chœur, la croisée du transept et le croisillon sud sont d'une finesse que l'extérieur très sobre ne laisse pas soupçonner : seul le remplage délicat des fenêtres témoigne de la construction avec grand soin. La nef et ses bas-côtés sont d'une facture moins élégante et de toute évidence plus récents. Les grandes arcades avec leurs gros piliers cylindriques isolés évoquent le style gothique primitif, mais les frises en dessous des tailloirs, le pilier sud-est du clocher, les bas-côtés et les fenêtres hautes révèlent un style gothique flamboyant du dernier quart du XVe siècle. Construite après la guerre de Cent Ans, la nef et les bas-côtés reprennent peut-être une partie des dispositions de leurs prédécesseurs, mais présentent en tout cas certains anachronismes. Une certaine lourdeur n'empêche pas un décor sculpté de grande qualité, notamment sur les frises des piliers. Le clocher et la façade occidentale ont été achevés vers 1527, l'une des rares dates connues avec certitude grâce à une inscription gravée. Ultérieurement, peu avant ou après le milieu du XVIe siècle, le croisillon nord est entièrement bâti à neuf dans le style de la Renaissance. La décoration intérieure est partiellement en bois et trahit que cette partie est demeurée inachevée. La nef est vraisemblablement voûtée en 1561 ou 1573 seulement, ce qui explique que ses nervures retombent sur des consoles. L'église est restaurée successivement entre 1860 et le début du XXe siècle. Elle est classée au titre des monuments historiques par arrêté du 2 septembre 1921. Une deuxième grande campagne de travaux a lieu pendant les années 1990 et 2000.

## Localisation
L'église est située dans le département français du Val-d'Oise, sur la commune de Bessancourt, à l'est du centre-ville, le long de la Grande-Rue qui passe devant la façade méridionale et le chevet. La façade occidentale donne sur le parvis de l'église, qui se prolonge vers l'ouest par la place du marché, et vers le nord par le parc Keller. Seule l'élévation nord de l'édifice est moins bien visible et donne en partie sur la maison paroissiale, près du croisillon nord. Avec cette exception, l'église est dégagée d'autres constructions et bien visible de tous les côtés.

## Historique

### Les origines

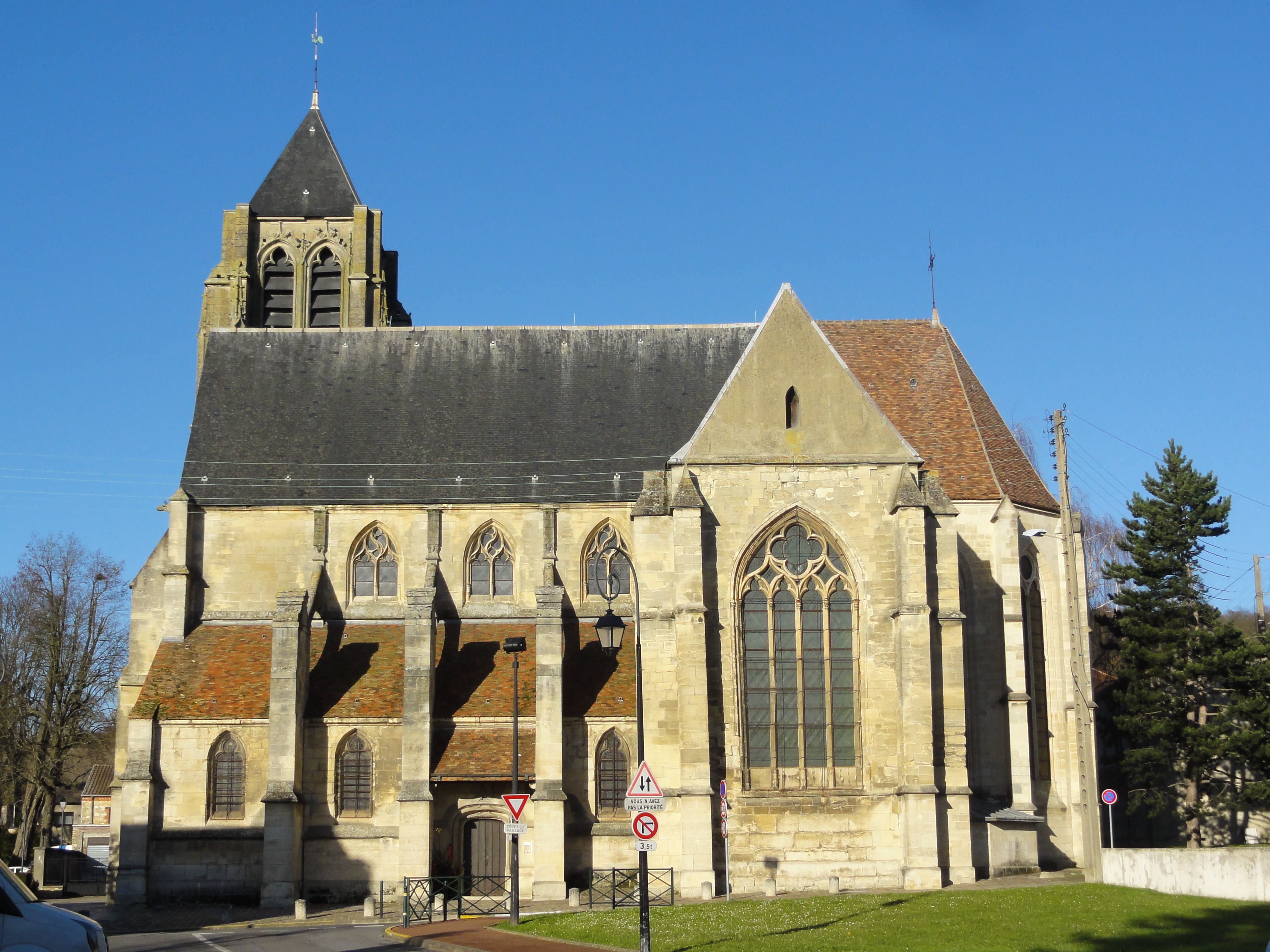
Élévation sud.

À l'époque des règnes de Pépin le Bref et de Charlemagne, existe un comté du nom de Bercaudus qui entretient des rapports avec l'abbaye de Saint-Denis. Aucun élément ne permet de savoir de quelle entité dépendait ce comté, mais il est probable que le nom donne Bercaudicurtis puis se déforme en Bercencourt, et corresponde ainsi au Bessancourt actuel. Mais jusqu'au Moyen Âge central, il ne s'agit que d'un hameau de la paroisse de Taverny, érigé en paroisse par Maurice de Sully, évêque de Paris, en 1189 seulement. La présentation à la cure appartient à l'abbé de l'abbaye Saint-Martin de Pontoise. Dans les Pouillés antérieurs au règne de saint Louis, il est fait référence à la nouvelle paroisse sous l'appellation de Bercencourt justement. Le village appartient à la famille Tirel, seigneurs d'un territoire assez considérable qui s'étend jusqu'à Pontoise, mais originaire de Poix-de-Picardie. En 1240, Hugues II Tirel le vend à Blanche de Castille, qui en dote l'abbaye de Maubuisson qu'elle fonde l'année suivante. Les abbesses de Maubuisson sont souvent qualifiées de Dames de Bessancourt, Sognolles et Frépillon (Sognolles étant un hameau de Frépillon),.

### La construction de l'église

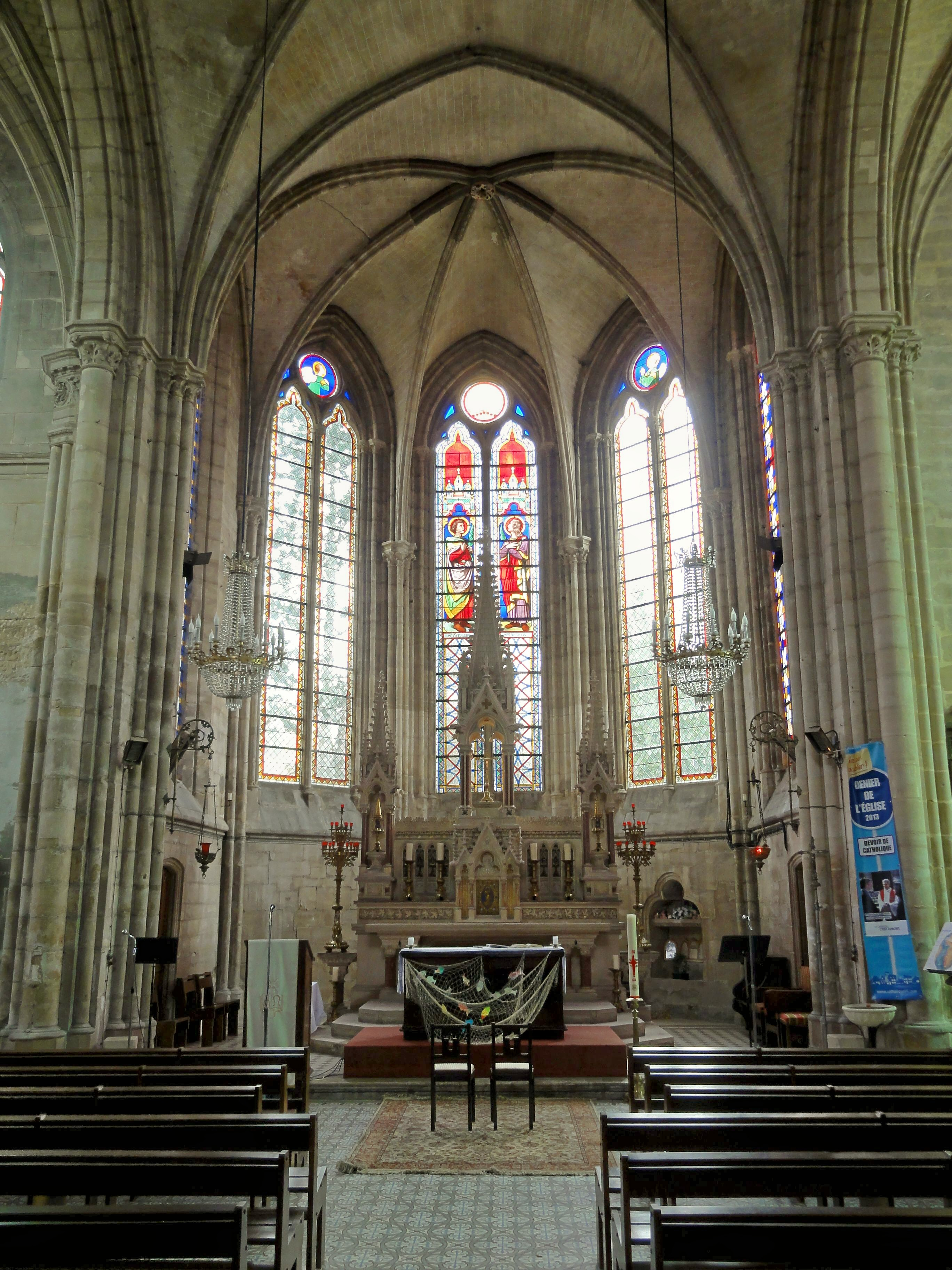
Croisée du transept, vue dans le chœur : cette partie est la plus ancienne de l'église.

Comme fréquemment, ce semble être la donation de la paroisse à une puissante abbaye qui déclenche la construction d'une nouvelle église. Le chœur, la croisée du transept et le croisillon sud qui sont ses parties les plus anciennes sont de style gothique rayonnant, et correspondent tout à fait à une période de construction autour du milieu du XIIIe siècle (bien que l'abbé Lebeuf parle du XIIe siècle). Près de la porte de la tourelle d'escalier du clocher, une plaque commémorative de la bénédiction de trois cloches le 3 avril 1864 dit que l'église aurait été consacrée vers 1185 par Maurice de Sully, mais aucune foi ne peut être prêtée à cette affirmation qui n'est pas confirmée par les sources. Richard Fumey pense qu'il s'agit d'une chapelle, mais il s'agit de toute évidence d'une simple confusion entre érection du village en paroisse et consécration de l'église. Une chapelle a bien dû exister au moment de la création de la paroisse, mais elle n'est mentionnée dans aucun document, et aucune trace construite n'en subsiste. Après l'édification du chœur et du transept de la nouvelle église au XIIIe siècle, sa nef a encore dû servir pendant une certaine période jusqu'au début des travaux pour la nef actuelle,.
L'église est dédiée à saint Gervais et saint Protais, et la fête de la translation de leurs reliques est célébrée dans la paroisse le 13 décembre. La fête de la Dédicace a lieu le premier dimanche de septembre. Il paraît que l'église n'ait jamais possédé de reliques importantes de ses saints patrons. Au XVIIIe siècle, il n'y en a plus aucune. En revanche, l'une des abbesses de Maubuisson lui a offert des reliques de l'une des compagnes de sainte Ursule. Dans tout l'Ordre cistercien dont dépend Maubuisson, les reliques de sainte Ursule sont assez répandues. Les vitraux d'origine du chœur, en majeure partie perdus aujourd'hui mais observés encore par l'abbé Lebeuf vers le milieu du XVIIIe siècle, étaient dans la tradition de l'ordre de Cîteaux, qui favorisait les vitraux en grisaille au lieu des vitraux polychromes. L'un des vitraux avait été offert par Robert de Berceucourt (Bessancourt), chanoine de Paris. Il était représenté agenouillé sur ce vitrail, accompagné de l'inscription de son nom. L'on sait que Robert était official de Paris en 1270 et qu'il fut doyen de Bayeux à la fin de sa vie. Un panneau représentant une abbesse de Maubuisson et son blason avait été ajouté ultérieurement. D'après le blasonnement relaté par l'abbé Lebeuf, il devrait s'agir d'Angélique d'Estrées, abbesse en 1594,.
Des hypothèses ont été formulées, selon lesquelles Robert de Berceucourt aurait donné l'impulsion pour la construction de la nouvelle église ; d'autres attribuent ce rôle à Blanche de Castille. Or, aucun document relatif à la construction de l'église n'est connu. Seul ses liens avec l'abbaye royale de Maubuisson ne font pas de doute. C'est dans ce sens qu'il convient sans doute d'interpréter le réseau flamboyant de la fenêtre occidentale de la nef, dans lequel apparaît une fleur de lys. Tout en reconnaissant le style flamboyant de cette baie, Richard Fumey affirme qu'elle aurait été percée en 1316, postérieurement à la construction de la nef (tout en sachant qu'aucun document sur la construction n'existe, ni d'inscription portant cette date, et que Fumey lui-même date la nef du XVe siècle seulement). Le réseau de l'apogée de l'art flamboyant de la fenêtre occidentale est en tout cas postérieur à la guerre de Cent Ans. Une autre légende voudrait que l'église aurait été initialement placée sous le vocable de Notre-Dame, légende non relatée par l'abbé Lebeuf. L'abbaye de Maubuisson et l'église de la paroisse-mère de Taverny sont effectivement dédiées à la Vierge.

### Problèmes de datation de la nef et des bas-côtés

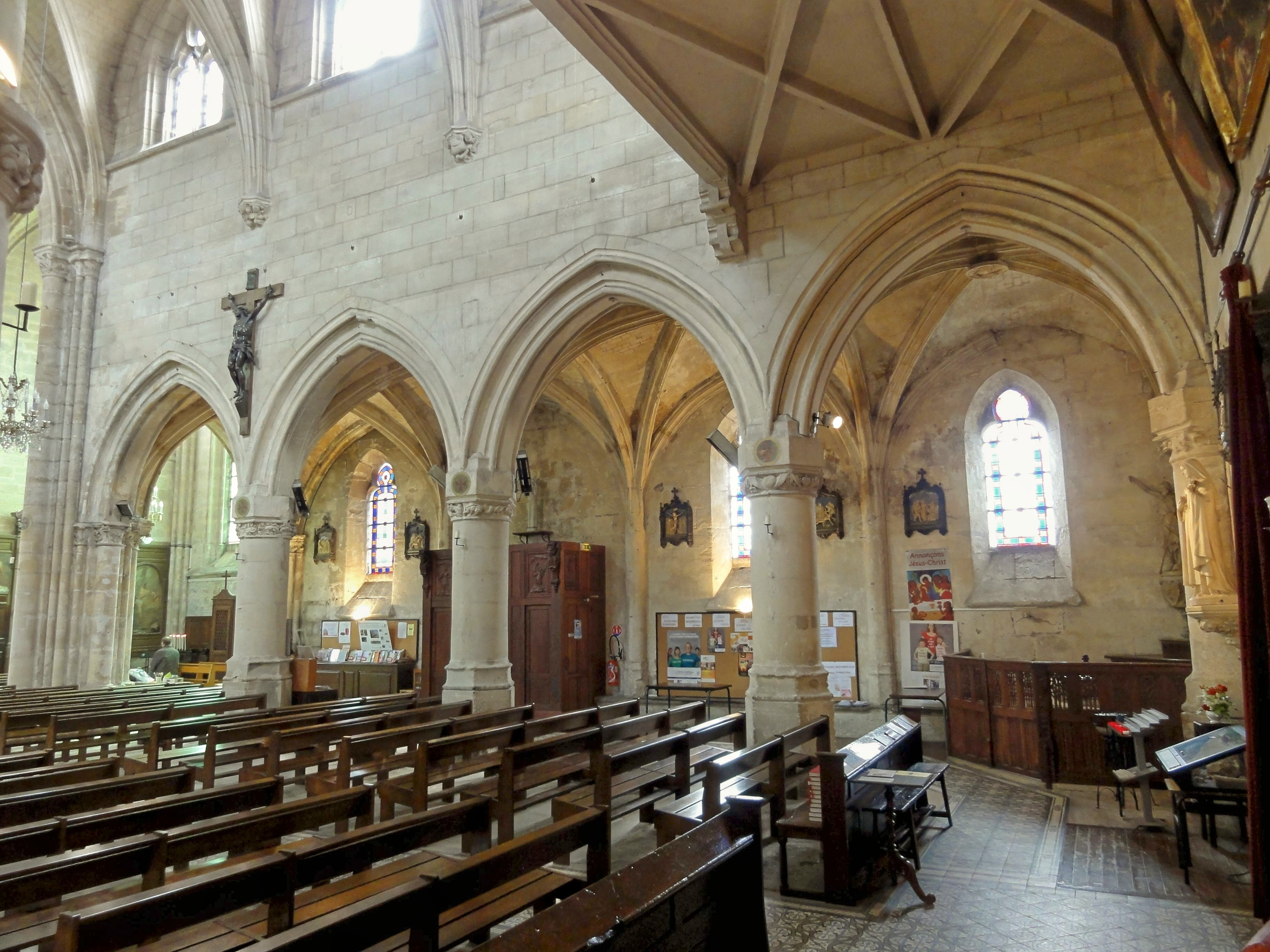
Les grandes arcades de la nef correspondent au style gothique primitif, mais les nervures pénétrant dans les tailloirs et les frises reflètent le style flamboyant.

Si le chœur, la croisée et le croisillon sud sont homogènes et ne suscitent pas de questions de datation, la détermination de la période de construction de la nef s'avère plus problématique. Elle est globalement d'un style gothique flamboyant peu avancé : les moulures des grandes arcades se fondent dans les tailloirs des piliers cylindriques isolés, mais ne sont pas prismatiques, et il y a encore des fenêtres hautes, mais plus de triforium ou galeries. Les piliers n'ont plus de chapiteaux à proprement parler, mais sont décorés de frises à leur emplacement habituel. Un décor végétal alterne avec de petits animaux fantastiques ou des cherubins. L'on peut voir des frises de motifs similaires dans le bas-côté sud de l'église Saint-Didier de Villiers-le-Bel ou sur une partie des murs hauts du transept de la cathédrale Notre-Dame de Senlis. Les nervures des voûtes de la nef retombent sur des culs-de-lampe. La pile sud-est du clocher qui correspond au premier pilier des grandes arcades du nord est ondulé, comme dans l'église Saint-Denis de Méry-sur-Oise. Son appareil est homogène avec celui des murs, et une inscription indique que le clocher ait été bâti (terminé) en 1527. Le long des murs des collatéraux, il n'y a plus de tailloirs, et les nervures des voûtes sont prismatiques et pénétrantes,.
En faisant le rapprochement avec l'architecture religieuse de la région pendant le dernier quart du XVe siècle, la nef et les bas-côtés de Bessancourt pourraient bien dater de cette époque, un ralentissement du chantier pouvant expliquer la date relativement tardif de 1527. À cette époque, les nervures des voûtes de la nef sont généralement pénétrantes dans les églises de la région, et les fenêtres hautes se font rares. L'abbé Jean Lebeuf estime que la nef avait deux cents à trois cents ans d'âge, ce qui correspond à une époque comprise entre 1450 et 1550 environ, et le baron Ferdinand de Guilhermy qui visite l'église pendant les années 1860 propose une datation au début du XVIe siècle. Richard Fumey parlant d'un « caractère ambigu » de l'église de Bessancourt, il n'a pas tort en pensant aux grandes arcades en tiers-point, dont la configuration est encore assez proche du style gothique primitif. L'on doit toutefois s'interroger pourquoi il suppose que la construction de la nef se serait faite au XIVe siècle, à la suite de l'achèvement du transept : le style flamboyant n'existe pas dans la région au XIVe siècle, période trouble marquée par la guerre de Cent Ans, n'ayant donné ici que des extensions d'églises existantes dans un style rayonnant tardif. Peut-être bien que la nef a été achevée pendant le premier quart ou la première moitié du XIVe siècle, sous l'abbatiat d'Isabelle de Montmorency qui dure de 1308 à 1354, mais dans ce cas, elle aurait été en grande partie reconstruite après la guerre de Cent ans : ceci expliquerait certaines dispositions anachroniques, comme notamment le profil des grandes arcades, leurs gros piliers cylindriques et les fenêtres hautes, le maître d'œuvre s'inspirant des vestiges de l'ancienne nef. Une reprise en sous-œuvre des piliers n'est pas non plus à exclure,.

### La reconstruction après la guerre de Cent Ans
« Pillée, dévastée et abandonnée pendant la guerre de Cent ans qui dura de 1337 à 1453, l'église ne fut sauvée des ruines qu'à sa restauration, à partir du XVe siècle » : Si Richard Fumey laisse en suspens les sources qui lui permettent de juger de l'état de l'édifice après la guerre, cette restauration ou plutôt reconstruction partielle a laissé bien de traces sur l'église, comme l'a déjà montré l'étude de la nef dans le paragraphe précédent. La reconstruction de la nef a dû se conclure par l'édification du clocher qui se dresse à gauche de la façade occidentale, au-dessus de la première travée du bas-côté nord, et de la façade elle-même. La date de 1527 déjà mentionnée pourrait correspondre à l'achèvement du gros-œuvre. Clocher et façade reflètent parfaitement cette période par leur style, y inclus pour les dimensions de la fenêtre haute, plus large que haute ; le profil en anse de panier des arcades des deux portes séparées par un trumeau ; le réseau plaqué qui décore le tympan ; l'accolade qui le surmonte ; les fins pinacles qui l'encadrent ; et les chimères et petits animaux fantastiques qui peuplent l'archivolte : tout comme pour le réseau de la baie haute, la question se pose sur quels indices Richard Fumey se base en voulant remonter ce portail à 1316. D'après lui, il n'aurait été que réparé après la guerre de Cent Ans. Les vantaux dateraient encore de 1316, année qui est citée de façon récurrente, bien qu'elle ne soit mentionnée par aucune source connue. Dans sa forme actuelle, le portail occidental n'est plus guère authentique, beaucoup de blocs sculptés ayant été remplacés pendant une restauration en 1865. La Vierge à l'Enfant et le dais qui la protège ont été ajoutés pendant cette restauration, le dais d'origine s'étant perdu, et une autre Vierge ayant occupé son emplacement jusqu'en 1865, alors qu'aucune statue n'était présente sur le trumeau. Les fleurons au sommet des accolades ne datent également que de 1865.

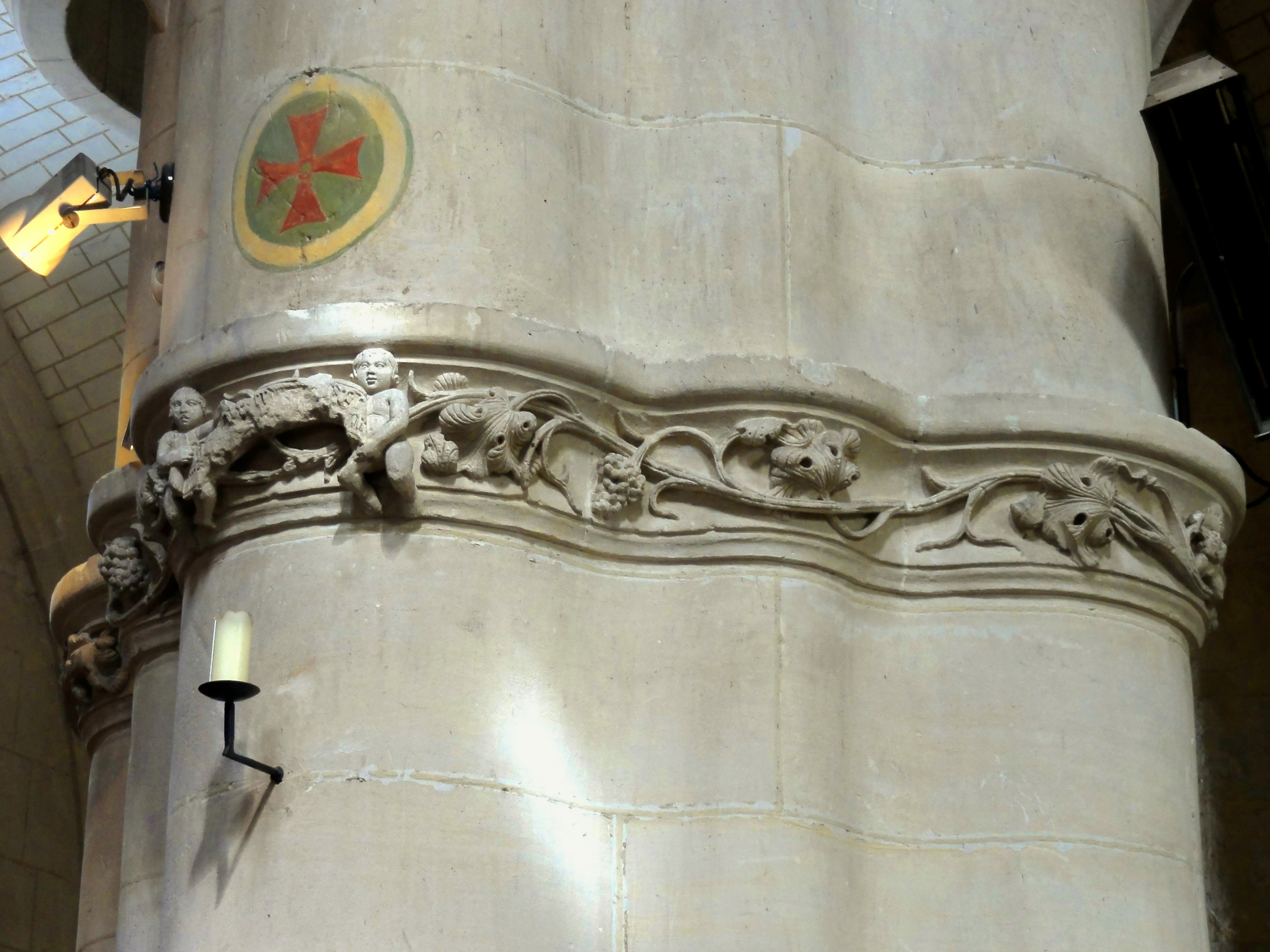
Le pilier ondulé au début des grandes arcades du nord avec sa frise de pampres et ses deux chérubins reflète le style flamboyant.

Les travaux de la période flamboyante ne sont pas les derniers dans le cadre de la reconstruction après la guerre de Cent Ans : c'est la construction d'un nouveau croisillon nord, plus profond que son homologue au sud, et présentant déjà les caractéristiques de la Renaissance, qui fait son apparition dans la région avec le château d'Écouen : le remplage simplifié des fenêtres, le retour du plein cintre et les colonnes et chapiteaux d'inspiration antique le démontrent. La nef n'est peut-être voûtée qu'en 1561, selon une inscription identifiée lors de la restauration de 1900 et dont on ignore à quoi elle se rapporte, ou en 1572, selon la date gravée sur la culée du premier arc-boutant du sud. Plusieurs éléments indiquent en tout cas que la nef n'était initialement pas conçue pour être voûtée : les nervures des voûtes sont reçues sur des consoles, et les tailloirs des piliers isolés ne sont pas dimensionnés pour recevoir des faisceaux de colonnettes émanant des nervures des voûtes. Au cas d'un voûtement dès l'origine, le choix se serait sans doute porté sur des ondulations dans les murs au lieu de consoles ou faisceaux de colonnettes.

### Les évolutions duXIXesiècleet la restauration de l'église

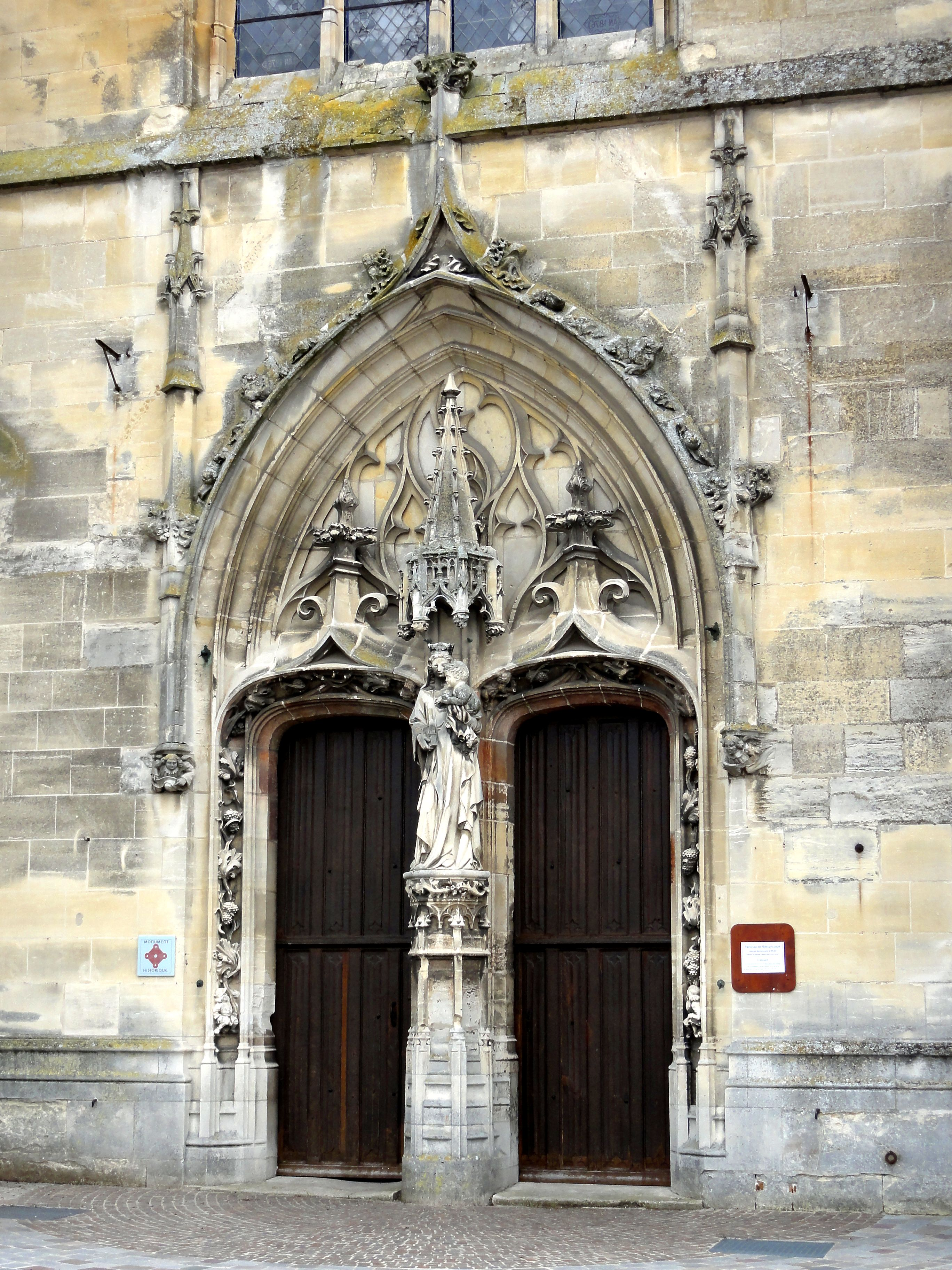
Le portail occidental du premier quart du XVIe siècle, refait en 1865.

Sous la Terreur, en 1793, quatre des cinq cloches datant de 1580 sont envoyées à la Monnaie de Paris pour y être fondues à des fins militaires. La cinquième cloche est sauvée grâce à son poids élevé de 1 600 kg, trop lourde pour être enlevée. Baptisée Louise-Antoinette-Charlotte, elle avait été bénie le 23 septembre 1728. Elle sonne jusqu'à sa fêlure en 1864, puis est envoyée chez le fondeur Hildebrandt de Paris pour servir de matière primaire à trois nouvelles cloches, avec ajout de métal : Julia-Joséphine (1 010 kg), Pauline (640 kg) et Aglaé (460 kg), accordées respectivement en fa dièse, mi supérieur et fa dièse supérieur. Vandalisée sous la Révolution et négligée sous l'Absolutisme, l'église Saint-Gervais-et-Saint-Protais se trouve dans un état préoccupant au début du XIXe siècle, à l'instar d'un très grand nombre d'églises à cette époque. La restauration ne commence toutefois qu'en 1860 avec la démolition du porche devant le portail occidental, et une grande campagne de travaux est lancée en 1864.
En 1864, les baies sont remises en état, les contreforts et les croisées d'ogives sont consolidées, et le couronnement des murs du chevet et de la façade est refait. Le pignon du croisillon sud porte également l'inscription « année 1864 » et a dû faire l'objet de réparations. En 1865, le portail occidental est profondément restauré par le sculpteur Roret de Levallois-Perret, non référencé par l'annuaire de la corporation des sculpteurs. Les deux grands fleurons ainsi que son dais sont d'un style néogothique un peu lourd qui n'harmonise pas tout à fait avec les éléments qui restent d'origine, ou qui ont été remplacés par des imitations fidèles lors de la restauration. La Vierge à l'Enfant posée sous le dais est en plâtre et a été trouvée à Montmartre. En 1866, c'est au tour de la fenêtre à la fleur de lys d'être restaurée. Longtemps condamné, le portail méridional est rouvert en 1868. Il est alors abrité par un porche, aujourd'hui disparu. Entre 1872 et 1876, le cimetière occupant l'actuel parvis de l'église est transféré à son emplacement actuel, à la périphérie du village. Le toit du chœur et les meneaux de ses fenêtres sont refaits en 1873. Les travaux semblent alors s'arrêter pour une vingtaine d'années. Un contrefort au nord de la nef porte la date de 1894, année présumée de sa restauration. Le croisillon nord est partiellement restauré entre 1896 et 1912. L'année 1900 voit la réfection des voûtes de la nef et le remplacement du maître-autel, l'ancien étant transféré dans le croisillon nord. Le nouveau maître-autel est présentée sur l'Exposition universelle de 1900 et vaut à son sculpteur (Jacquier de Caen) la croix de la Légion d'honneur.
L'église est classée au titre des monuments historiques par arrêté du 2 septembre 1921. La baie orientale du croisillon nord, obturée depuis longtemps par des carreaux de plâtre, est rouverte en 1926. En la même année, une tribune occidentale est bâtie dans la nef. Une nouvelle sacristie est construite en 1937 à l'angle entre croisillon sud et chœur, en remplacement de celle qui se trouvait au nord du chœur, et dont la porte existe toujours. Les abat-son du clocher sont remplacés en 1945, et les moulures des fenêtres de l'étage de beffroi restaurées en la même année. L'horloge au cadran blanc sur le trumeau des baies du troisième étage est déposée en 1965 et remplacée par l'horloge actuel, sur le pignon de la nef. Le petit auvent devant le portail sud est posé en 1965 également. Une longue série de travaux de restauration a lieu entre 1981 et 2009. La charpente du bas-côté nord est refait en 1987. Les contreforts du croisillon nord et de la façade sont restaurés en 1992. Les couvertures sont révisées en 1995, et l'enduit à l'intérieur du croisillon nord est purgé. La charpente du chœur est refaite en 1999, et l'ardoise est remplacée par des tuiles plates. Les vitraux du chœur, postérieurs à 1860, sont restaurés en 1999 et 2000. Ceux à gauche et à droite du chevet comportant des losanges colorés sont déposés et remplacés par des vitraux composés essentiellement de verre blanc, afin de rendre l'intérieur plus lumineux. Les vantaux du portail occidental sont restaurés en 2003. Le pignon du croisillon sud est consolidé en 2009.

## Description

### Aperçu général

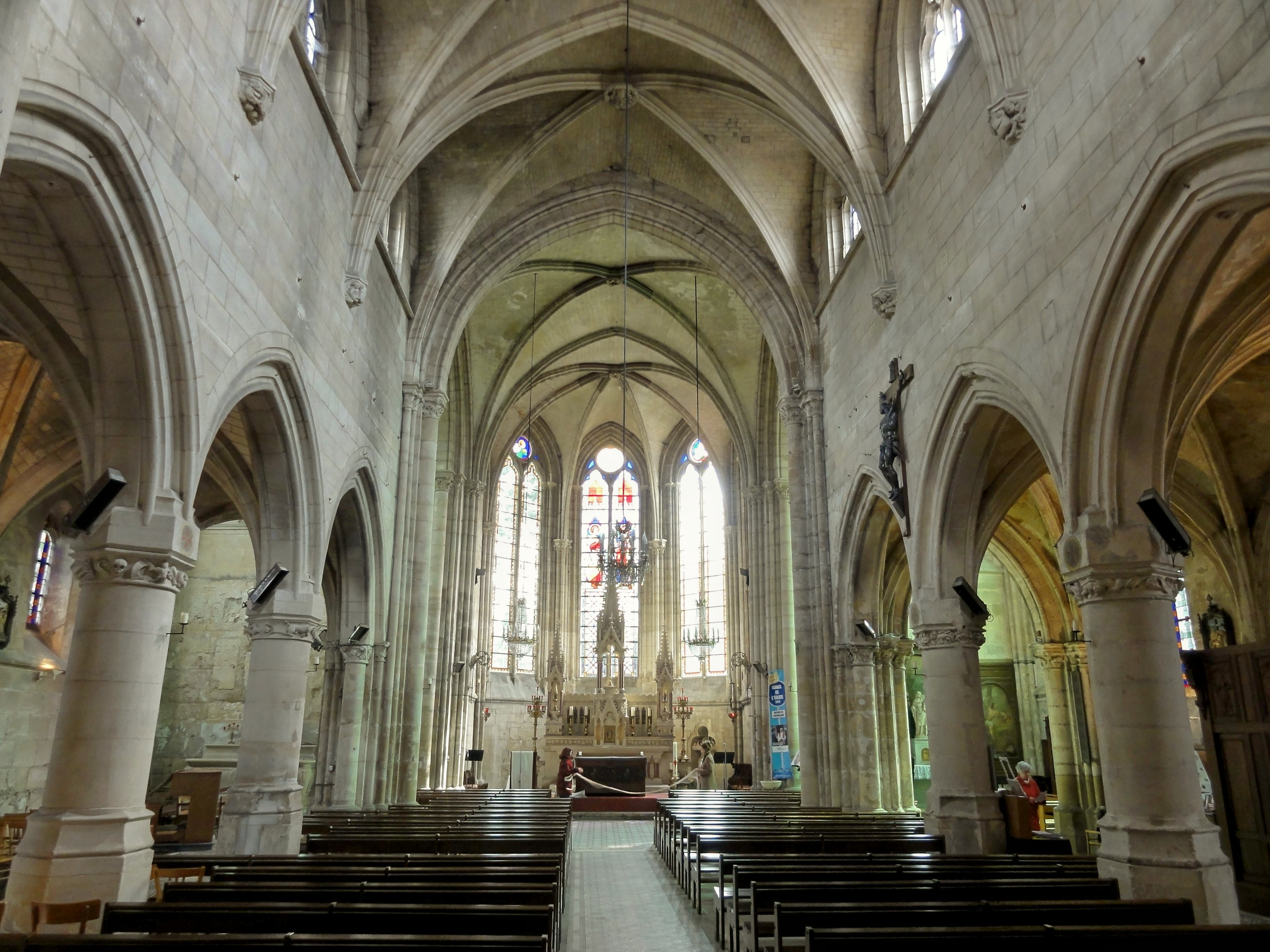
Vue générale intérieure.

Régulièrement orientée, l'église suit un plan cruciforme et se compose d'une nef de quatre travées accompagnée de deux bas-côtés ; d'un transept largement débordant ; et d'un chœur d'une seule travée, comportant une partie droite et une abside à pans coupés. Le clocher se dresse au-dessus de la première travée du bas-côté nord, à gauche de la façade, et la sacristie occupe l'angle entre le croisillon sud et le chœur. Les travées de la nef sont barlongues et mesurent 8,00 m de large, deux fois plus que les travées des bas-côtés, qui sont carrées. La croisée du transept et le croisillon nord paraissent carrés et représentent chacun environ deux travées de la nef ou quatre travées des bas-côtés, mais en réalité, ils ne sont que 7,00 m de large pour une profondeur de 8,00 m, déterminée par la nef. Le chœur reprend la largeur et la profondeur de la croisée du transept et du croisillon sud, sauf qu'il est bien entendu à pans coupés. Nef, transept et chœur atteignent uniformément une hauteur de 13,00 m sous le sommet des voûtes. Les bas-côtés atteignent exactement la moitié de cette hauteur. Dans son ensemble, mais sans la sacristie, l'église occupe environ 600 m2 au sol, et mesure 35,00 m de long. Toutes les travées sont voûtées d'ogives. Il s'agit ordinairement de voûtes quadripartites simples, des exceptions étant formées par le chœur avec une voûte sexpartite dont les nervures rayonnent autour d'une clé de voûte au centre de la partie droite, et par le croisillon nord, qui possède une voûte à liernes et tiercerons. La façade occidentale et les croisillons sont dominés par des pignons, et les bas-côtés sont recouverts par des toits en appentis. Des portails existent au centre de la façade occidentale et dans la troisième travée du bas-côté sud.

### Intérieur

#### Chœur

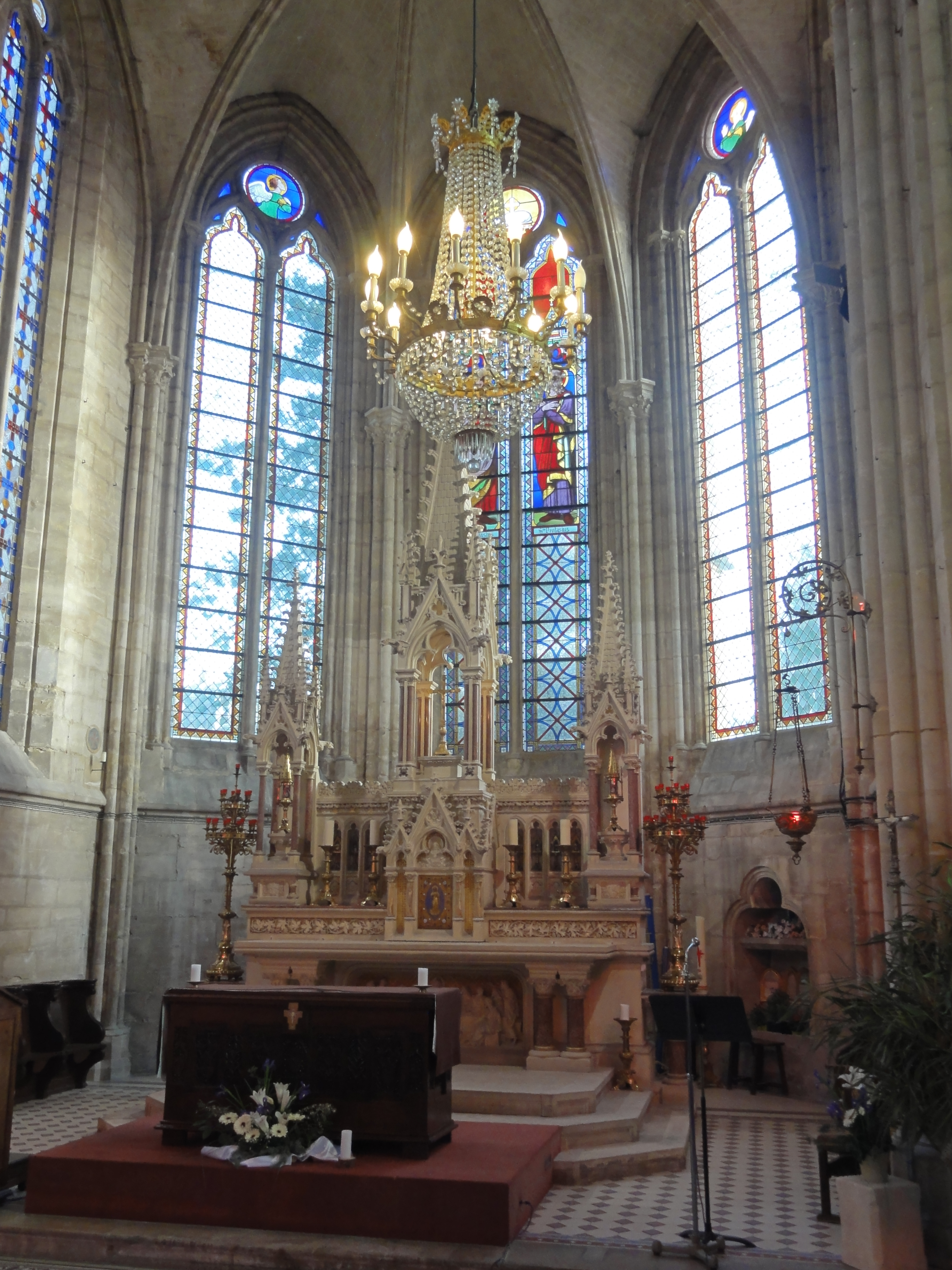
Vue dans le chœur.

Le chœur présente une élévation d'un seul niveau : à l'instar des Saintes-Chapelles, il est dépourvue de chapelles latérales, ce qui lui assure une grande luminosité. Son caractère léger et élancé est soulignée par les cinq fenêtres en tiers-point mesurant 8,00 m de haut et la minceur des supports. Les trois baies du chevet occupent entièrement l'espace disponible entre les faisceaux de trois colonnettes recevant les ogives et formerets. Leurs chapiteaux de feuillages ont des aux tailloirs à bec, c'est-à-dire disposés en losange. Ils sont situés assez bas, nettement en dessous des impostes des fenêtres. Les murs latéraux du chœur sont plus larges que les pans du chevet, et leurs fenêtres, de même largeur que les autres, laissent subsister des trumeaux à gauche et à droite. Le seuil des fenêtres prend la forme d'un glacis fortement incliné, qui court tout autour de l'abside et est séparé des soubassements des fenêtres par des moulures. Chaque fenêtre est entourée par une fine archivolte torique, dont la fonction est d'éviter des murs nus entre les fenêtres et les colonnettes de la voûte. Les archivoltes tout comme les piédroits et meneaux des fenêtres sont garnis de petits chapiteaux au niveau des impostes. Ces chapiteaux sont sculptés de feuillages et munis de tailloirs saillants : ils vont s'affiner et prendre une forme ronde avec l'avancement du style rayonnant. Seule la fenêtre du mur latéral nord fait exception, elle a été refaite de façon simplifiée. Les quatre autres fenêtres possèdent toutes un remplage parfaitement identique, composé de deux lancettes aux têtes tréflées surmontées par un oculus rond. Les épais vitraux en grisaille d'origine, obturés par des carreaux de plâtre à la Révolution afin de les préserver du vandalisme, ont finalement tous été enlevés pendant les années 1860 et remplacé par des vitraux modernes au décor ornemental. Des représentations figuratives se trouvent uniquement sur les oculi, avec des anges à gauche et à droite et l'Agnus Dei au centre, et surtout les saints patrons de l'église Gervais et Protais sur les panneaux supérieurs du vitrail de l'axe du chevet. C'est une œuvre de Eugène-Stanislas Oudinot de La Faverie de 1861. Quant au soubassement des fenêtres, il n'est pas décoré, mais le pan sud-est comporte une piscine liturgique décorée par une arcature trilobée. Des portes en anse de panier existent sous les fenêtres du nord et du sud. Celle du nord est celle de l'ancienne sacristie, démolie, et celle du sud dessert la nouvelle sacristie de 1937.

#### Croisée du transept et croisillon sud

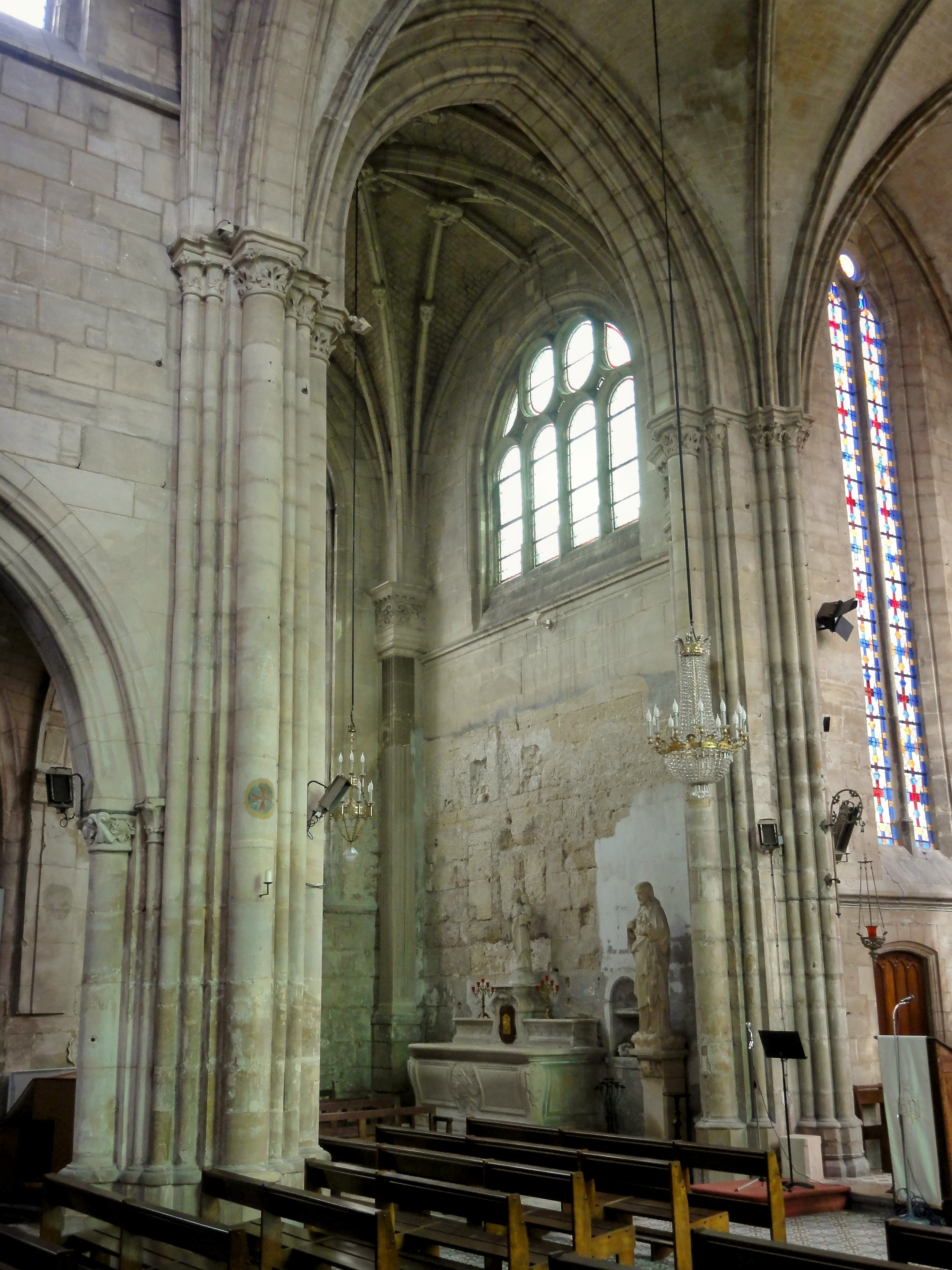
Arcade ouvrant dans le croisillon nord.

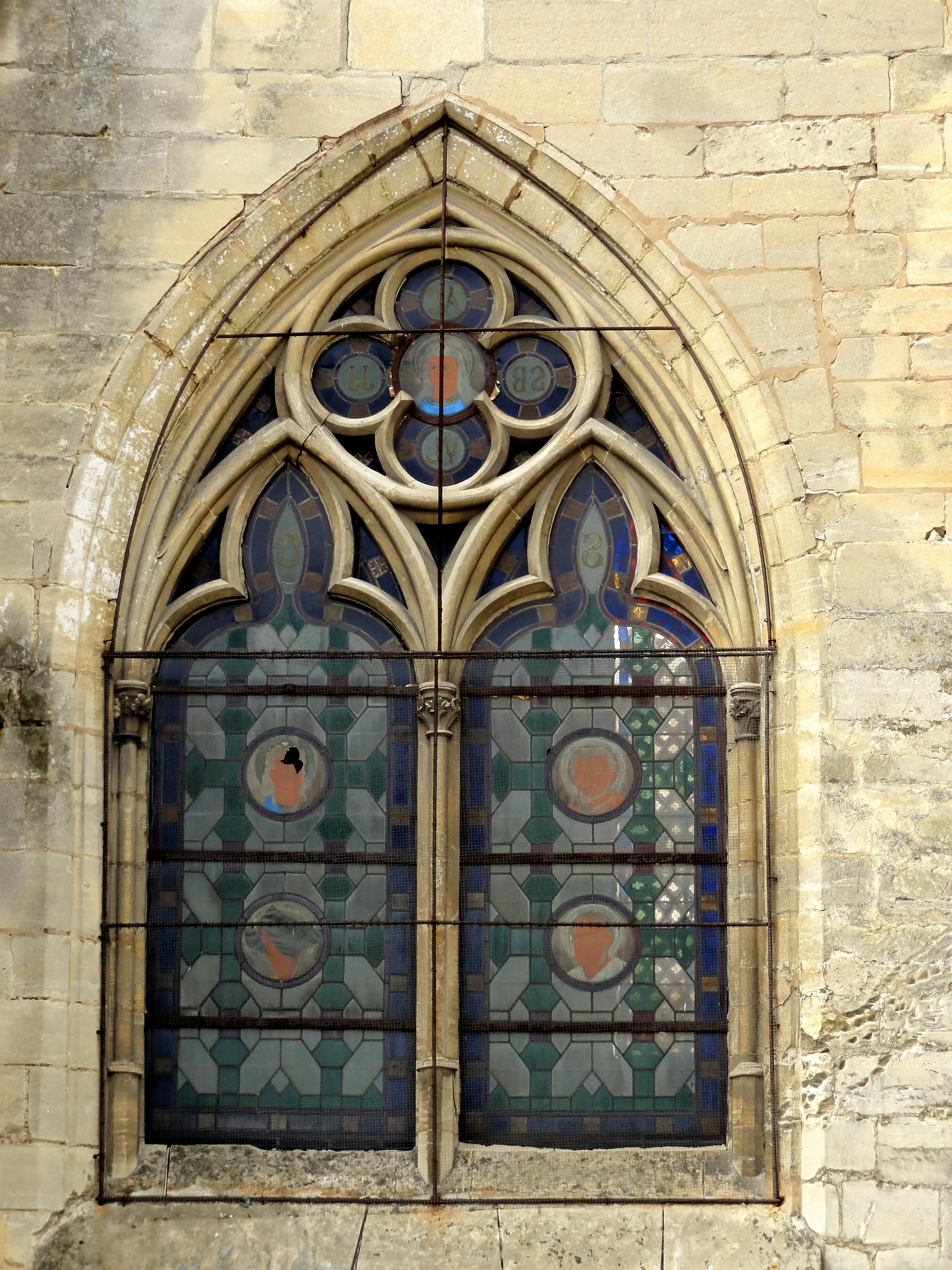
Extérieur de la fenêtre orientale, l'intérieur étant identique.

Comme déjà indiqué, la croisée du transept, souvent appelée aussi carré du transept, est en fait rectangulaire. Sa largeur (mesurée d'est en ouest) est plus réduite que celle de la nef (mesurée du nord au sud). C'est au moins le cas si l'on considère la distance entre les quatre angles. Or, l'arc triomphal qui sépare la croisée du chœur prend un peu de recul par rapport aux angles nord-est et sud-est, ce qui ne donne pas un pilier cantonné de colonnettes pour chacun de ses deux angles, mais deux faisceaux de colonnettes bien distincts. En même temps, la voûte au-dessus de la croisée est plus large que le vaisseau transversal lui-même. Richard Fumey dit que les piliers du transept (et leur hauteur, pourtant fonction de la hauteur des murs) serait surdimensionnés, et se questionne si la croisée ne devait pas servir de base à un clocher. Il prend en considération la largeur des arc-doubleaux du côté de la nef et des croisillons, qui reposent effectivement sur des colonnes de fort diamètre et s'accompagnent d'un doubleau secondaire de chaque côté. Mais l'arc triomphal n'est constitué que d'un unique doubleau assez fin, ce qui n'étaie pas l'hypothèse d'une conception de la croisée comme base de clocher. Les faisceaux de colonnettes de l'arc triomphal respectent l'équivalence entre nombre d'éléments à supporter et le nombre de supports : Il y a cinq colonnettes aux chapiteaux de crochets par faisceau, soit une pour le doubleau, deux pour les ogives et deux pour les formerets. Ainsi, des formerets existent du côté des arcades vers les croisillons, ce qui est inhabituel et découle du décrochement de l'arc triomphal par rapport aux angles de la croisée.
Les faisceaux de colonnes colonnettes à l'est des arcades ouvrant dans les croisillons observent également la règle de l'équivalence entre nombre de nervures et nombre de supports : une colonne correspondant au doubleau ; une fine colonnette du côté de la croisée correspondant au doubleau secondaire ; et trois fines colonnettes du côté des croisillons, correspondant au doubleau secondaire, à l'ogive et au formeret. (À l'intérieur du croisillon nord rebâti au XVIe siècle, les supports ont été modifiés). Cependant, le principe change du côté de l'arcade ouvrant dans la nef, où il n'y a pas de supports correspondant aux formerets : Les formerets des voûtes de la nef contre les murs gouttereaux nord et sud retombent sur des culots nettement au-dessus des chapiteaux du second ordre. L'on note ainsi des piliers cantonnées de deux colonnes (pour les doubleaux) et de huit colonnettes, sans compter les supports du premier ordre correspondant aux grandes arcades et bas-côtés. Quatre colonnettes correspondent aux doubleaux secondaires, trois aux ogives des voûtes de la nef, de la croisée et des croisillons, et une au formeret des croisillons. Ainsi, les formerets émanant des faisceaux de l'arc triomphal ne disposent pas de support propre à l'ouest, et doivent se fondre dans les doubleaux secondaires des arcades vers les croisillons. Une autre différence se constate sur le plan du décor des chapiteaux, qui sont décorés de feuillages d'une représentation assez naturaliste et non de crochets côté ouest. Les tailloirs sont carrés et ne forment qu'une tablette unique pour chaque faisceau. Seul le tailloir de l'arc triomphal proprement dite est à bec. Il est à souligner que les supports du côté de la nef sont bien homogènes avec la croisée et appartiennent bien à la campagne de construction de la croisée, et non celle de la nef. Comme le prouvent les supports prévus pour les supports des ogives de la nef, son voûtement était bien prévu au moment de l'édification du transept, alors qu'elle n'existait pas encore. Finalement, la nef a été conçue pour ne pas être voûtée, et n'a reçu ses voûtes que postérieurement à l'achèvement.
Le croisillon sud est homogène avec la croisée et le chœur. Il possède la plus grande fenêtre de l'église, dans le mur du sud. Son remplage se compose de quatre lancettes aux têtes trilobées surmontées par un quatre-feuilles s'inscrivant dans un cercle. L'archivolte encadrant la fenêtre, ses piédroits et ses trois meneaux possèdent de petits chapiteaux ronds au niveau des impostes, qui sont peu accentués et annoncent le style rayonnant tardif, qui voit la disparition des chapiteaux des fenêtres. Deux par deux, les lancettes sont surmontées par des accolades, dont les flancs tournés vers le milieu de la baie forment en même temps les arcs du cercle enfermant le quatre-feuilles. Les flancs tournés vers l'extérieur de la baie forment des mouchettes. L'on voit ici la transition vers la géométrie des remplages flamboyants, et la fenêtre pourrait bien dater du XIVe siècle comme le suppose Richard Fumey. La deuxième fenêtre, dans le mur oriental, ne compte que deux lancettes et est beaucoup moins élevé. Son remplage est nettement plus fin et reprend les motifs de la grande baie, mais les accolades ne se dessinent pas, et la fenêtre reflète l'apogée du style flamboyant. L'on ne rencontre pas de fenêtre plus élégant dans l'église.

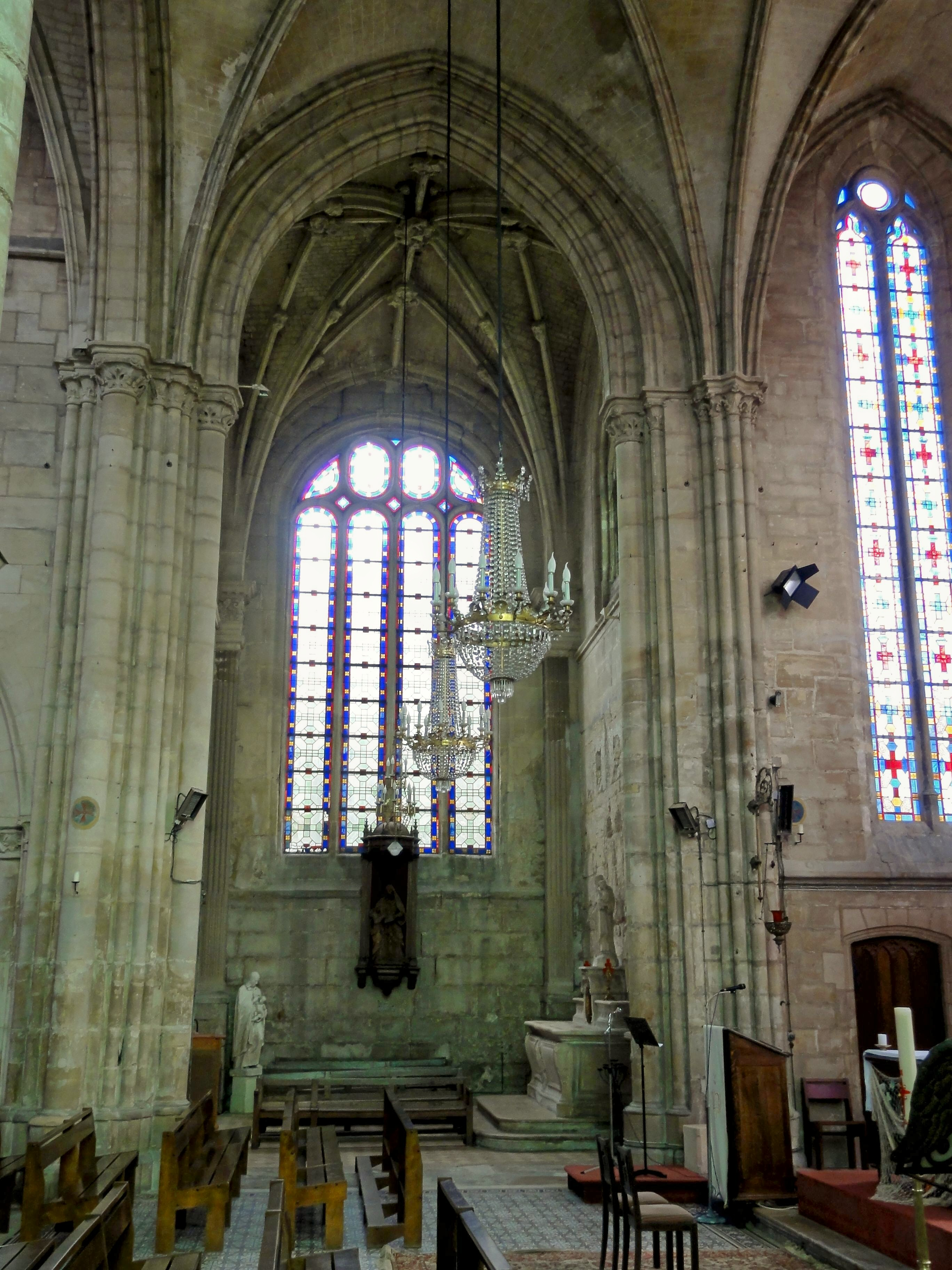
Transept, vue sud-nord.
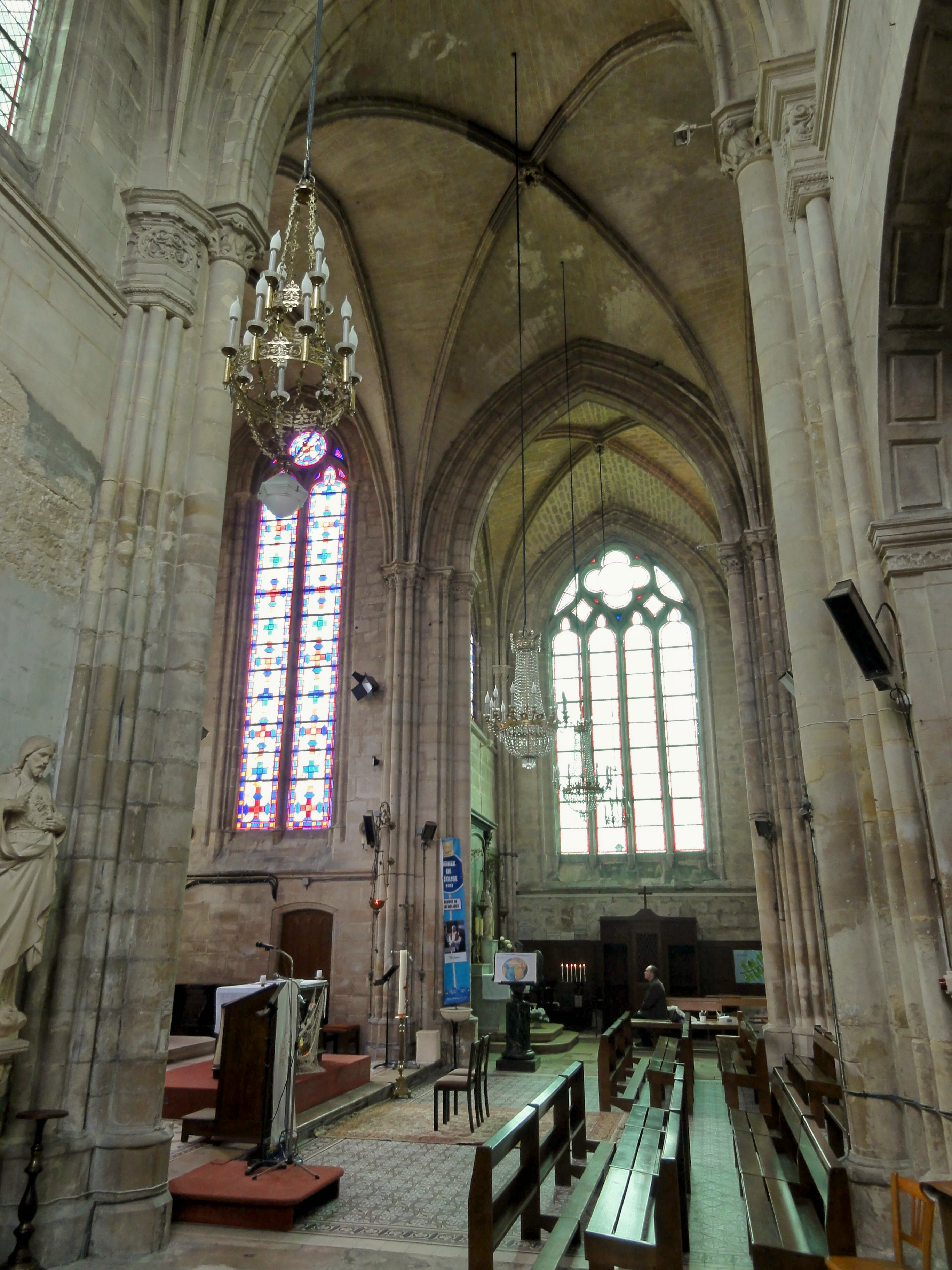
Transept, vue nord-sud.
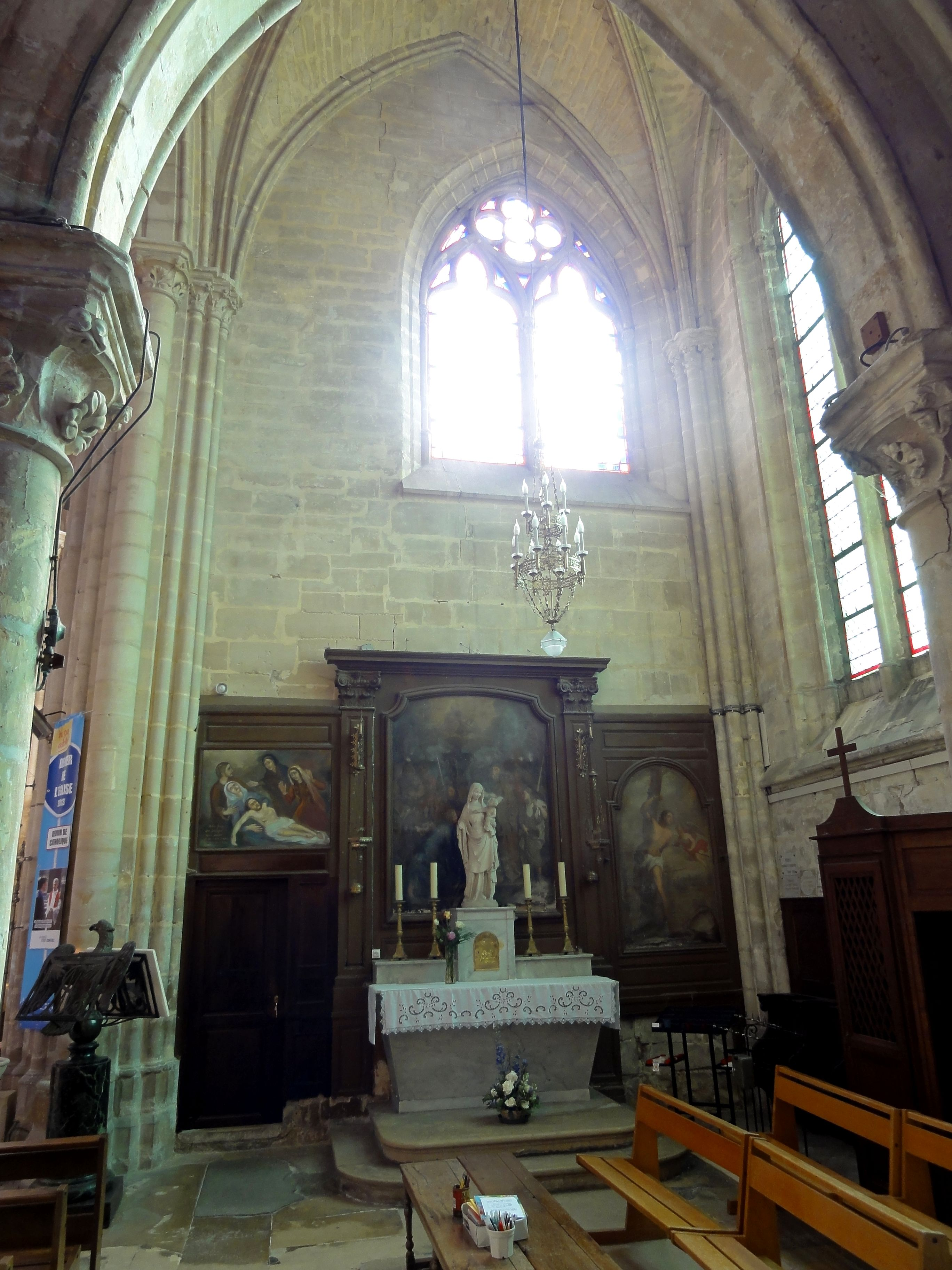
Croisillon sud, côté est.
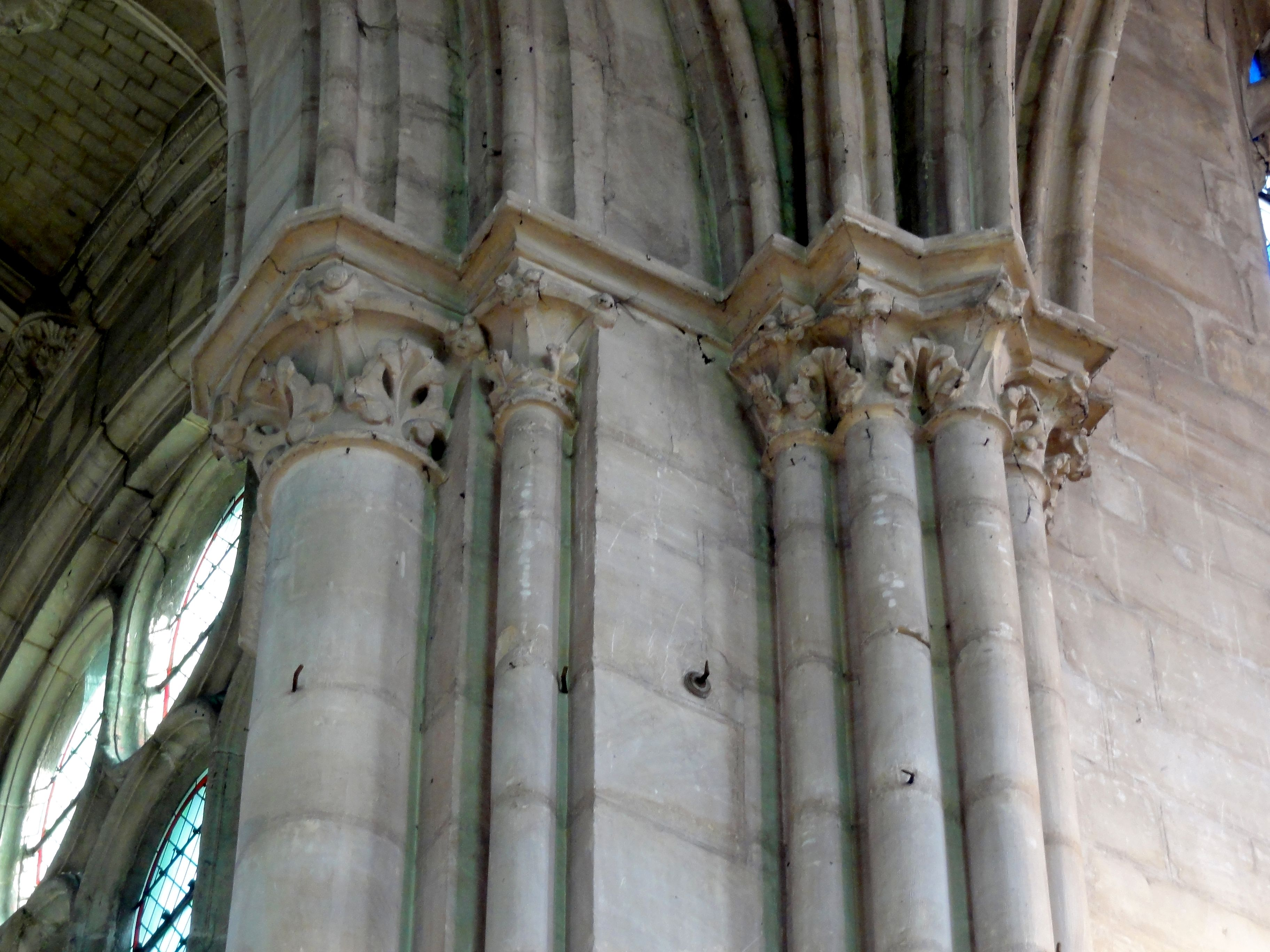
Chapiteaux de la pile nord-est de la croisée.
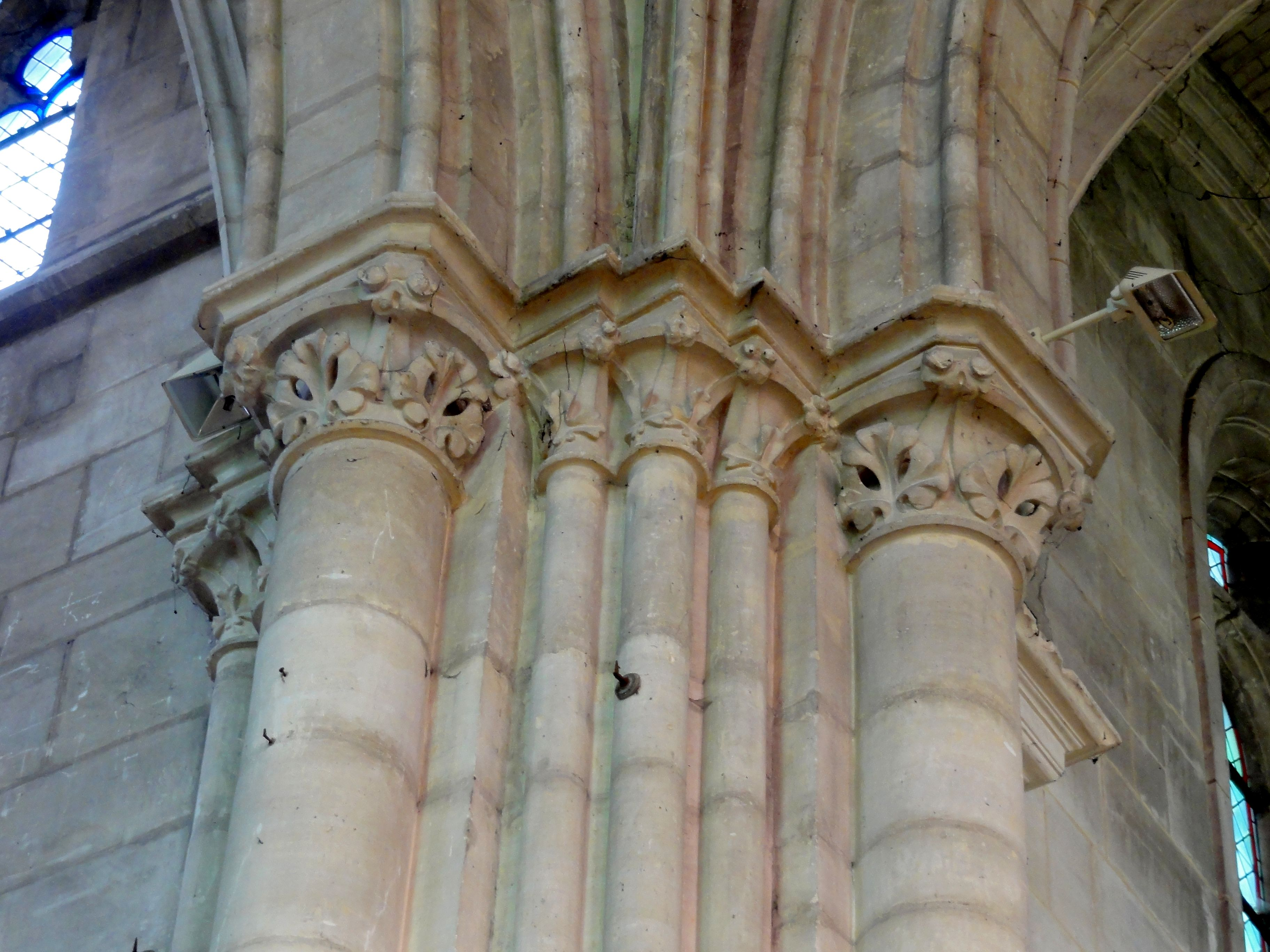
Chapiteaux de la pile nord-ouest de la croisée.
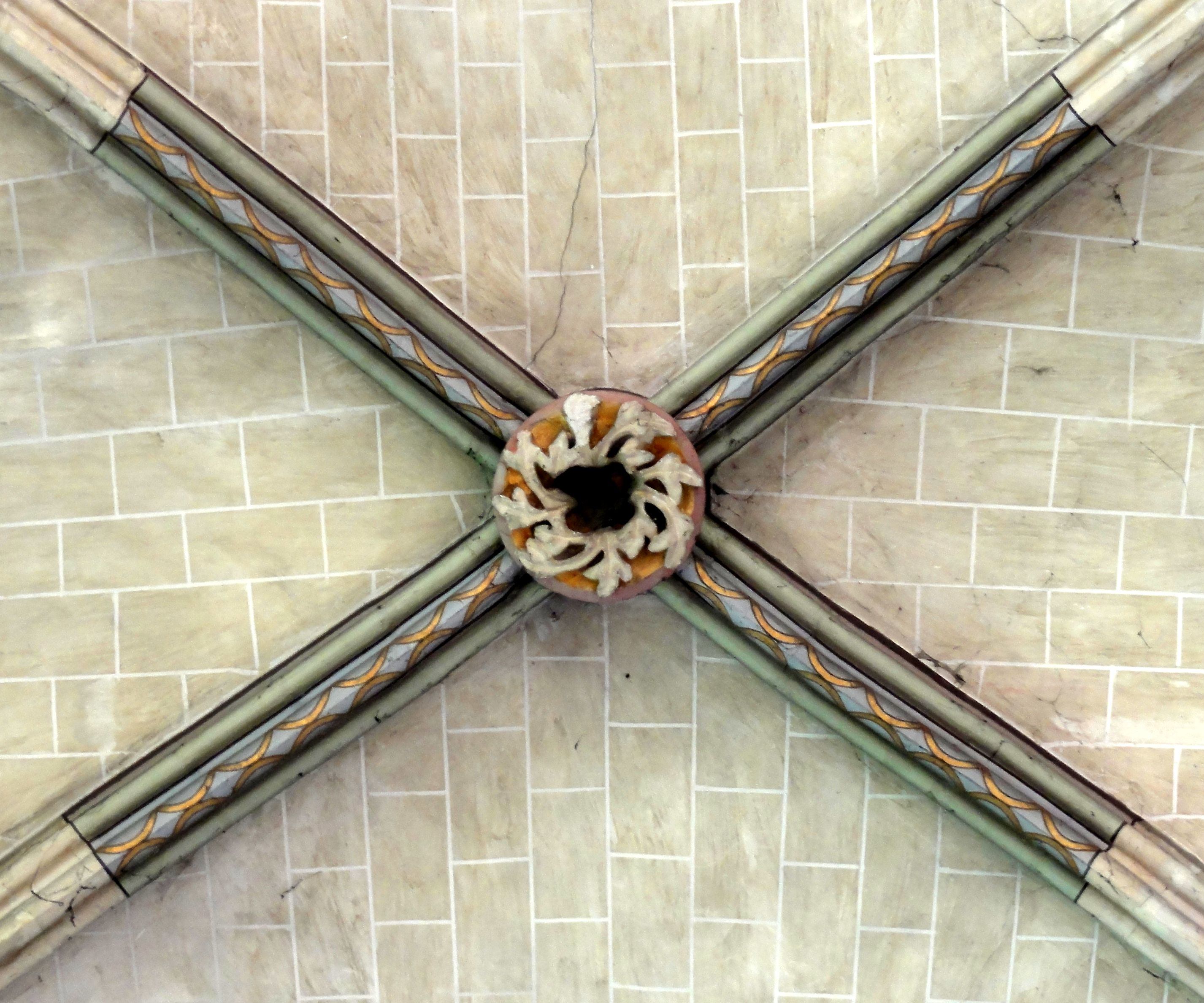
Clé de voûte de la croisée.

#### Croisillon nord

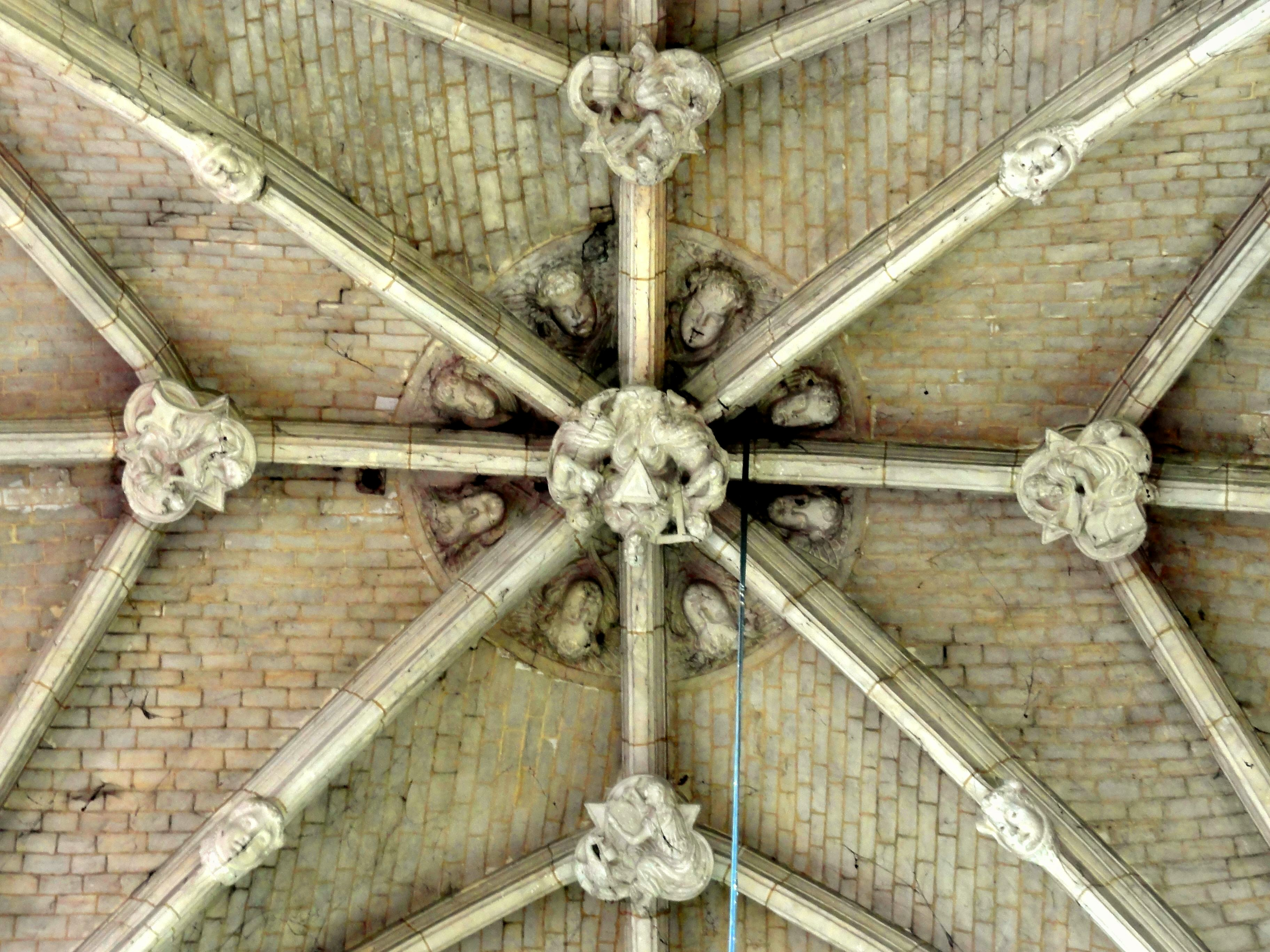
Centre de la voûte et décor sculpté.

Le croisillon nord représente la partie la plus récente de l'église, et ne peut pas être antérieure aux années 1540, sachant qu'aucun édifice n'a été construit dans le style de la Renaissance dans le nord de l'Île-de-France avant le château d'Écouen, commencé en 1538. Près des piliers nord-est et nord-ouest de la croisée du transept, les supports de l'ancien croisillon nord de style gothique subsistent en partie : l'on compte trois colonnettes à l'est et seulement deux à l'ouest. Leurs chapiteaux ont été supprimés et remplacés par des entablements, celui de l'est répondant à un plan polygonal. Dans les angles nord-est et nord-ouest du croisillon, les supports ont été entièrement fait à neuf, étant donné que l'ancien croisillon était un peu plus court. Or, les pilastres cannelés sont exécutés en bois, ce qui trahit que cette partie de l'église est restée inachevée. Les pilastres supportent des entablements d'ordre composite. Comme leurs homologues près de la croisée, ils servent d'appui aux nervures de la voûte, qui s'interpénètrent avant d'atteindre les tailloirs. C'est l'un des caractéristiques du style flamboyant, tout comme le dessin de la voûte à liernes et tiercerons, avec un ensemble de cinq grandes clés de voûte aux points de convergence des nervures. Ces clés sont la véritable richesse du croisillon nord et représentent toutes des scènes différentes. Au centre, l'on peut voir trois hommes avec un triangle comme symbole de la Sainte-Trinité, et une équerre et une motte de terre comme symboles des bâtisseurs. De différentes possibilités d'interprétation s'offrent : les hommes incarnent la Sainte-Trinité qui a protégé les bâtisseurs de l'église, ou bien ils illustrent les bâtisseurs qui invoquent la protection par la Sainte-Trinité. Les quatre autres clés au croisement des liernes avec les tiercerons montrent les quatre Évangélistes avec leurs attributs, à savoir saint Mathieu et l'ange ; saint Jean évangéliste avec l'aigle ; saint Marc et le lion ; ainsi que saint Luc avec le bœuf. Comme particularité, chacun des quatre ogives et des huit tiercerons est en outre décoré d'un masque à mi-chemin. S'y ajoutent huit autres masques autour de la clé centrale, ce qui donne un total de vingt-cinq éléments sculptés pour l'ensemble de la voûte. — Les fenêtres sont dotées d'un remplage assez simple, comme c'est là règle à la période flamboyante tardive et sous la Renaissance. Elles sont au nombre de trois, soit une de plus que dans le croisillon sud. La baie occidentale et la baie septentrionale se composent de quatre arcatures plein cintre surmontées par deux oculi allongés, et la baie orientale se compose de trois arcatures identiques, surmontées par un seul oculus. L'arcade vers le bas-côté nord de la nef a également été refaite dans le style de la Renaissance. Elle est en plein cintre, et son intrados est décoré de la façon d'un plafond à caissons.

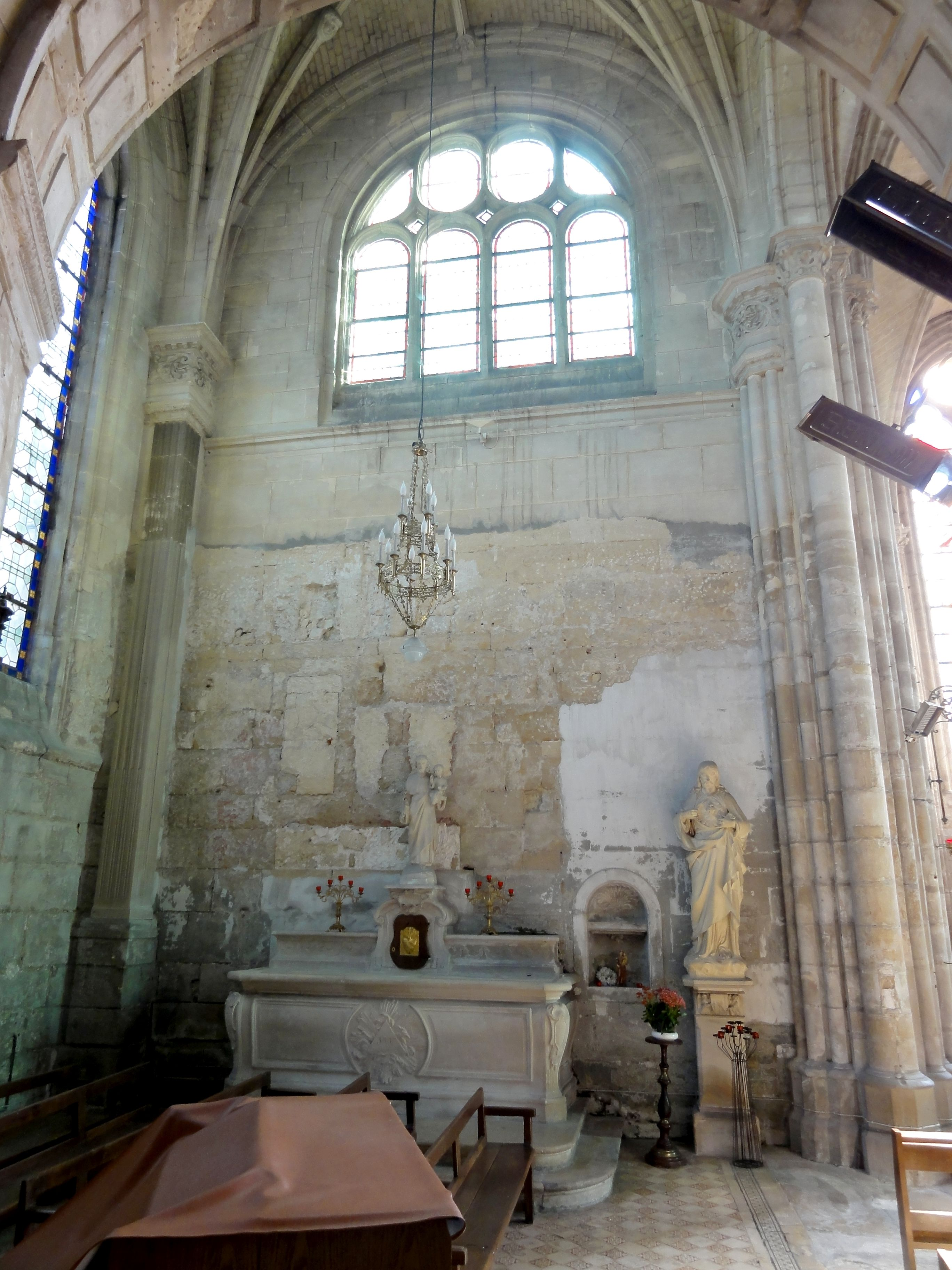
Croisillon nord, côté est.
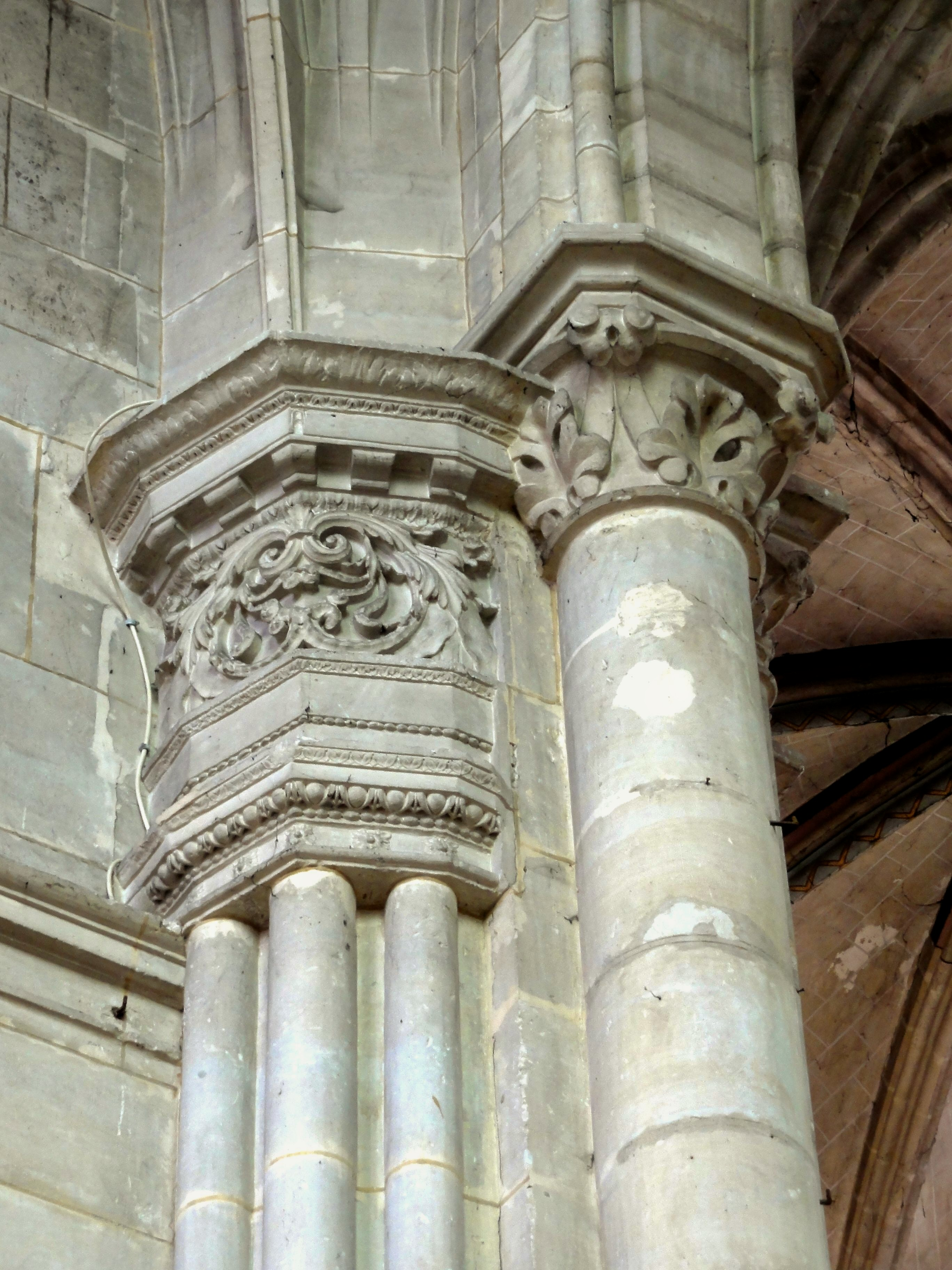
Pilastre avec entablement sur la pile nord-est de la croisée.
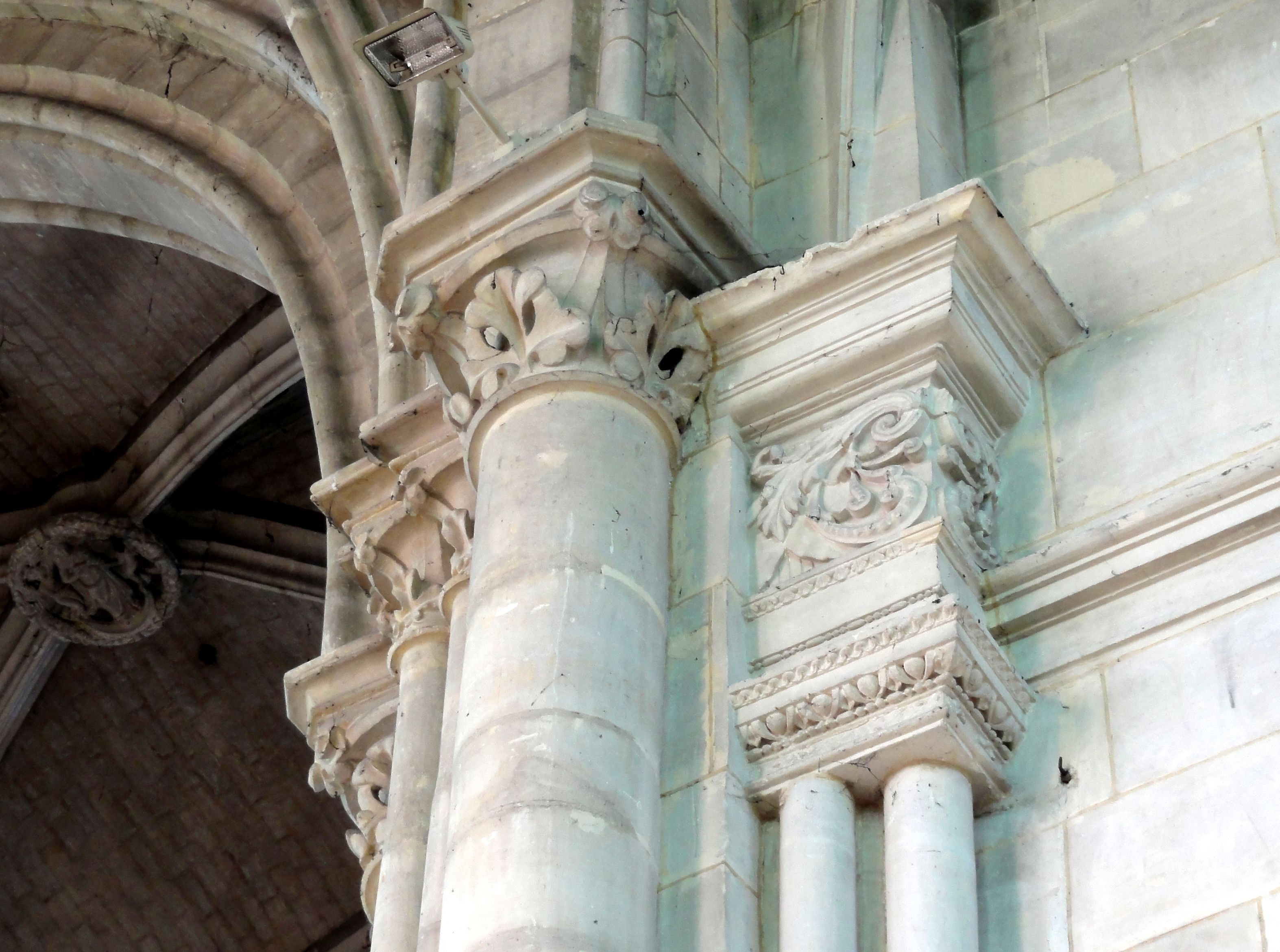
Chapiteaux sur la pile nord-ouest de la croisée.
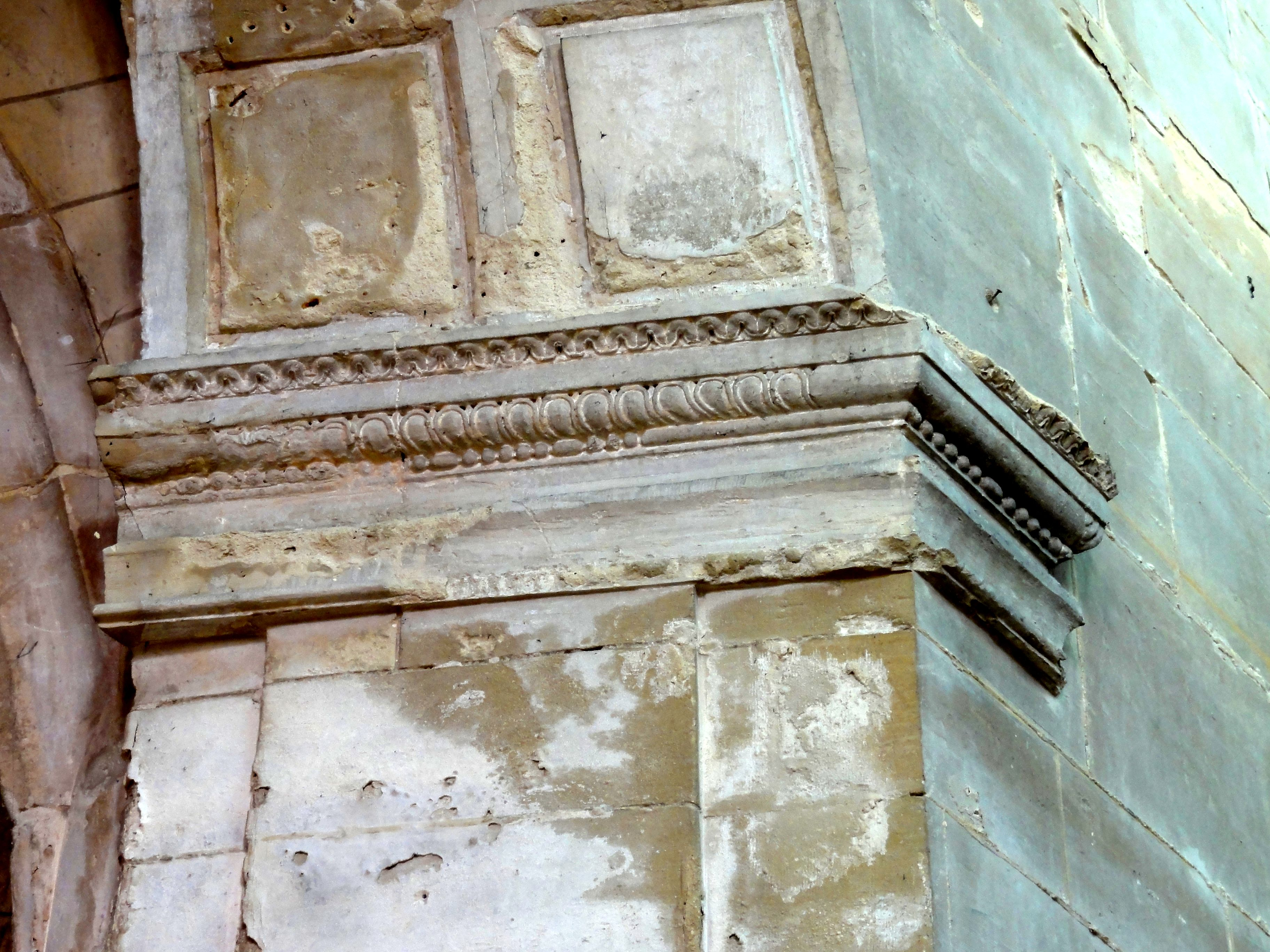
Arcade vers le bas-côté nord, entablement.
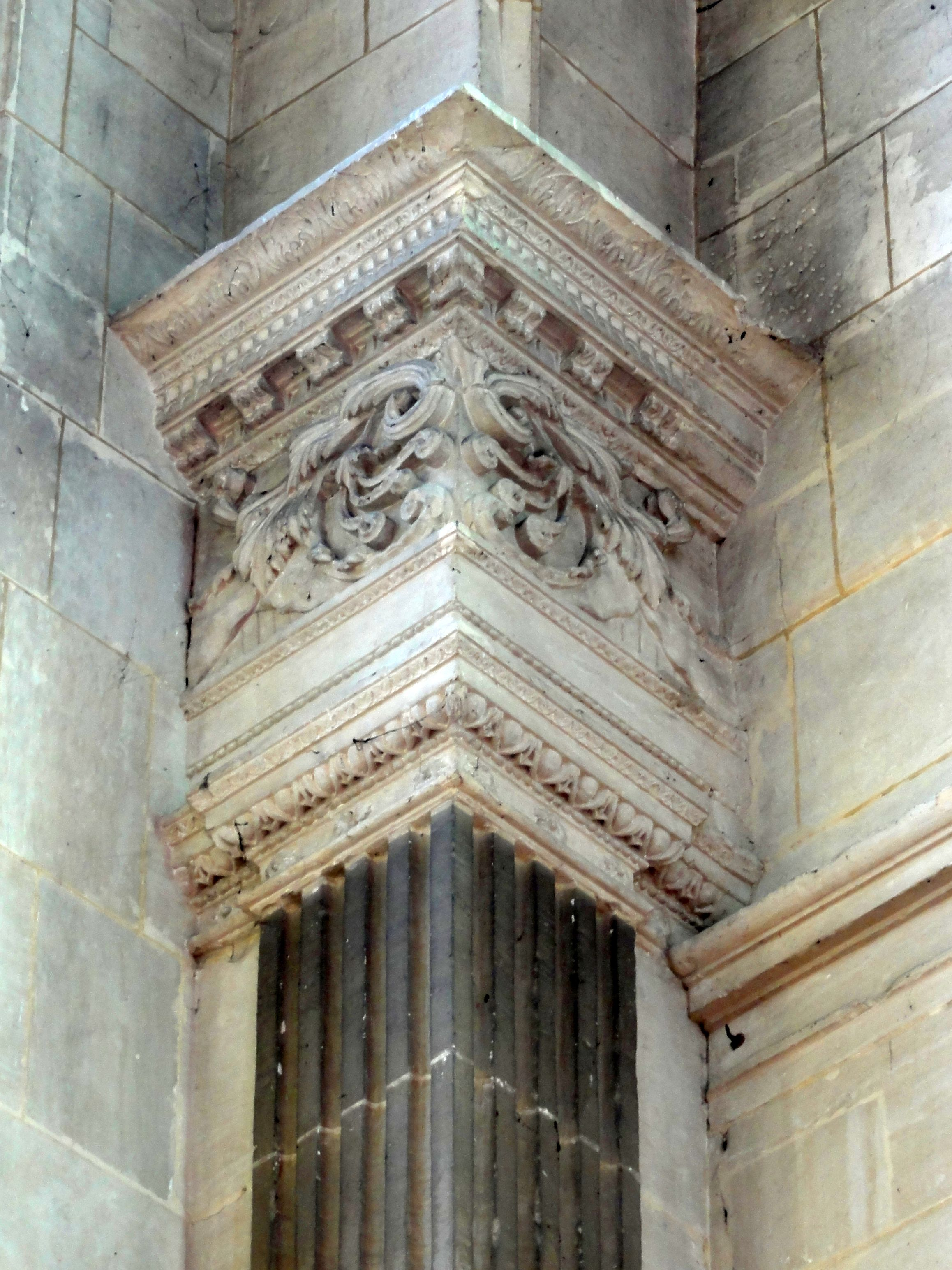
Chapiteau dans l'angle nord-est et pilastre en bois.
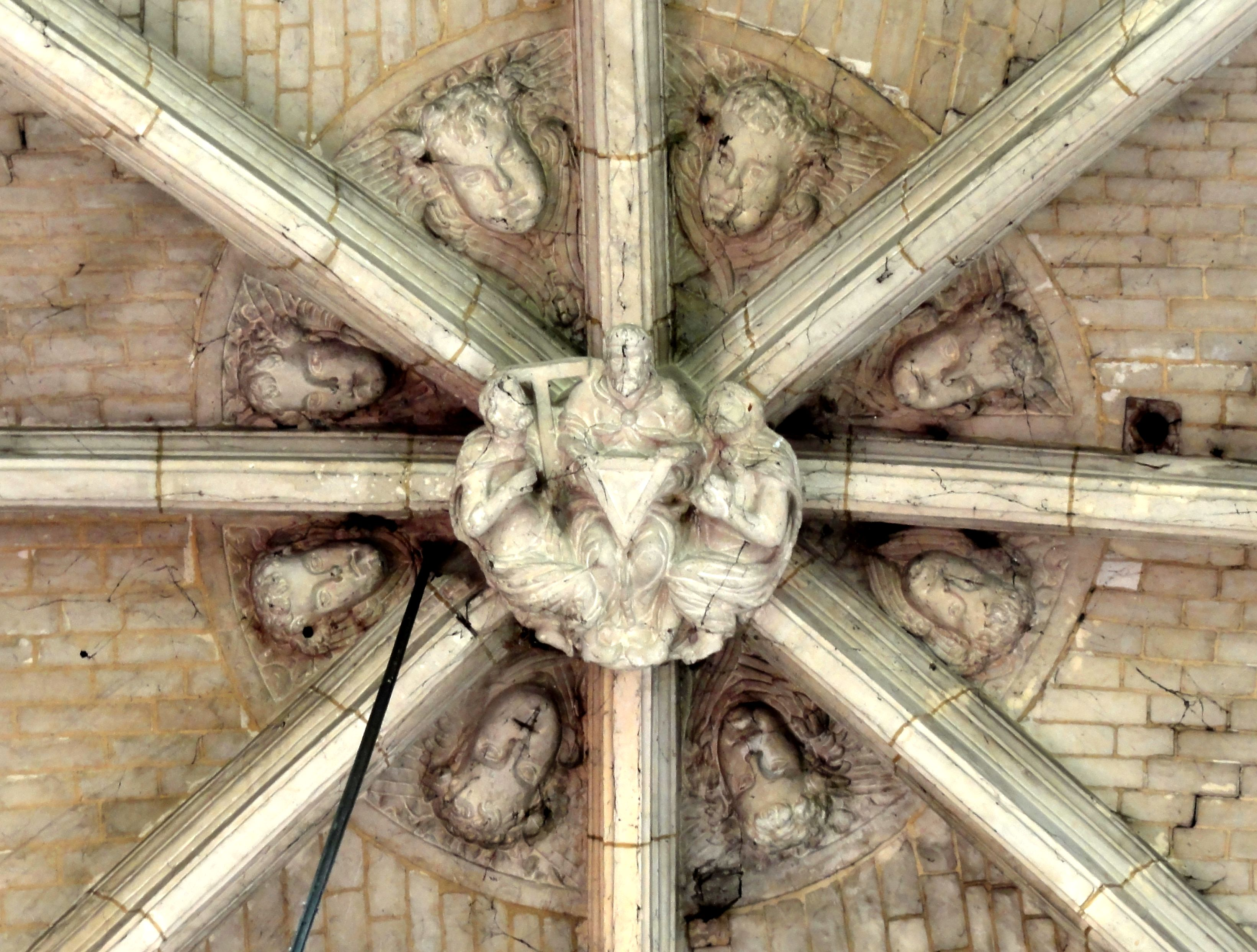
Clé de voûte centrale.

#### Nef et bas-côtés

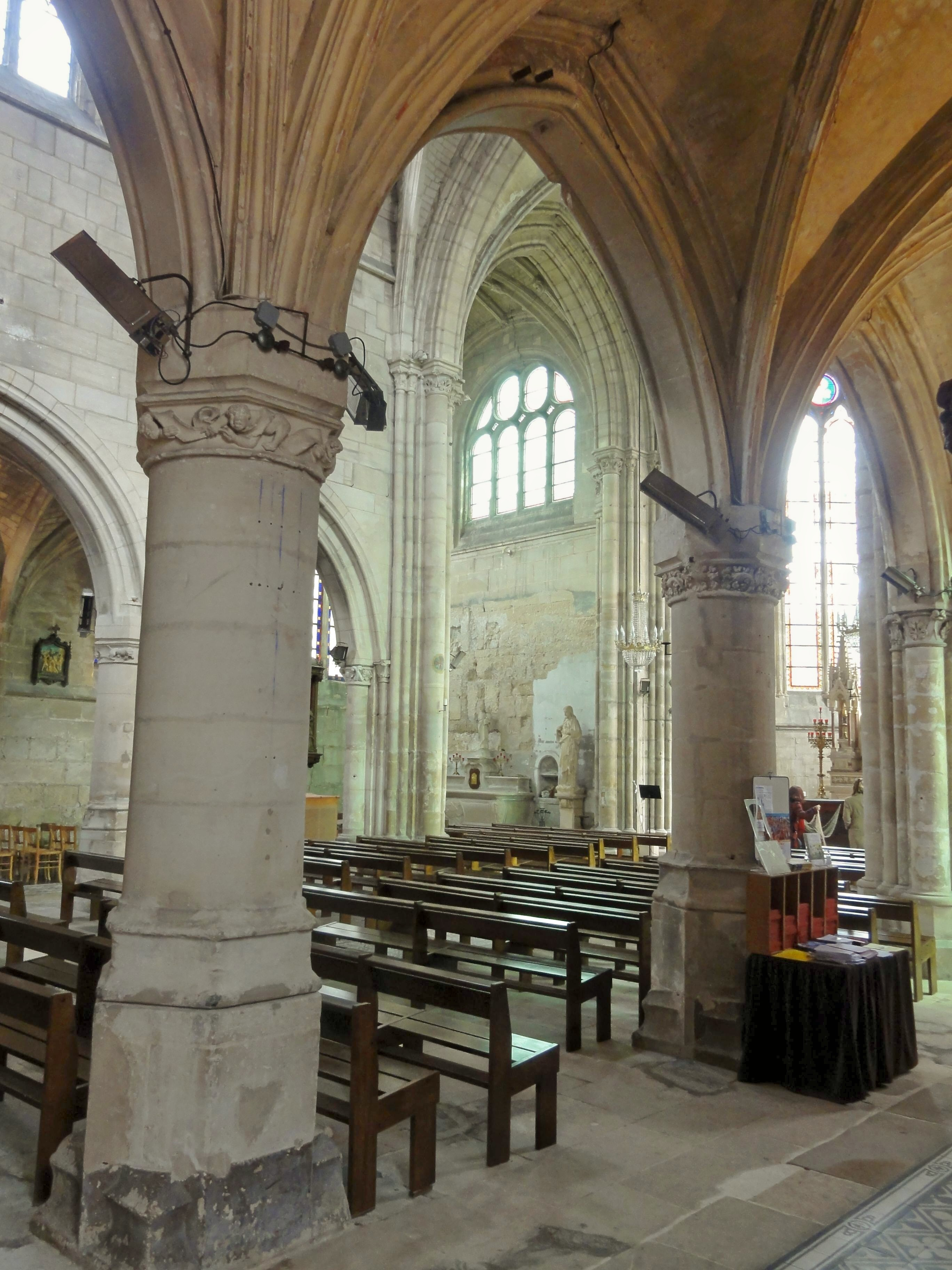
3e grande arcade du sud.
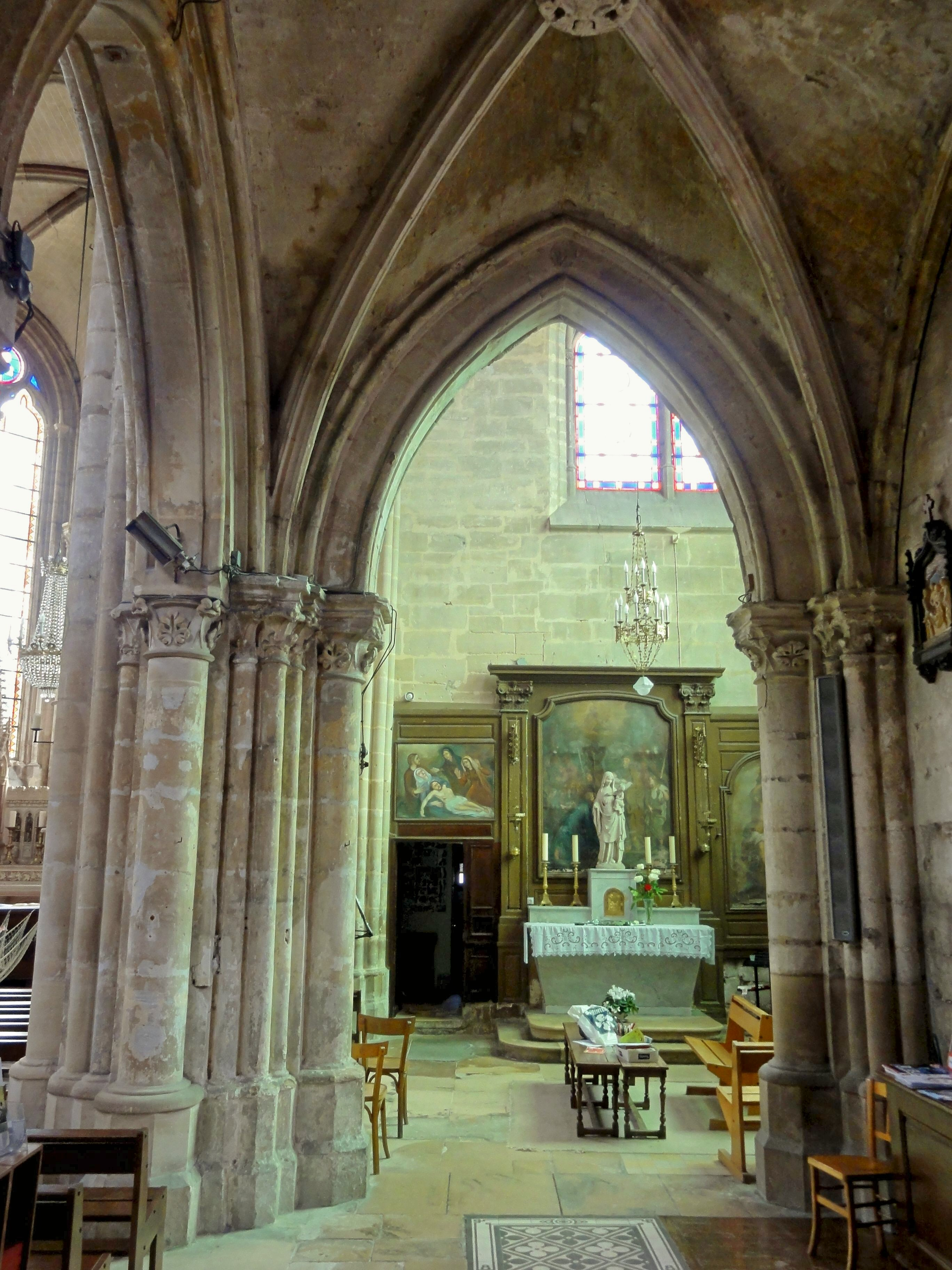
Arcade vers le croisillon sud.
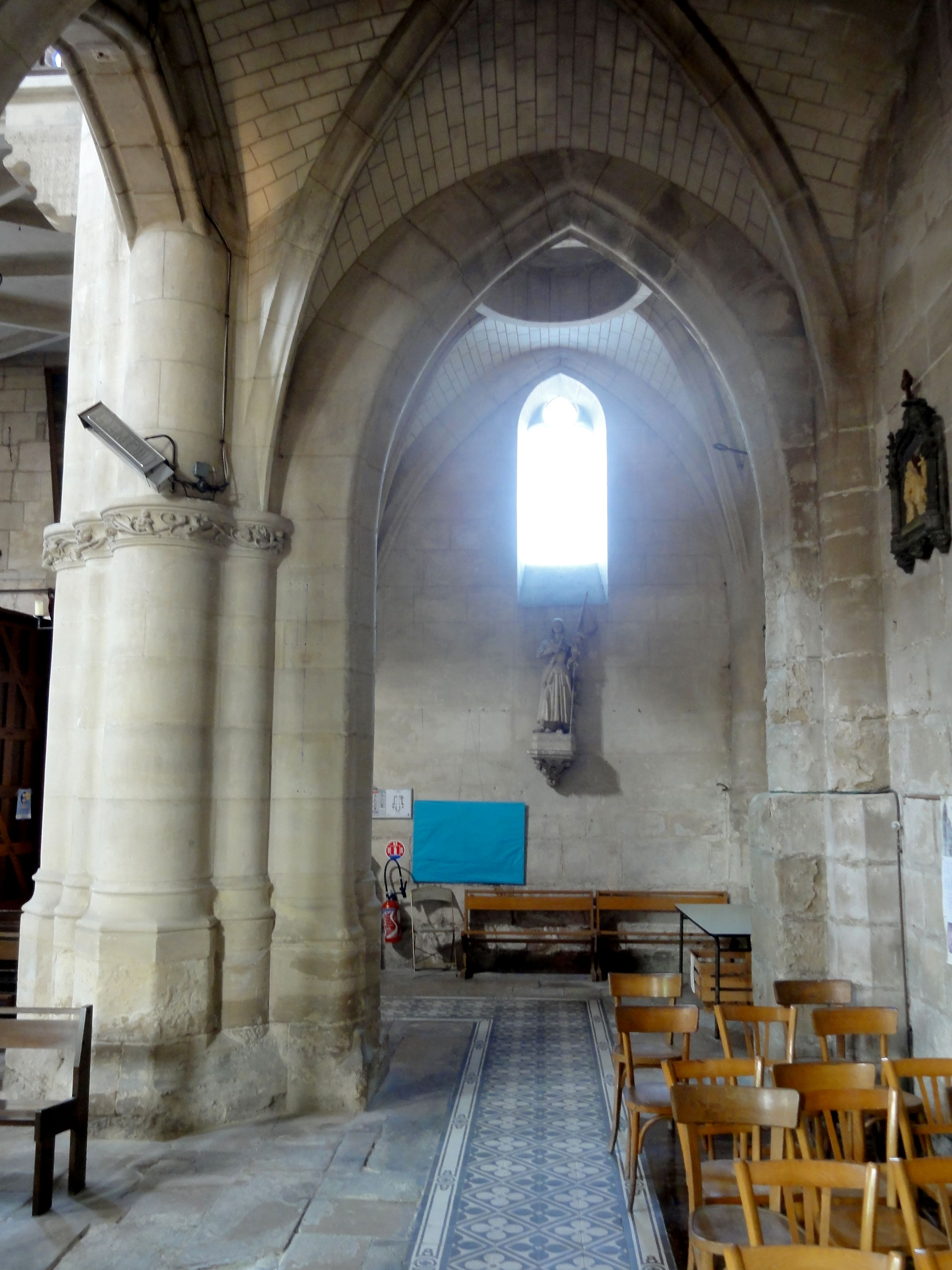
Base du clocher, vue vers l'ouest.
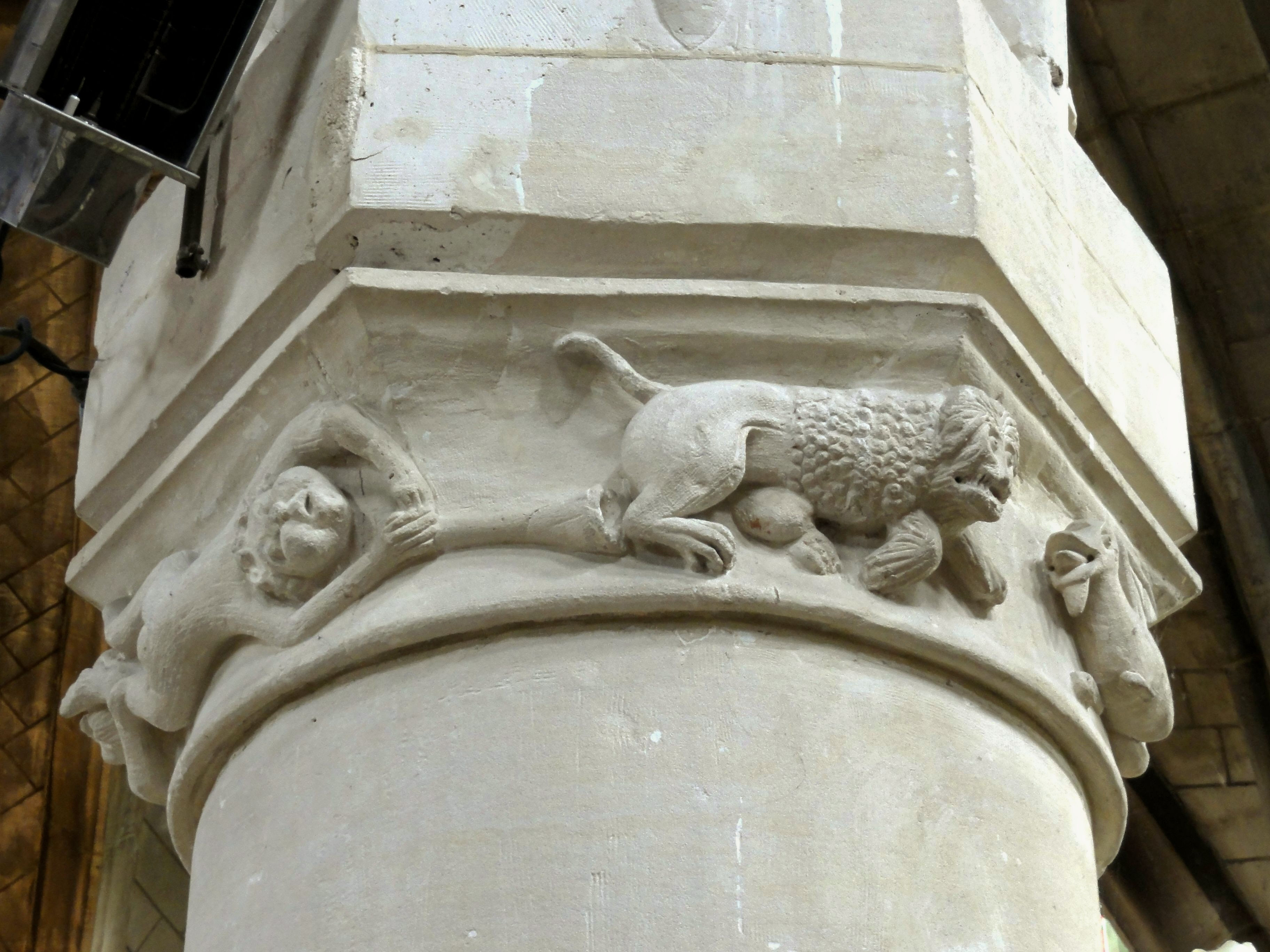
Frise du 3e pilier du nord.
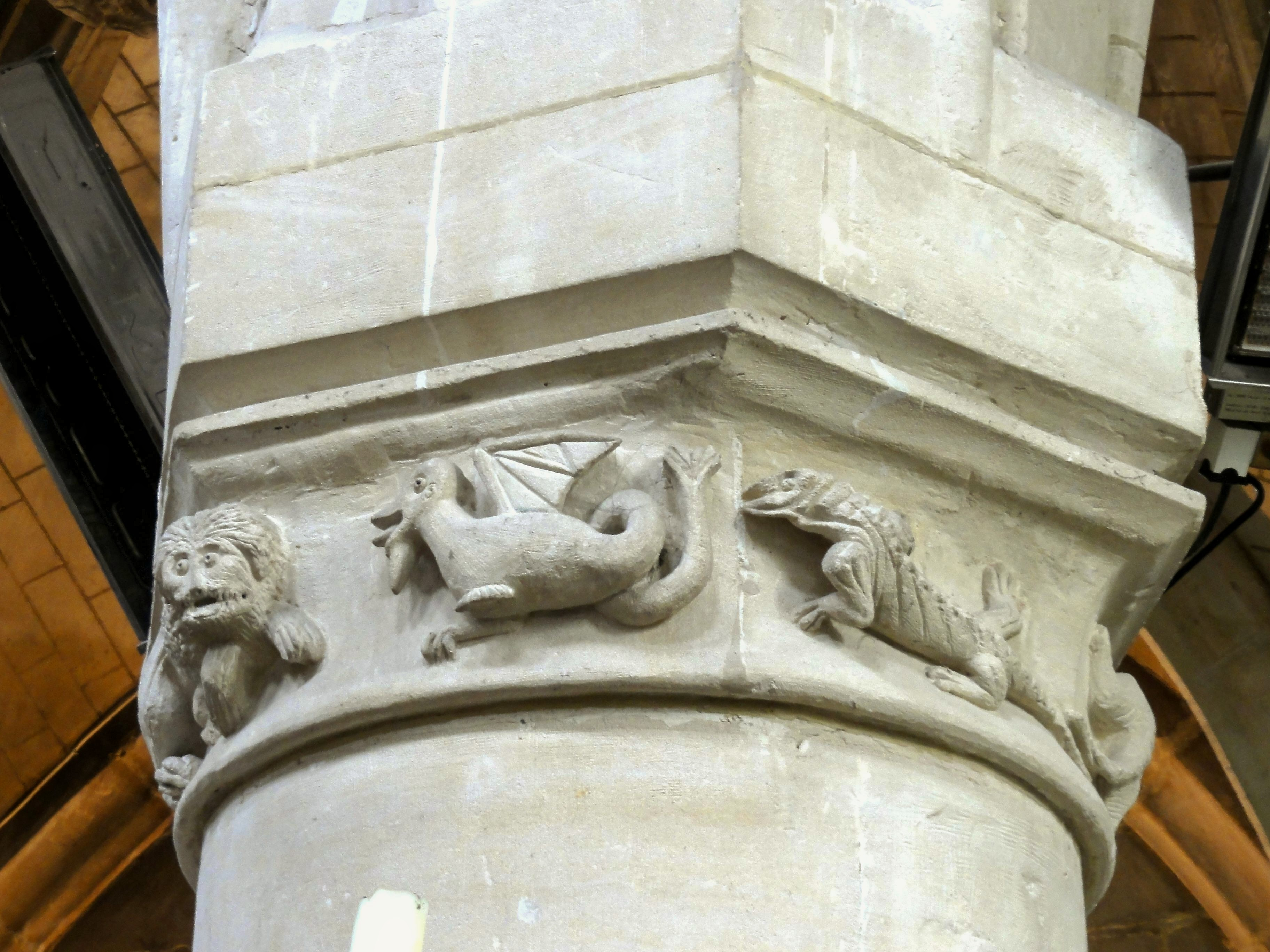
Frise du 3e pilier du nord.
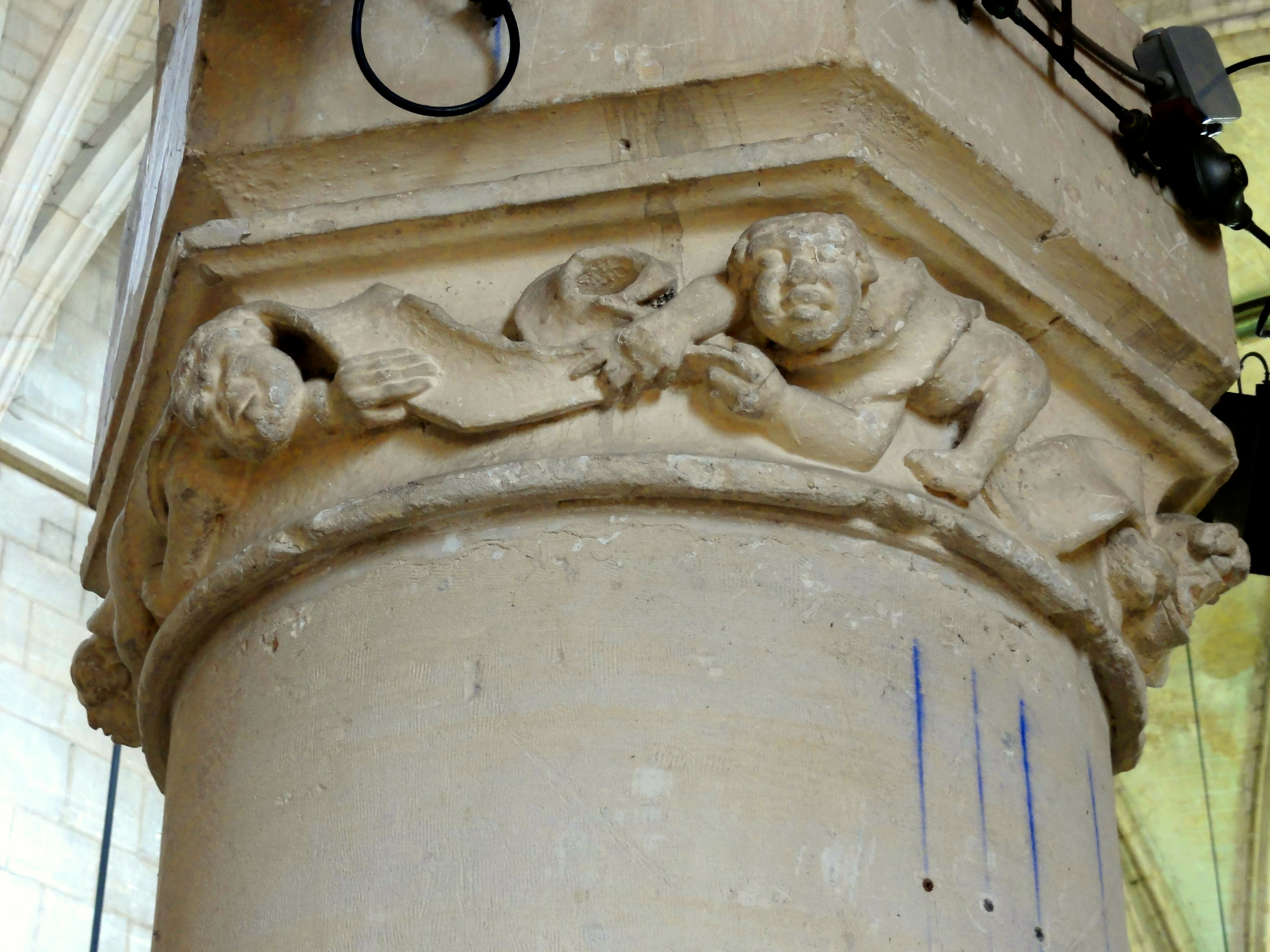
Frise du 2e pilier du sud.

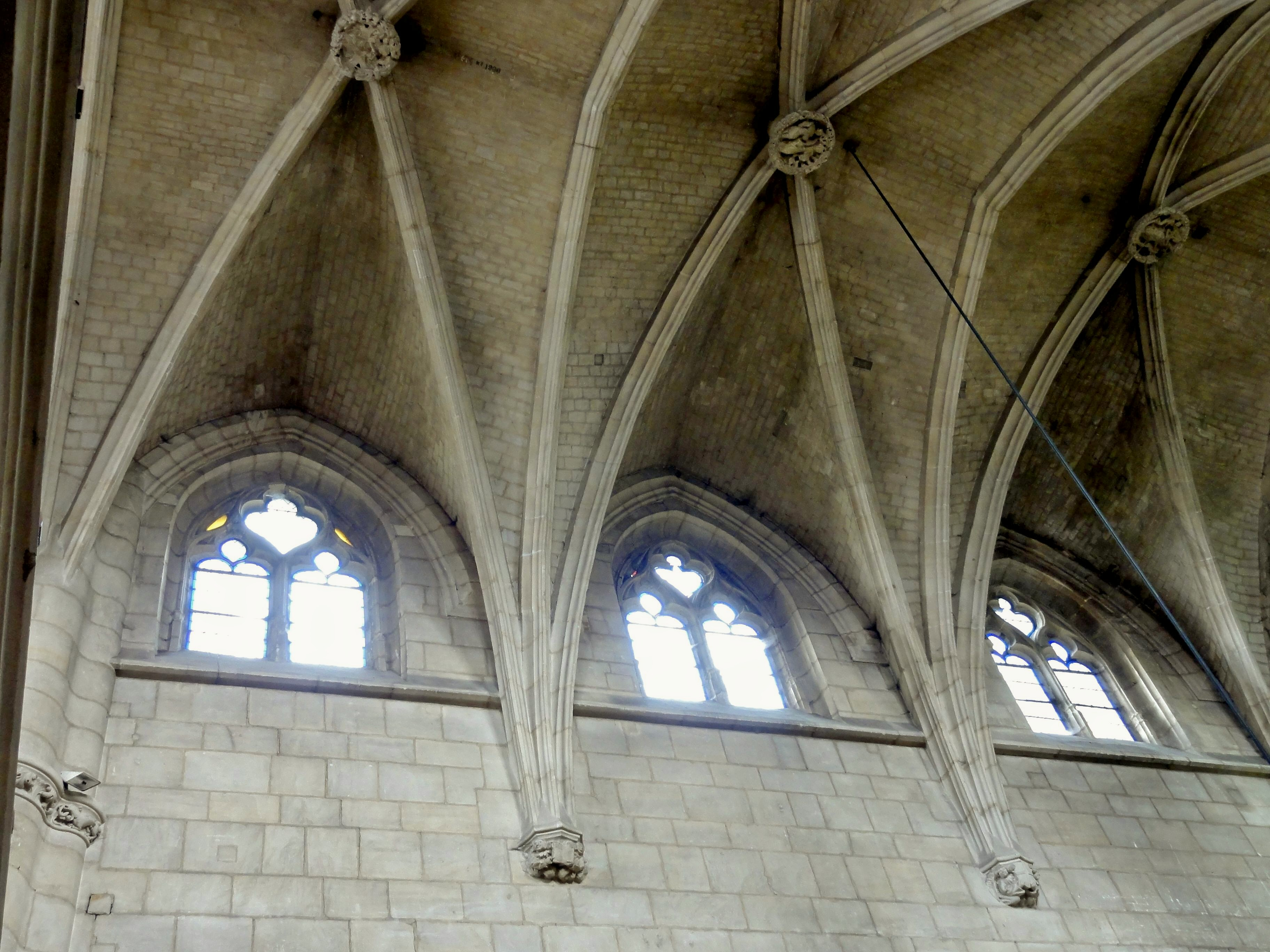
Fenêtres hautes au nord.

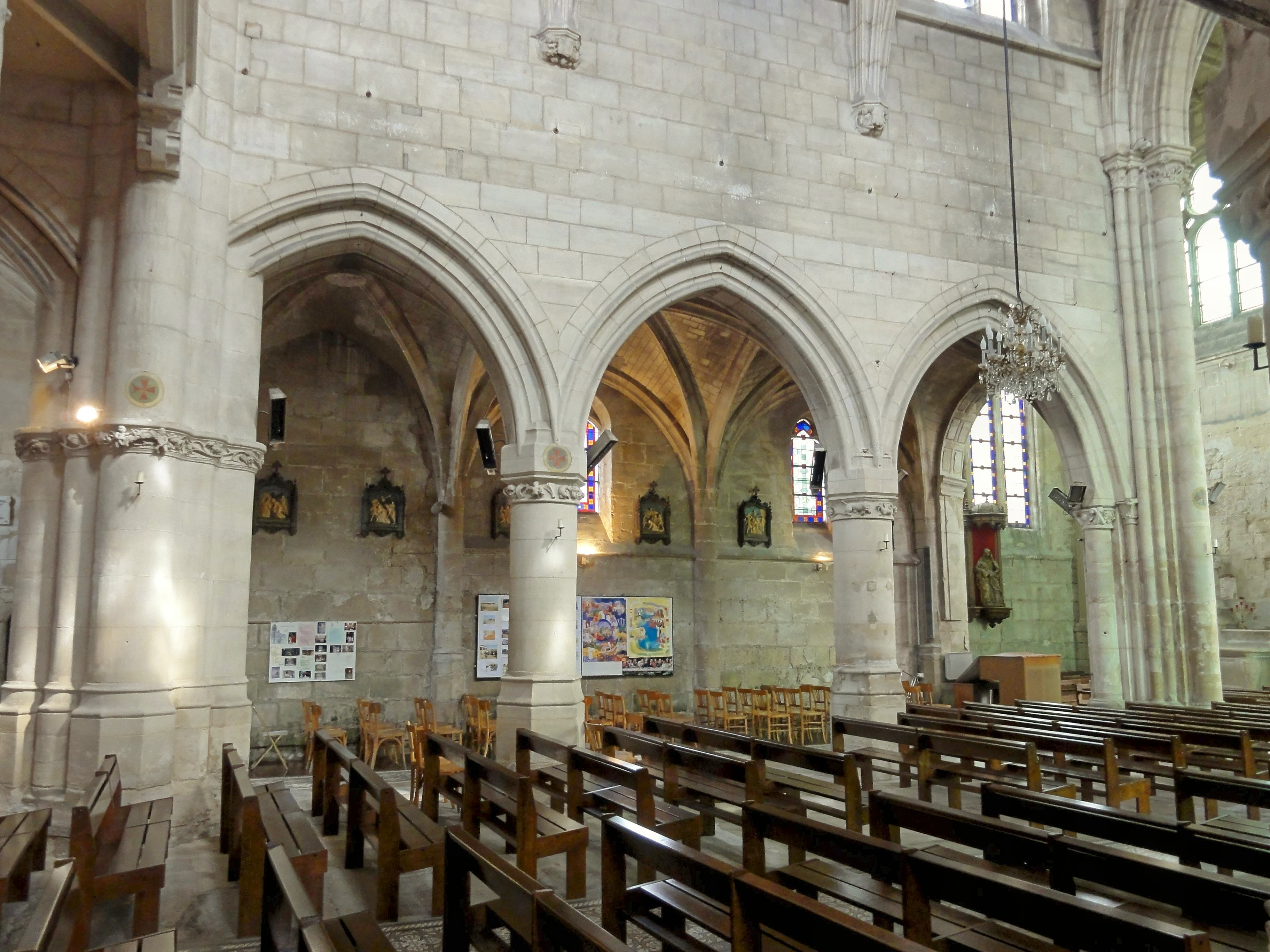
Grandes arcades du nord.

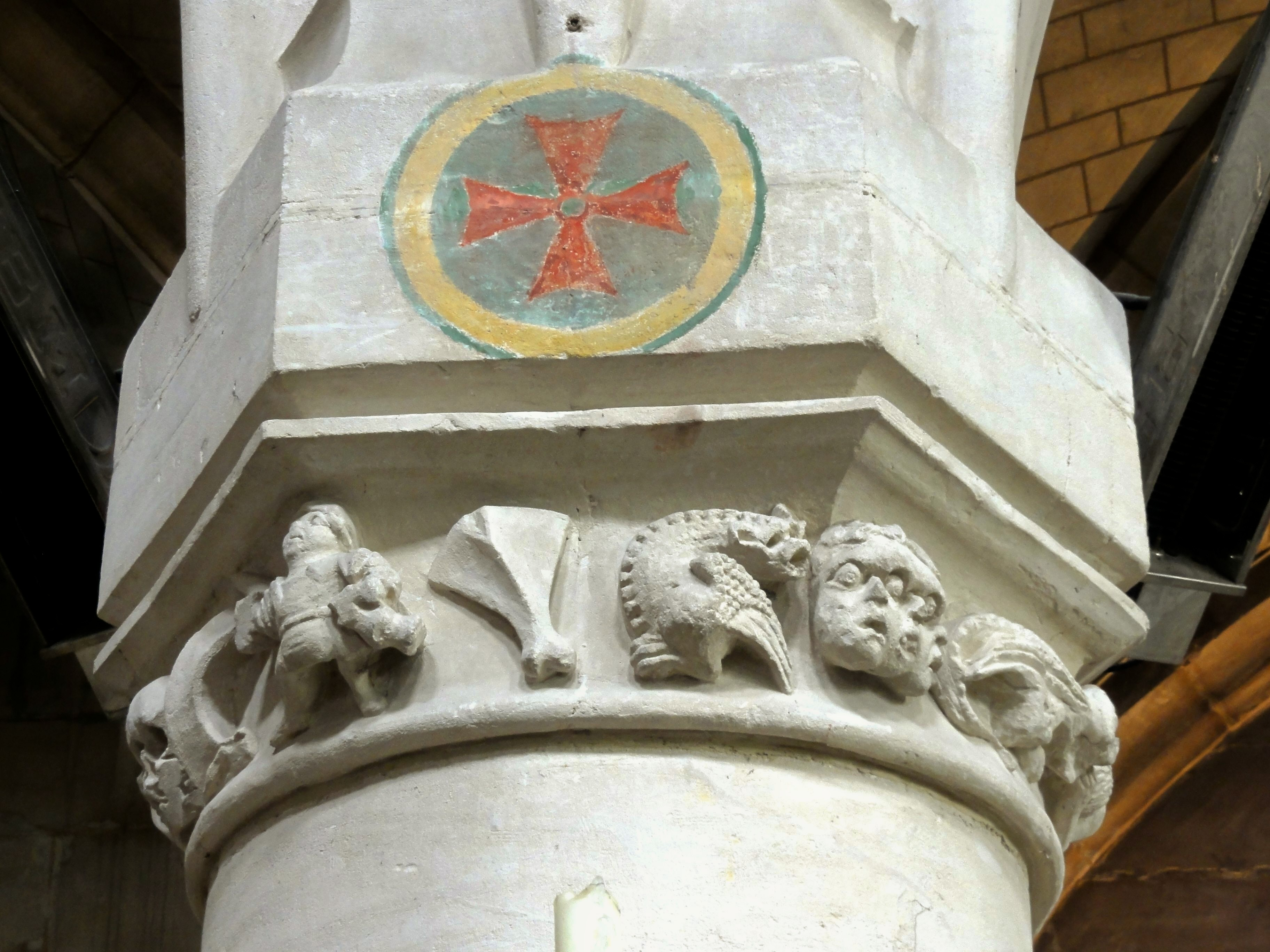
Frise du 2e pilier du nord.

La nef de quatre travées paraît assez courte, surtout depuis que la tribune occidentale recouvre la première travée et empêche la vue sur sa voûte. La largeur de la nef est déterminée par le transept et le chœur, plus anciens. La longueur découle d'une règle fréquemment appliquée dans les églises gothiques, qui veut que les travées soient barlongues et une fois et demi à deux fois plus larges que profondes. Ici elles sont moitié moins profondes que larges, et équivalentes à deux travées carrées des bas-côtés. Ces derniers sont rapidement décrits et se caractérisent par les nervures prismatiques des voûtes, qui se fondent dans des pilies ondulés engagés dans les murs, et par des clés de voûte finement ciselées. Les fenêtres sont petites et étroites : Ce sont des lancettes uniques aux têtes trilobées, pas vraiment représentatives de la période flamboyante, quand l'éclairage de la nef est principalement assuré indirectement par les vastes baies des bas-côtés. Les murs des bas-côtés pourraient bien remonter au XIVe siècle et n'auraient donc pas été concernés par la reconstruction à la suite de la guerre de Cent ans. Les deux premières travées du bas-côté nord sont dépourvues de fenêtres côté nord, sans doute parce que ce mur était mitoyen d'une maison voisine. La première travée est tout au moins par une lancette unique côté ouest, sans tête trilobée.
Comme déjà évoqué, les grandes arcades sont en tiers-point et ne montrent pas un profil prismatique. Elles sont composées de deux rangs de claveaux moulurés. Le rang inférieur présente un large méplat entre deux tores dégagés par des gorges, et le rang supérieur présente de chaque côté un tore dégagé par des gorges. Ces tores se fondent dans les tailloirs octogonaux des piliers cylindriques, hauts et non décorés, sauf sur le pilier ondulé du clocher et sauf du côté de la croisée du transept, où les grandes arcades retombent sur une colonne flanquée de deux colonnettes, sans doute construites en réserve en même temps que le transept. L'arcade entre le bas-côté sud et le croisillon sud montre également des faisceaux de colonnettes, et est elle aussi antérieure à la nef actuelle. Les motifs des frises en lieu et place des chapiteaux ne sont pas uniquement ornementaux. Certains sont symboliques, comme un crâne qui rappelle le caractère provisoire de la vie terrestre, ou une tête à trois visages comme allégorie des trois âges. Les petits chérubins sont déjà placés sous l'influence de la Renaissance artistique et n'apparaissent dans la région qu'au XVIe siècle, alors que les chimères et petits animaux caractérisent l'apogée du style flamboyant. Ailleurs, ils apparaissent rarement en compagnie de figures humaines ou de chérubins, ce qui fait dire à Richard Fumey que ce décor serait inspiré du style roman. Cette hypothèse est hasardeuse car ne reposant sur aucune démonstration ou aucun exemple de référence concret, et le style de la sculpture est on ne peut plus éloigné de l'art roman, plus de trois siècles après son effacement en Île-de-France. L'association de chimères aux figures humaines ou grotesques est fréquente dans la sculpture romane et plus rare à la période flamboyante, mais elle est ici le reflet de la superposition des influences de deux époques artistiques. L'on trouve une iconographie semblable à Cormeilles-en-Parisis et Presles, ou avec une profusion des motifs moindre, à Montsoult et Viarmes.
Le doublement des dimensions des bas-côtés dans la nef se reflète aussi dans les élévations latérales, où les grandes arcades représentent la moitié de la hauteur. Il en résulte des murs nus au-dessus des grandes arcades, de tous temps dépourvus de triforium ou de galeries comme le prouve la consistance de l'appareil. Si toutefois la nef est à part entière issue de la reconstruction après la guerre de Cent Ans, et si les arcades avec leurs caractéristiques flamboyantes ne sont pas le fruit d'une reprise en sous-œuvre, un triforium a pu exister dans la nef d'origine. Les fenêtres hautes s'inscrivent sous la lunette des voûtes. Elles ne comportent que deux lancettes trilobées chacune, bien que la place aurait été suffisante pour les rendre plus larges, et sont toutes pourvues d'un remplage flamboyant. Au-dessus des lancettes, celui-ci comporte des soufflets et mouchettes au nord, et un motif plus compliqué au sud, avec un soufflet subdivisé diagonalement en deux parties. La première travée de la nef est dépourvue de fenêtres hautes, ce qui s'explique par la présence du clocher au nord, mais ce qui n'est pas spécialement motivé au sud.
La nef ayant été conçue pour ne pas être voûtée, il n'y a même pas de colonnettes ou ondulations qui montent le long des murs hauts. Les voûtes ont été ajoutées tardivement, mais non hâtivement, car les culots sur lesquels retombent leurs nervures tout comme les clés de voûte sont soigneusement sculptés. Deux culots représentent des têtes d'homme, dont l'une évoque la sagesse et l'autre la folie. Les autres mettent en scène deux personnages ou deux chérubins accompagnés d'un objet : deux clercs tenant un livre aux pages vierges ; deux hommes tenant des bâtons de pèlerin et une besace ; deux garçons tenant un phylactère sans écritures ; deux hommes tenant un livre aux pages écrites (le texte étant symbolisé par des lignes) ; et deux anges tenant un blason. Quant aux clés, les trois premières comportent une couronne de feuillages dans laquelle sont représentés saint Pierre ; un homme tenant un calice dans une main ; et deux personnes tenant des livres et la palme du martyr. La quatrième clé représente une tête de chérubin avec des ailes.

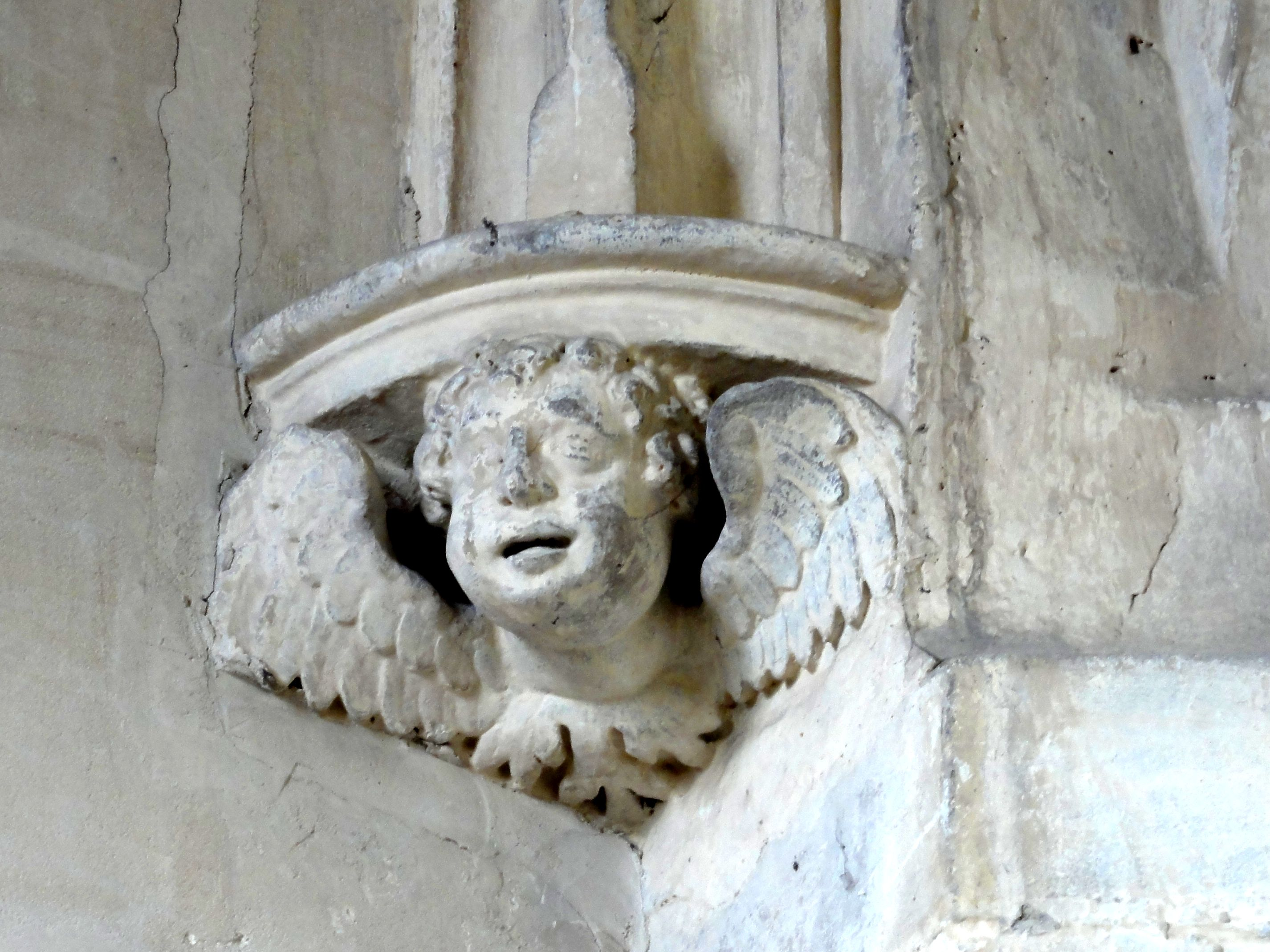
Cul-de-lampe dans l'angle nord-ouest du bas-côté sud.
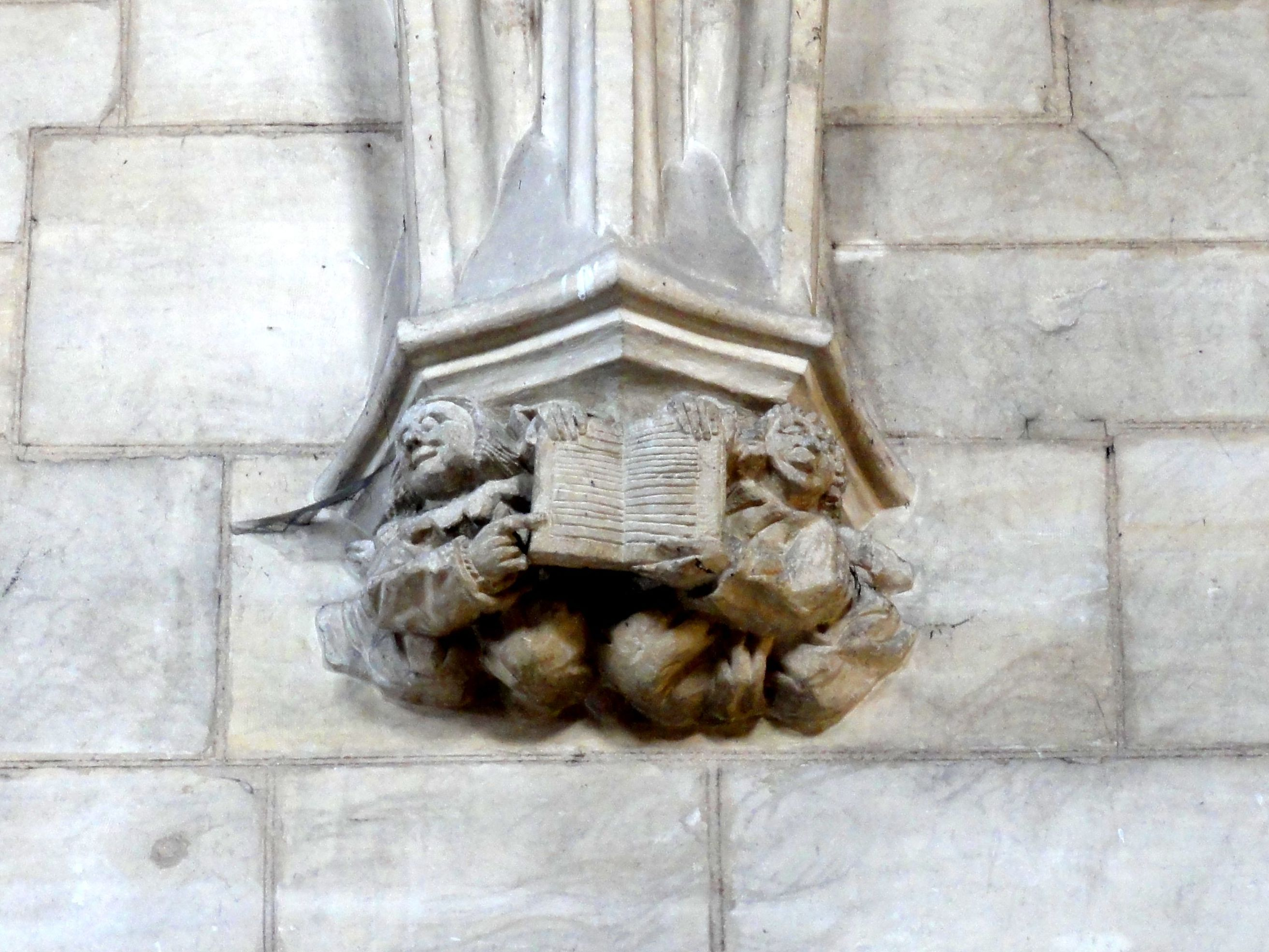
Cul-de-lampe au nord de la nef.
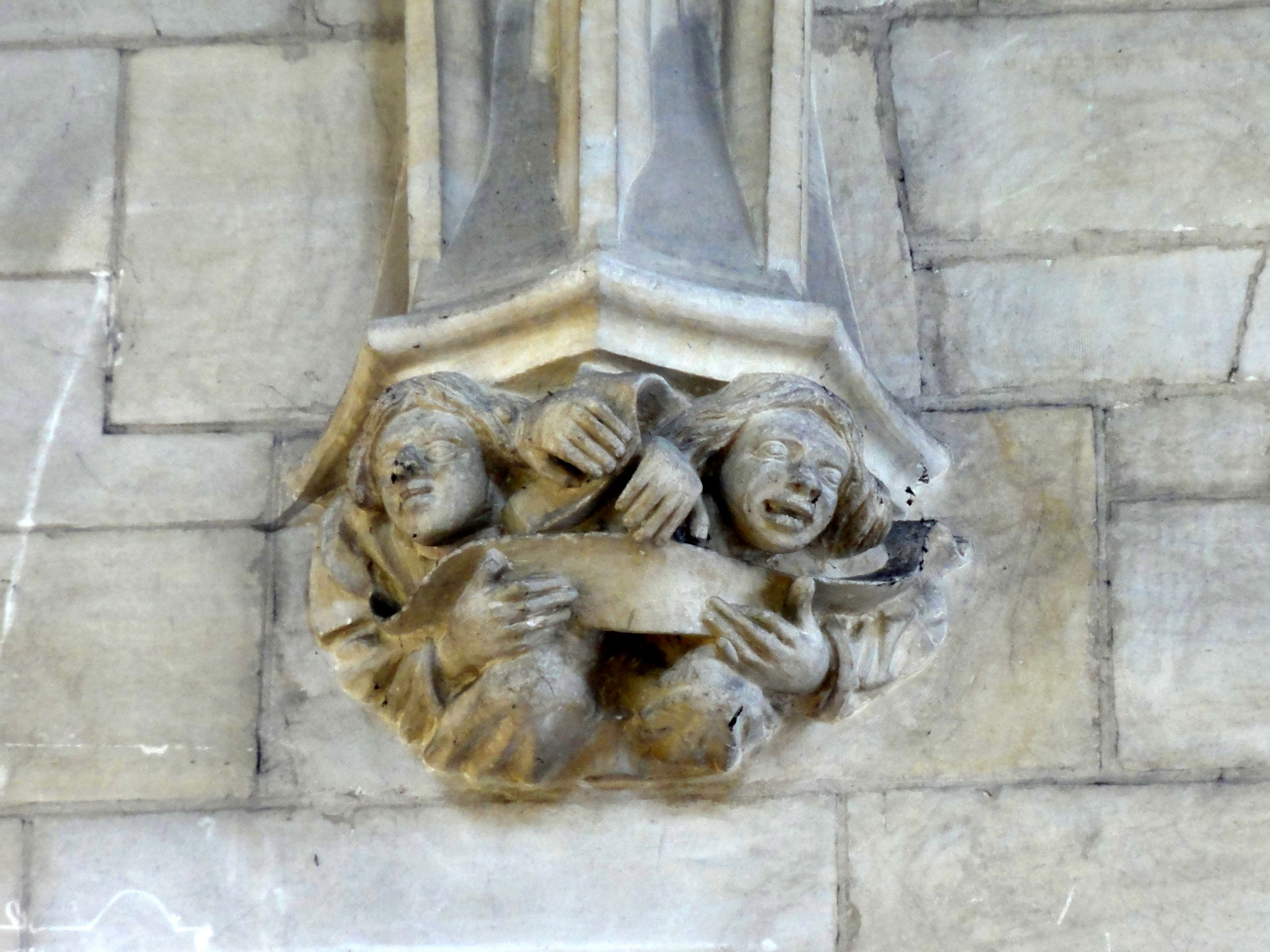
Cul-de-lampe au sud de la nef.
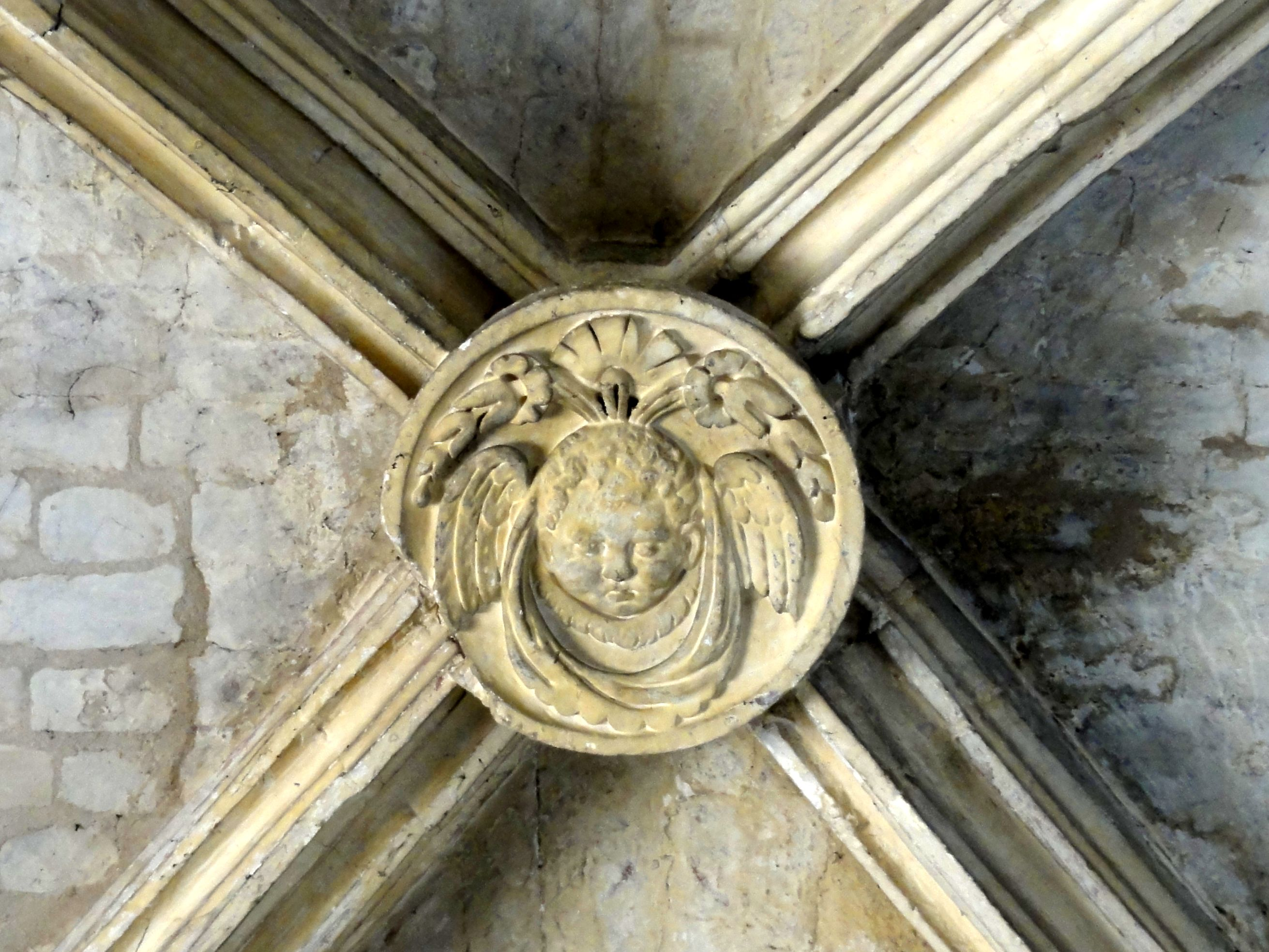
Clé de voûte de la 1re travée du bas-côté sud.
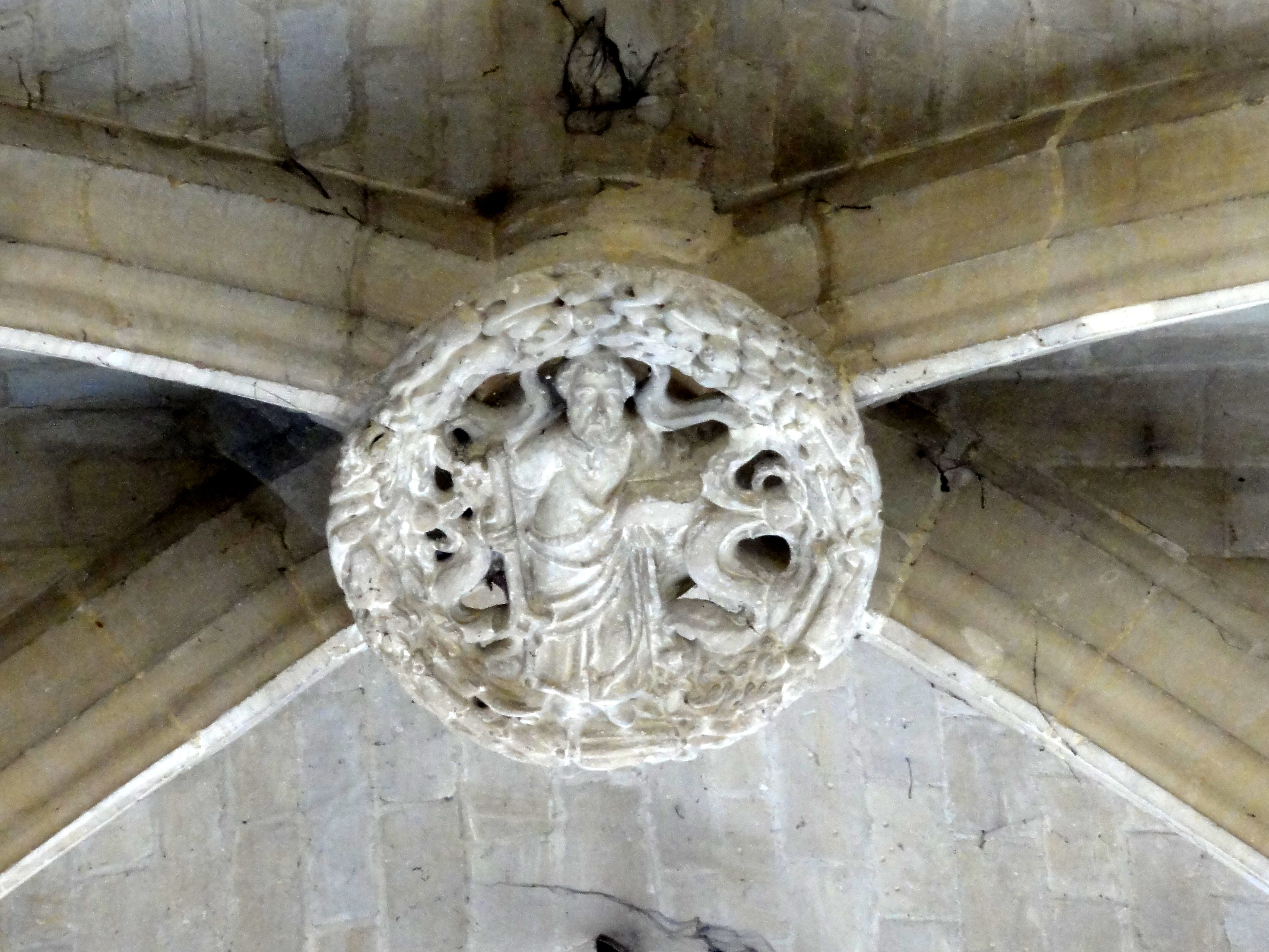
Clé de voûte de la 1re travée de la nef.
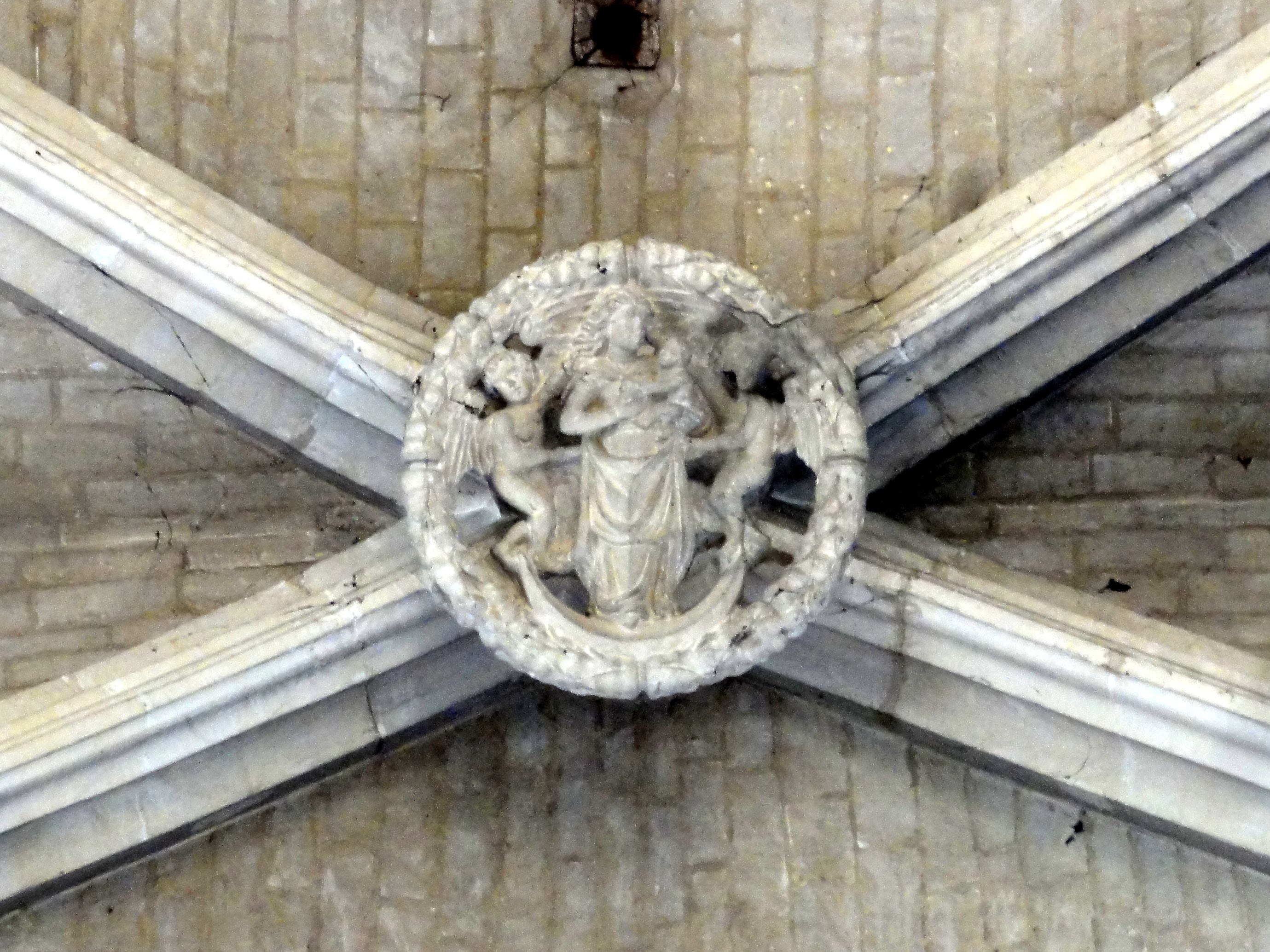
Clé de voûte de la 4e travée de la nef.

### Extérieur

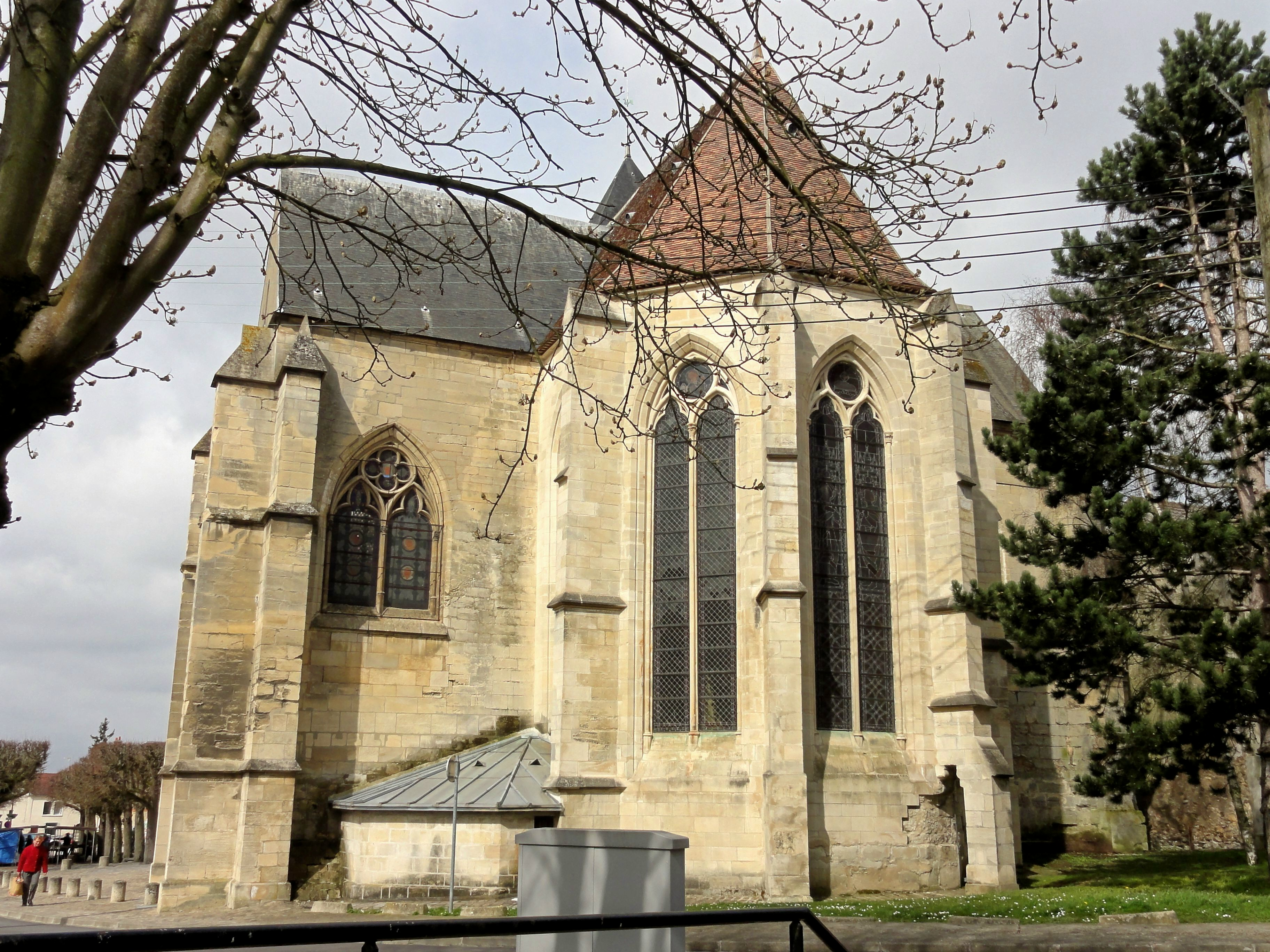
Mur oriental du croisillon sud et chevet.

Le chevet et le croisillon sud en tant que parties les plus anciennes visibles extérieurement (la croisée ne l'est pas), affichent une sobriété qui est souvent propre aux églises rayonnantes. Une certaine élégance est exprimée uniquement à travers le remplage des fenêtres et leur forme haute et élancée. Il apparaît par ailleurs nettement dans l'appareil que la baie orientale du croisillon sud descendait initialement aussi bas que les autres. Aucune corniche ou frise ne couronne les murs, et les contreforts sont décorés uniquement par deux niveaux de glacis courant tout autour, ainsi que par des larmiers présents uniquement sur le flanc extérieur. Certains contreforts présentent des traces de remaniements. Tous sont couronnés par des chaperons simples. L'on remarquera que les élévations latérales de la nef et des bas-côtés ne présentent aucune rupture stylistique avec les parties orientales, et que les contreforts sont assez similaires. Les contreforts intermédiaires des bas-côtés se prolongent par les culées des arcs-boutants des murs hauts de la nef. Les petits animaux fantastiques, pinacles et réseaux flamboyants habituellement présents sur au moins une partie des façades des églises flamboyantes sont entièrement absents, et seul le remplage des fenêtres hautes permet de deviner le style flamboyant présent à l'intérieur. Ainsi, l'apparence extérieur de la nef et des bas-côtés va dans le sens d'une reconstruction seulement partielle après la guerre de Cent Ans, laissant subsister au moins les bas-côtés et peut-être aussi les murs hauts, avec donc une reprise en sous-œuvre des grandes arcades tout en reprenant les dispositions générales d'origine, et un repercement des fenêtres hautes, ou bien la construction d'une nouvelle nef inspirée des dispositions générales d'origine.

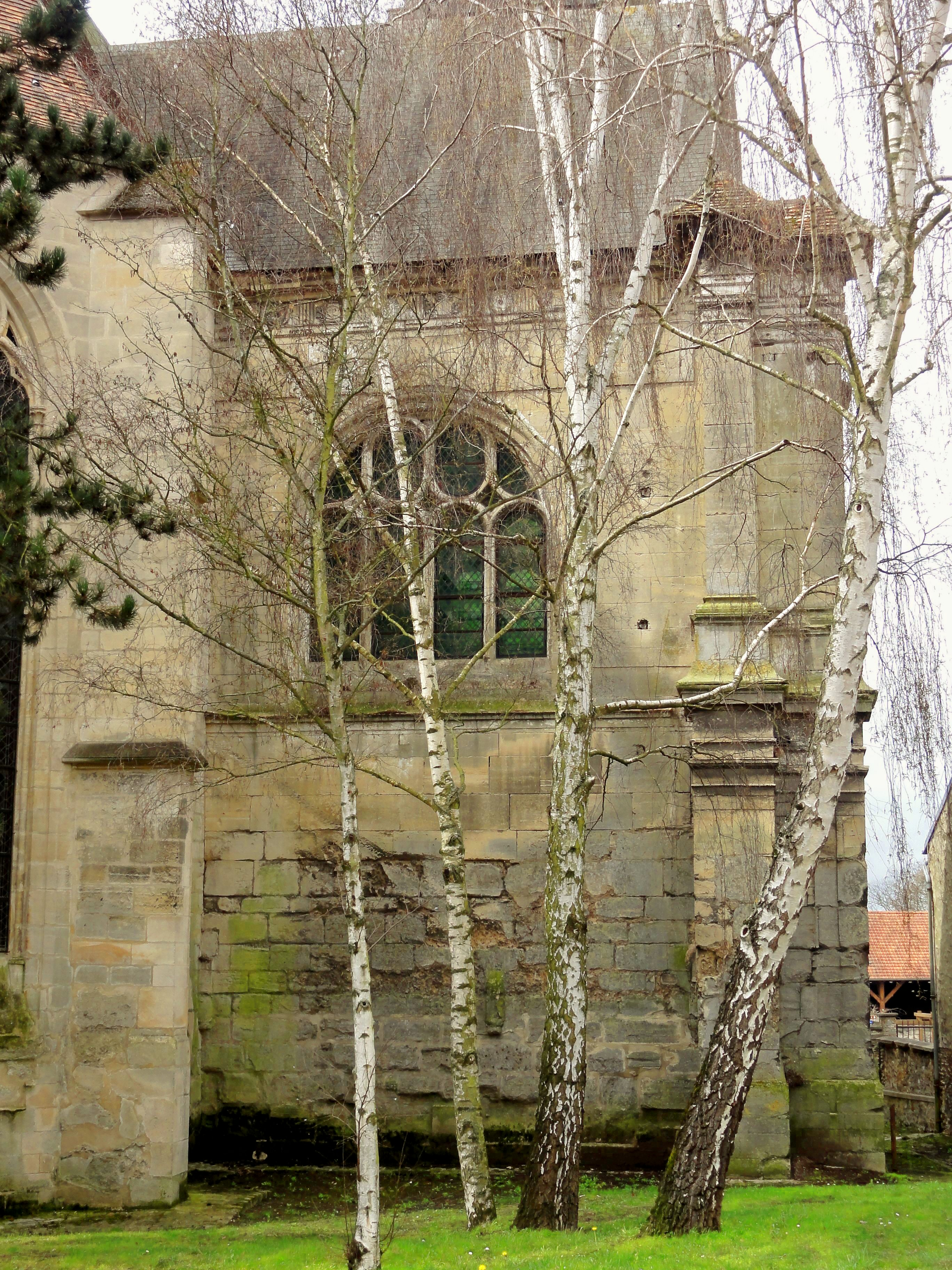
Croisillon nord.

La façade occidentale est dominée par le même pignon non décoré que le croisillon sud, et les contreforts sont agrémentés des mêmes glacis qui se rencontrent sur les parties orientales et les bas-côtés. Le contrefort à droite de la façade de la nef se termine par un glacis au lieu d'un chaperon, et ceux du clocher sont les seuls à être décorés de pinacles plaqués. Le mur occidental du bas-côté sud ne possède curieusement aucun contrefort. Les éléments déterminants de la façade de la nef sont le portail occidental déjà décrit, pouvant être qualifié de néogothique, mais donnant tout au moins un aperçu du portail d'origine, photographiquement documenté avant la restauration, et la fenêtre aux fleurs de lys. Elle aussi n'est plus guère authentique, mais sa restauration n'a donné lieu à aucune erreur stylistique, et le résultat est susceptible d'être identique à l'état de 1527. Le clocher ne semble pas avoir fait l'objet de restaurations importantes et reprend bien des caractéristiques du style flamboyant, contrairement aux élévations latérales de la nef. Il doit toutefois être considéré comme inachevé, car les contreforts d'angle se terminent sèchement sans aucun couronnement, alors que des pinacles plaqués de différentes formes sont présents au niveau du premier, du second et du troisième étages. Le toit en pavillon remplace donc une flèche jamais réalisée. Les quatre niveaux du clocher sont tous de hauteur différente. Le rez-de-chaussée montre une petite fenêtre en arc brisé éclairant le bas-côté nord, et le premier étage une fenêtre haute et très étroite, s'apparentant à une meurtrière. Le second étage est ajouré de deux baies en arc brisé sur chacune des trois faces libres, entourées de moulures et décorées de têtes tréflées bien que dépourvues de meneaux. Le troisième et dernier étage, l'étage de beffroi, est percé de deux baies abat-son gémelées par face. Elles sont en arc brisé surbaissé et également décorées de têtes tréflées. Leurs archivoltes sont surmontées par de fines accolades, et les piédroits se prolongent par de minuscules pinacles.
Plus tardif que le clocher et la façade terminés vers 1527, le croisillon nord se présente extérieurement dans un style purement Renaissance. Les fenêtres ne commencent qu'à mi-hauteur des murs, dont la partie inférieure est rongée par l'humidité. À mi-hauteur, soit au niveau du seuil des fenêtres, les contreforts sont ornés de multiples moulures. Ils sont tous protégés par un petit toit à croupe et non par des chaperons en pierre. Un entablement dorique décore la partie supérieure des murs et des contreforts, occupé essentiellement par une alternance de quadriglyphes et de médaillons ou d'autres motifs sculptés, au-dessus d'un rang de denticules, et sous une corniche d'oves.

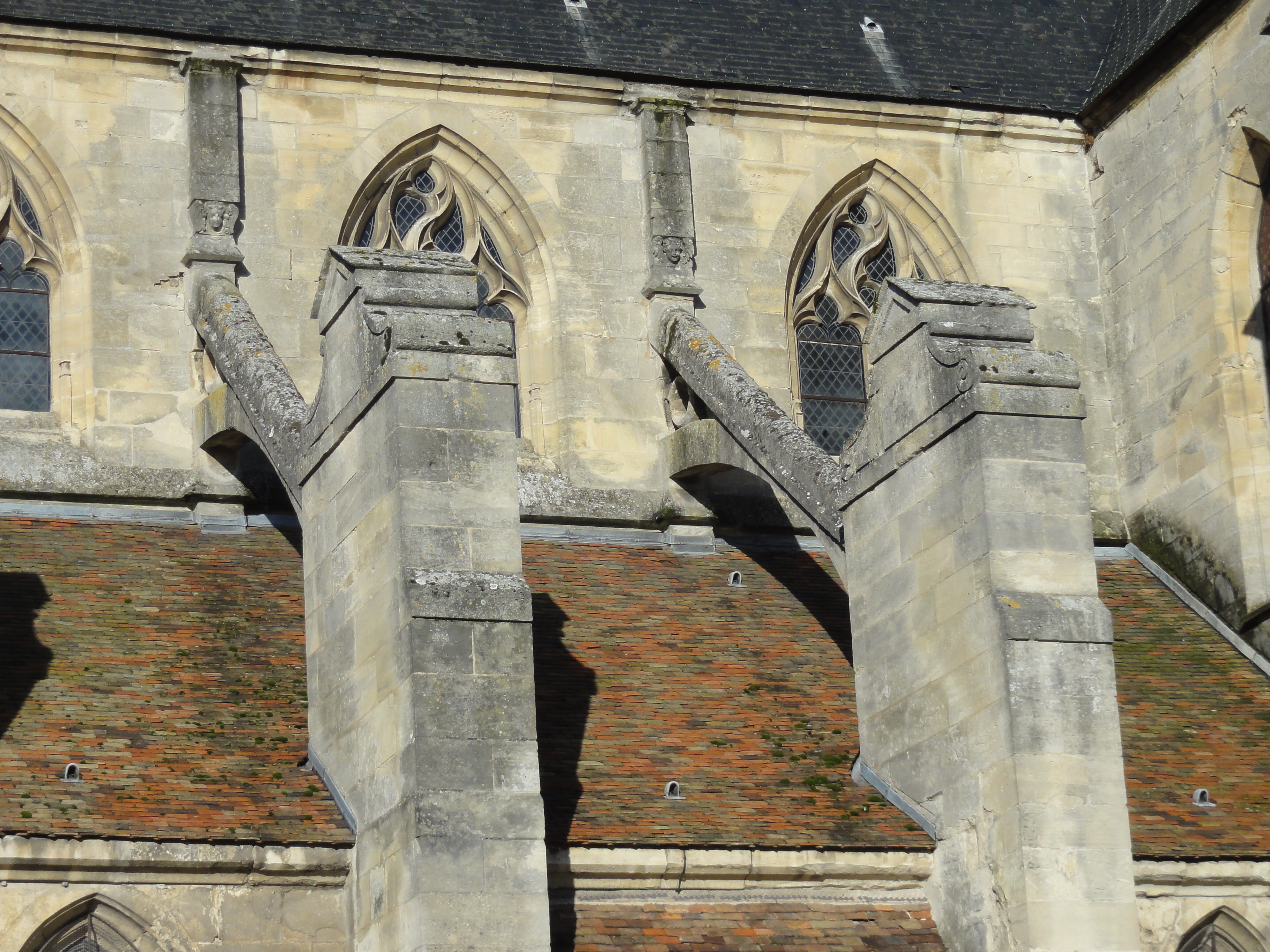
Arcs-boutants côté sud.
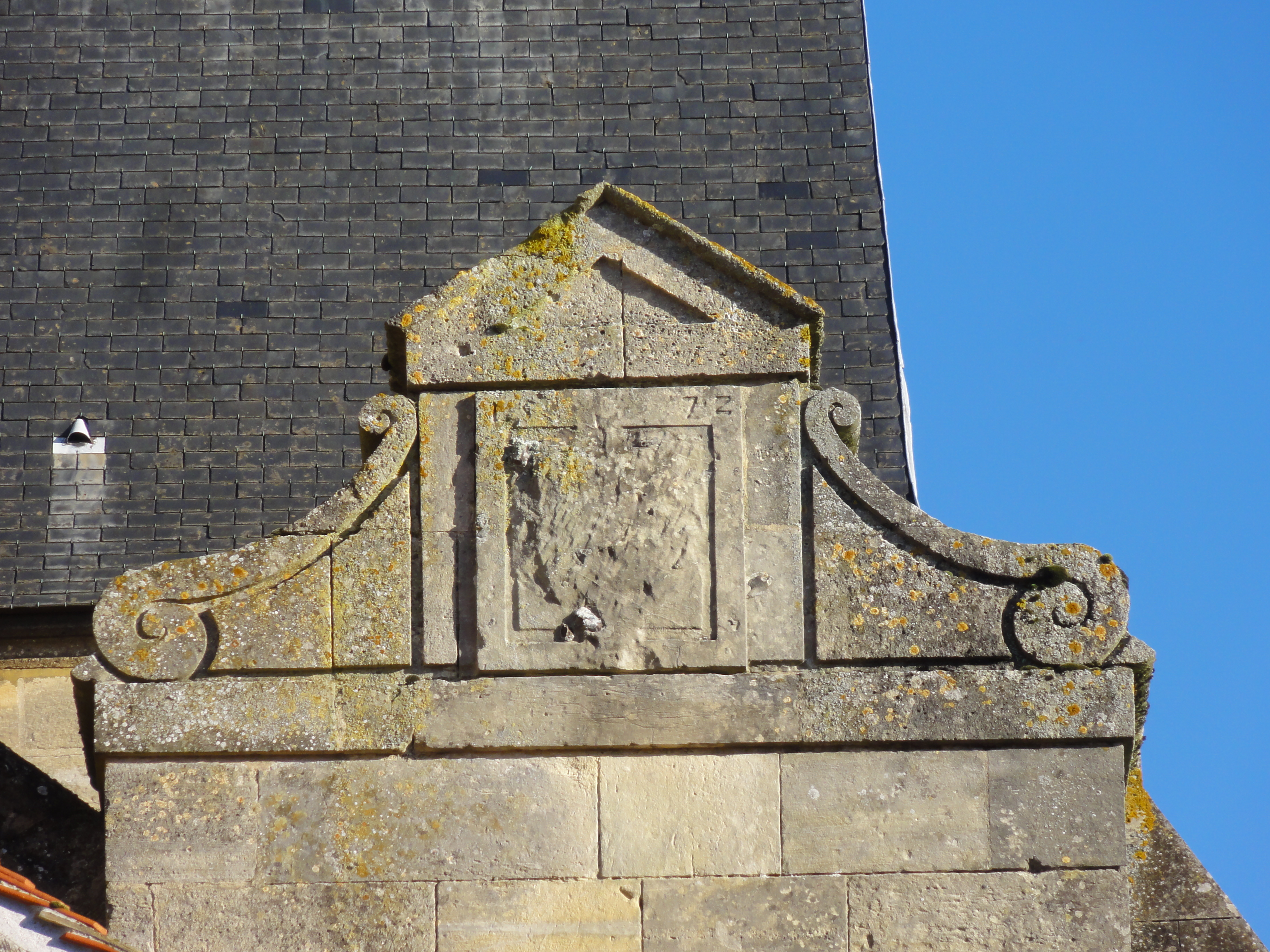
Date de 1572 sur la 1re culée.
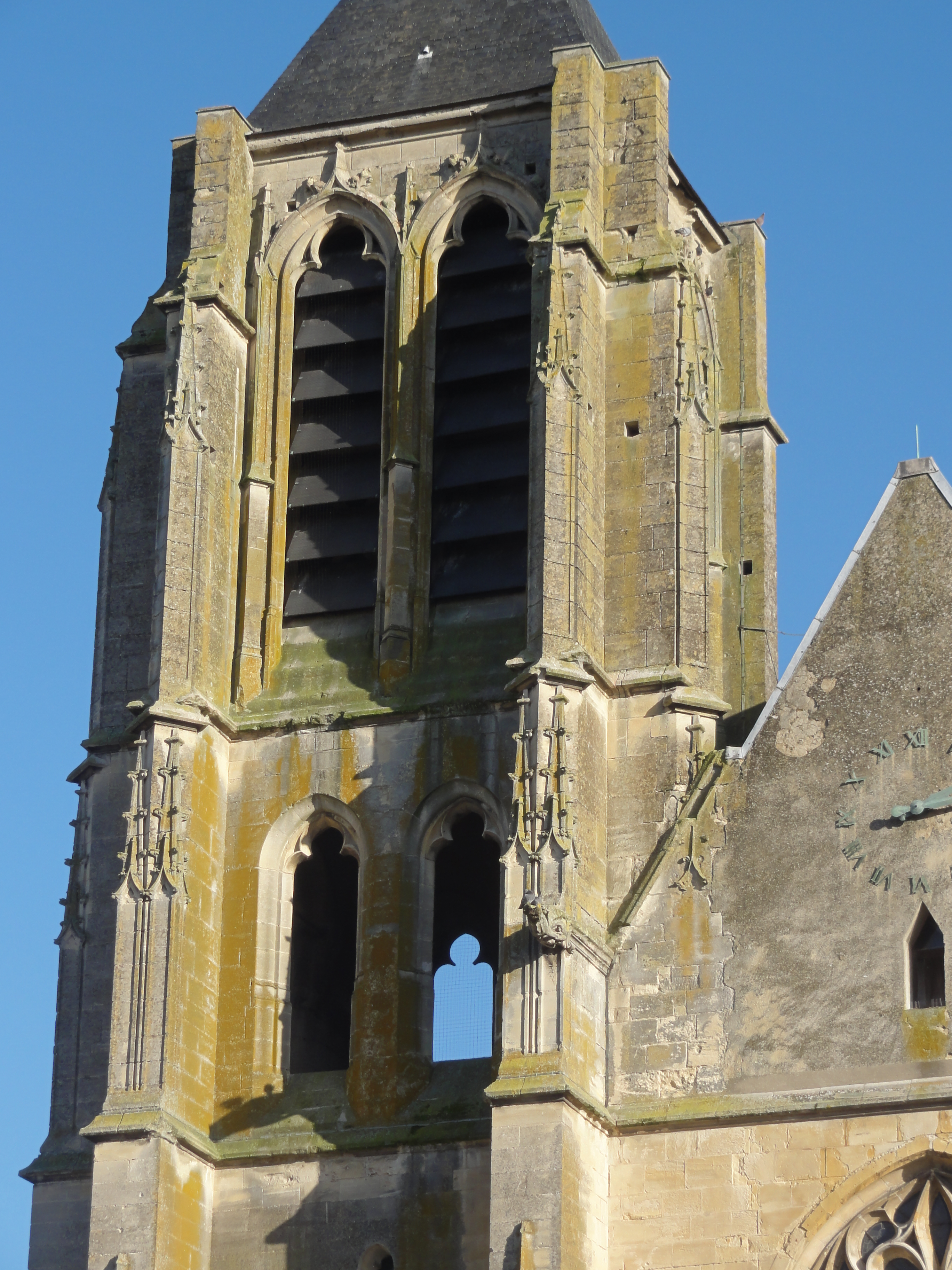
Étages du clocher, côté ouest.
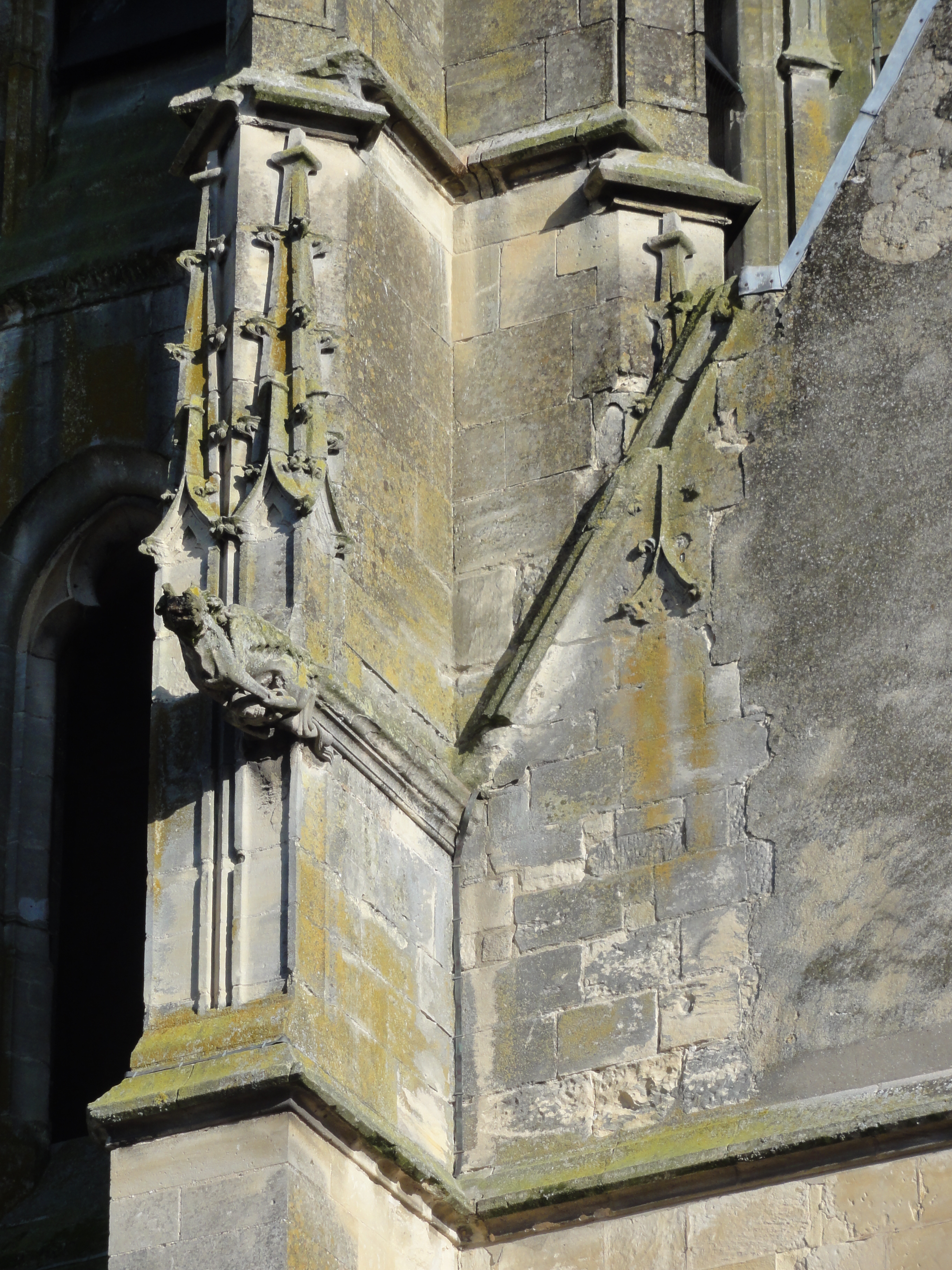
Pinacles des contreforts.
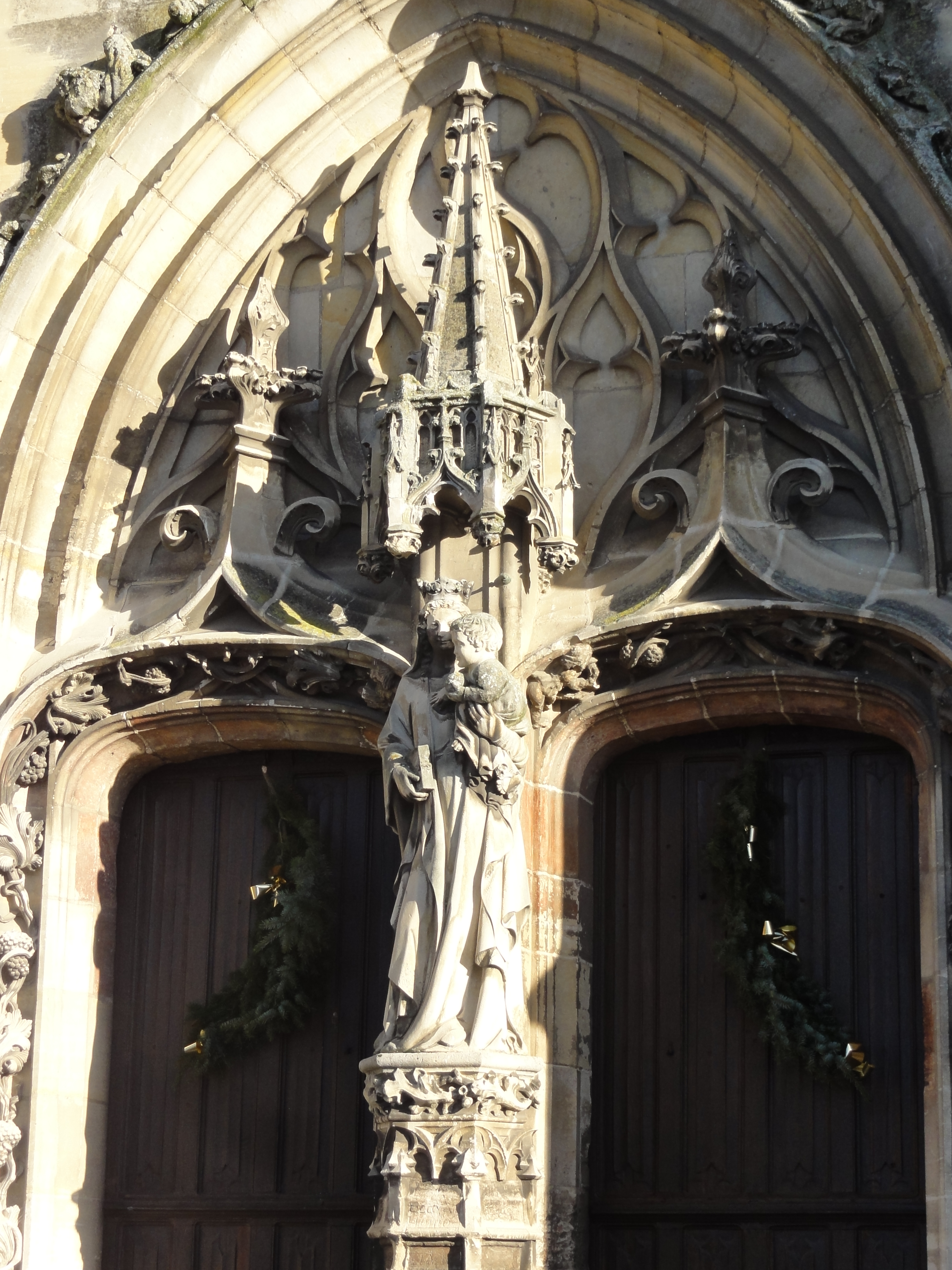
Vierge à l'Enfant du portail.
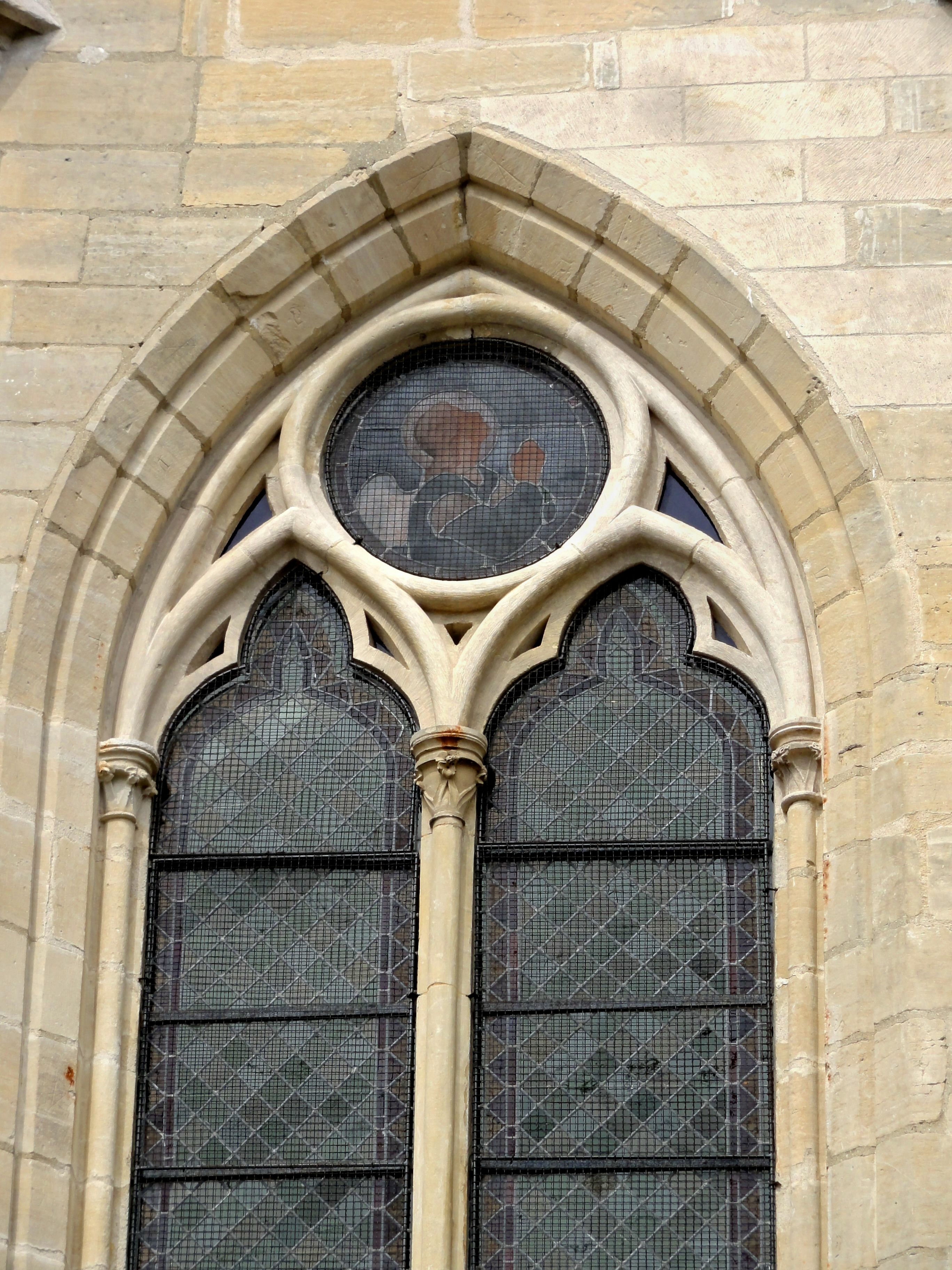
Fenêtre du chevet.

## Mobilier
L'église Saint-Gervais-et-Saint-Protais renferme cinq éléments de mobilier classés au titre des monuments historiques :
- Une Vierge à l'Enfant en bois, enduite et peinte en blanc, haute de 125 cm, datant en partie du XIVe siècle (déclassée en 1944)[27] ;
- Une série de quinze panneaux comportant des bas-reliefs du dernier quart du XVe siècle, remontés sur un coffre servant d'autel[28] ;
- La clôture des fonts baptismaux en bois taillé du XVIe siècle[29], issue de la transformation de l'ancienne clôture de chœur ;
- Un banc d'œuvre en bois long de 300 cm, datant du XVIIe siècle[30] et transformé en tambour de porte pour le portail sud. Le banc d'œuvre occupait jusqu'en 1896 la troisième grande arcade du nord, dont les piliers étaient habillés de chemises en bois assorties[31] ;
- Un groupe sculpté « L'Éducation de la Vierge » représentant sainte Anne et la Vierge, haut de 90 cm environ et datant du premier quart du XVIe siècle[32], logé sous un dais dans le croisillon nord.

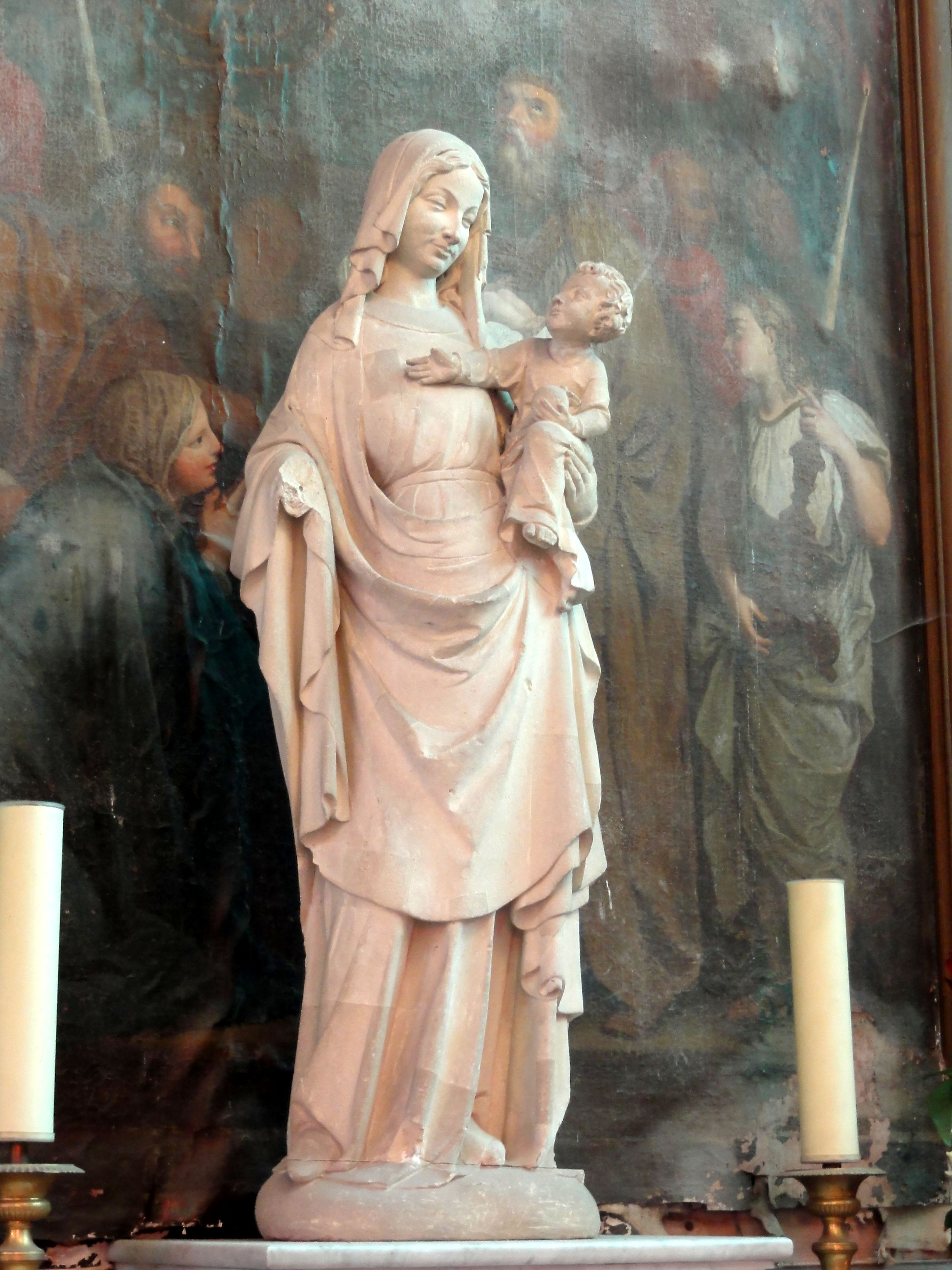
Vierge à l'Enfant.
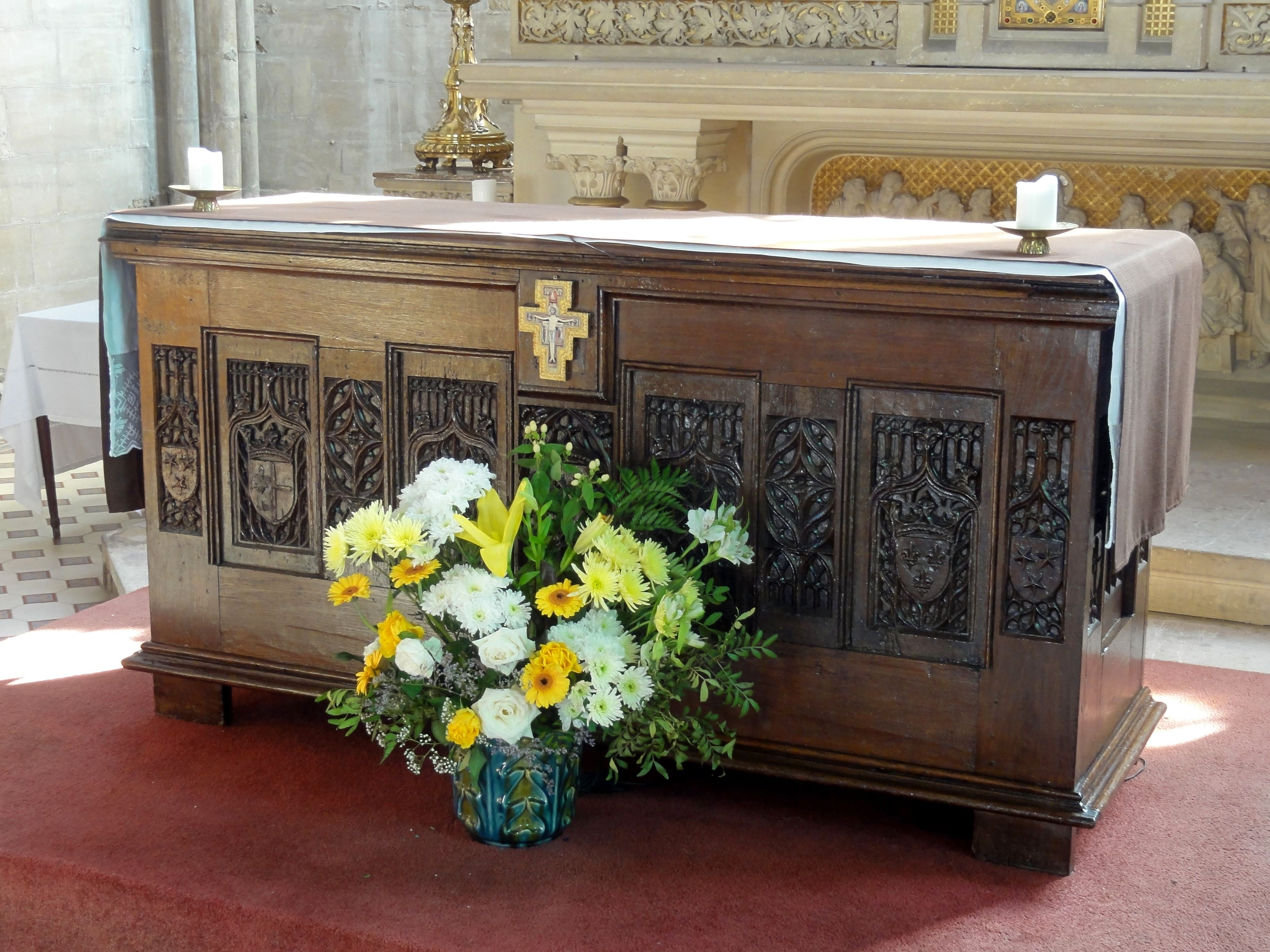
Maître-autel.
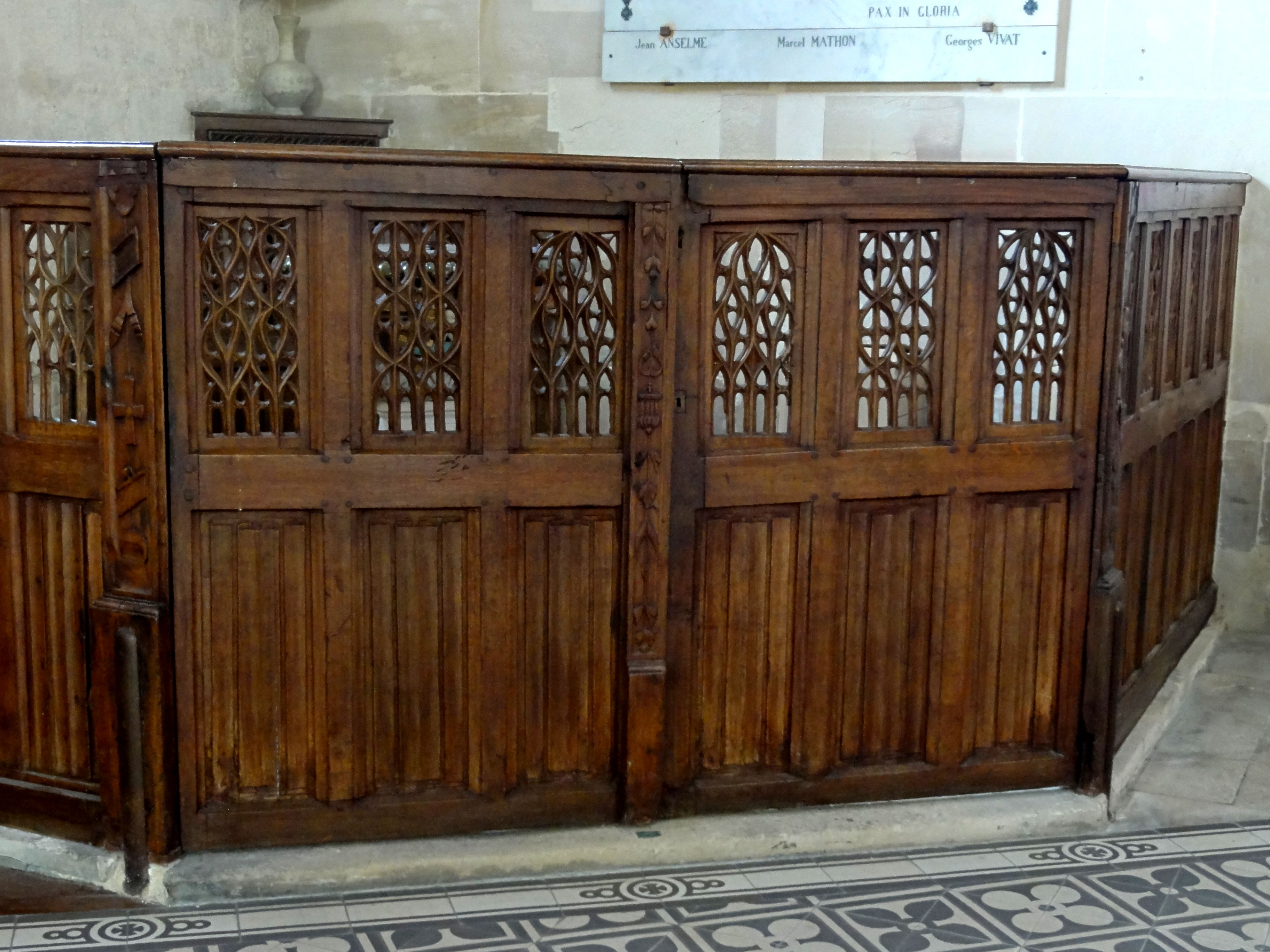
Clôture des fonts baptismaux.
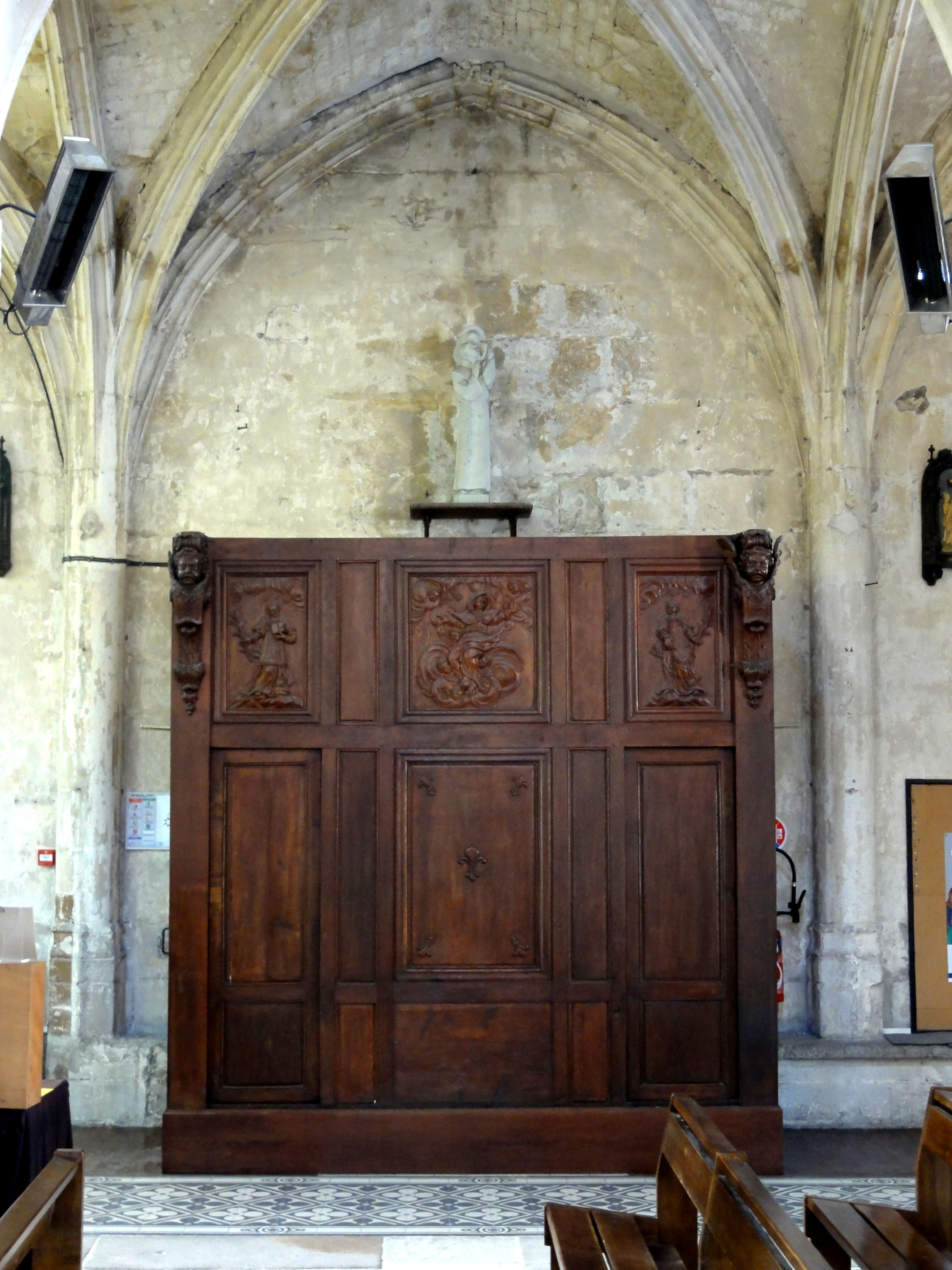
Tambour de porte.
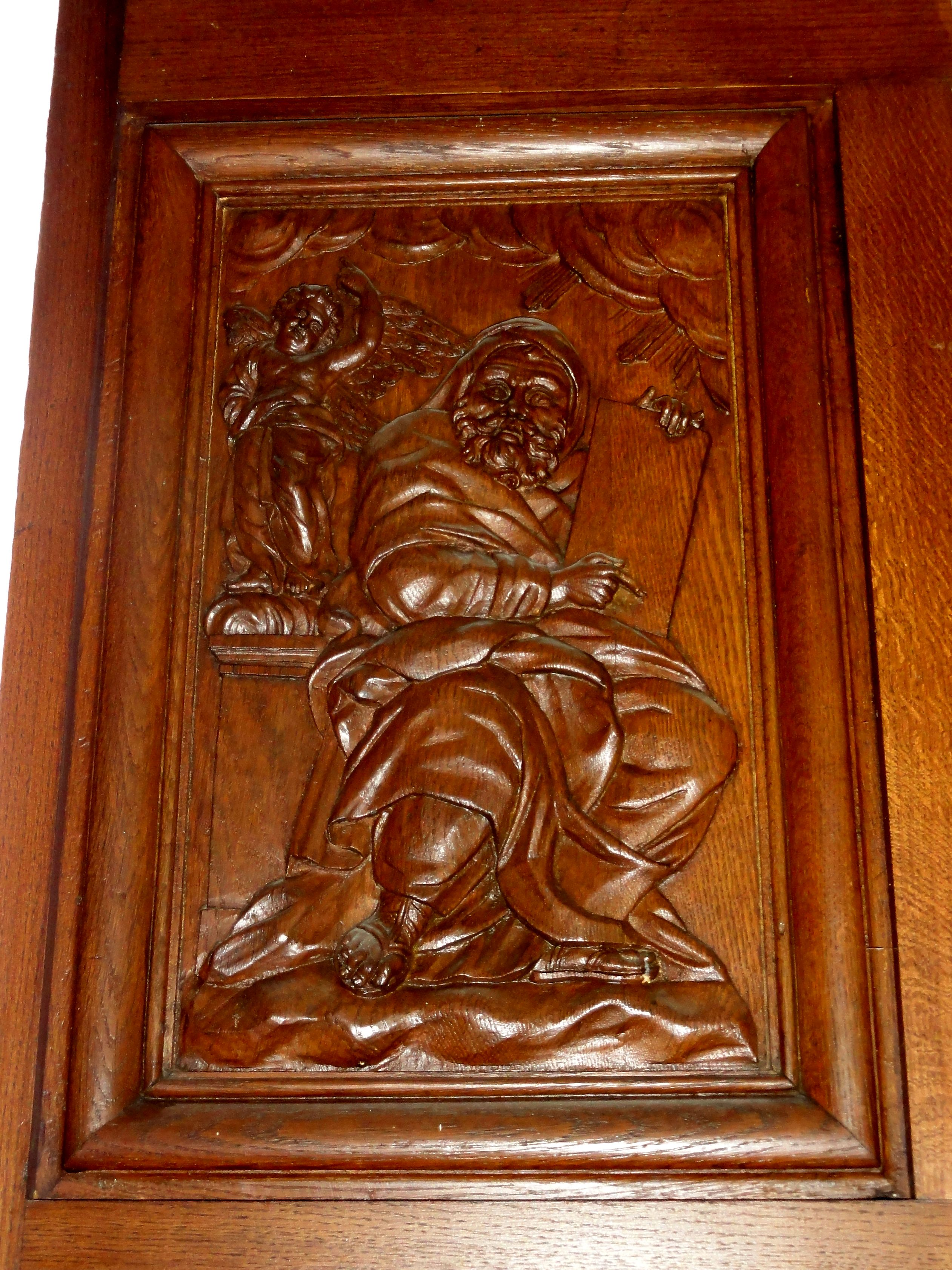
Panneau sculpté.
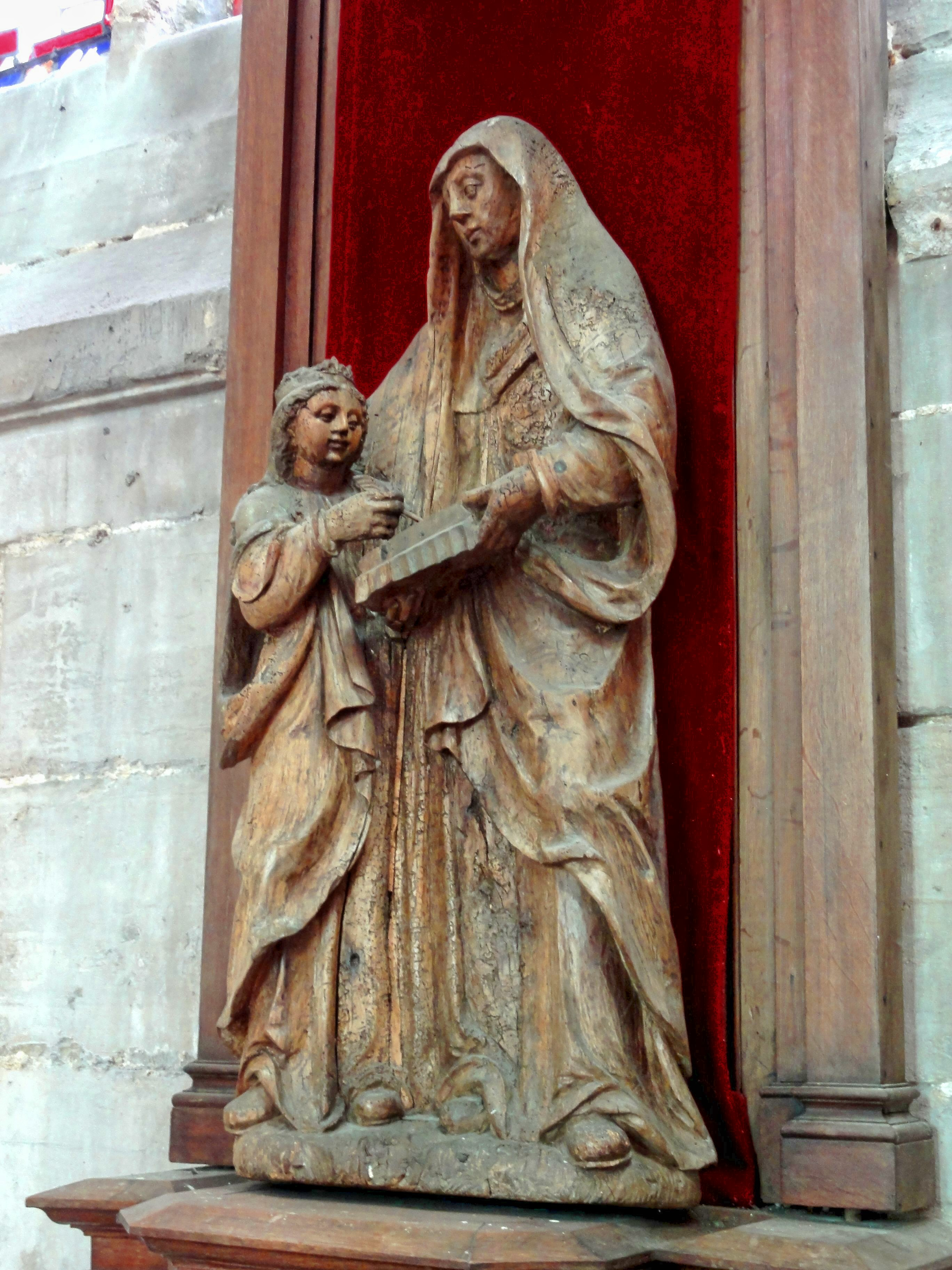
Éducation de la Vierge.